# قائمة إصدارات الطوابع في العراق (1981-1990)
هذه قائمة بإصدارات الطوابع في العراق للفترة 1981-1990:

## إصدارات 1981
بلغ عدد إصدارات سنة 1981 خمسة عشر إصدارا وقد ضمت 48 طابعا وبطاقة.

### إصدارات عيد الجيش (1981)
أصدرت ثلاثة طوابع لمناسبة الذكرى الستون لتأسيس الجيش العراقي:
| # | تاريخ الإصدار       | الوصف | الصورة | القيمة  | كمية الإصدار |
| - | ------------------- | --- | ------ | ------- | ------------ |
| 1 | 6 كانون الثاني 1981 | طابع ملون يظهر تخطيطا بلون أخضر لجندي يحمل رمحا ودرعا مكتوب عليه "أمة عربية واحدة ذات رسالة خالدة" مع صورة صاروخ وخريطة الوطن العربي مع عبارة "الذكرى الستون لتأسيس الجيش العراقي"، ويمتاز الجزء الأسفل من الطابع بلون ماروني.    |        | 5 فلوس  |              |
| 2 | 6 كانون الثاني 1981 | طابع ملون يظهر تخطيطا بلون أخضر لجندي يحمل رمحا ودرعا مكتوب عليه "أمة عربية واحدة ذات رسالة خالدة" مع صورة صاروخ وخريطة الوطن العربي مع عبارة "الذكرى الستون لتأسيس الجيش العراقي"، ويمتاز الجزء الأسفل من الطابع بلون أزرق غامق. |        | 30 فلسا |              |
| 3 | 6 كانون الثاني 1981 | طابع ملون يظهر تخطيطا بلون أخضر لجندي يحمل رمحا ودرعا مكتوب عليه "أمة عربية واحدة ذات رسالة خالدة" مع صورة صاروخ وخريطة الوطن العربي مع عبارة "الذكرى الستون لتأسيس الجيش العراقي"، ويمتاز الجزء الأسفل من الطابع بلون بني غامق.  |        | 75 فلسا |              |

### إصدارات ثورة 8 شباط
أصدرت ثلاثة طوابع لمناسبة ذكرى ثورة 8 شباط:
| # | تاريخ الإصدار | الوصف | الصورة | القيمة  | كمية الإصدار |
| - | ------------- | --- | ------ | ------- | ------------ |
| 4 | 8 شباط 1981   | طابع ملون يظهر فيه شكل في وسط الطابع يضم علم العراق وعلم حزب البعث (الشبيه بعلم فلسطين) مع عبارة "عروس الثورات" وعبارة "ذكرى ثورة 8 شباط المجيدة" |        | 15 فلسا |              |
| 5 | 8 شباط 1981   | طابع ملون يظهر فيه شكل في وسط الطابع يضم علم العراق وعلم حزب البعث (الشبيه بعلم فلسطين) مع عبارة "عروس الثورات" وعبارة "ذكرى ثورة 8 شباط المجيدة" |        | 30 فلسا |              |
| 6 | 8 شباط 1981   | طابع ملون يظهر فيه شكل في وسط الطابع يضم علم العراق وعلم حزب البعث (الشبيه بعلم فلسطين) مع عبارة "عروس الثورات" وعبارة "ذكرى ثورة 8 شباط المجيدة" |        | 35 فلسا |              |

### إصدارات العرب
أصدرت ثلاثة طوابع تحمل كلمة "العرب":
| # | تاريخ الإصدار | الوصف                                                                                                 | الصورة | القيمة  | كمية الإصدار |
| - | ------------- | --- | ------ | ------- | ------------ |
| 7 | 22 آذار 1981  | طابع بخلفية بنفسجية في وسطه خريطة الوطن العربي الموشحة بعلمين لفلسطين مع كلمة "العرب" في أسفل الطابع. |        | 5 فلوس  |              |
| 8 | 22 آذار 1981  | طابع بخلفية زرقاء في وسطه خريطة الوطن العربي الموشحة بعلمين لفلسطين مع كلمة "العرب" في أسفل الطابع.   |        | 25 فلسا |              |
| 9 | 22 آذار 1981  | طابع بخلفية وردية في وسطه خريطة الوطن العربي الموشحة بعلمين لفلسطين مع كلمة "العرب" في أسفل الطابع.   |        | 35 فلسا |              |

### إصدارات معركة قادسية صدام
أصدرت ثلاثة طوابع تحمل عبارة "معركة قادسية صدام":
| #  | تاريخ الإصدار | الوصف | الصورة | القيمة  | كمية الإصدار |
| -- | ------------- | --- | ------ | ------- | ------------ |
| 10 | 7 نيسان 1981  | طابع بخلفية صفراء تظهر فيه صورة الرئيس "صدام حسين" محاطة بإطار مع صورة فارس ومدفع وطائرة عسكرية وعلم فلسطين وعبارة "معركة قادسية صدام". |        | 30 فلسا |              |
| 11 | 7 نيسان 1981  | طابع بخلفية زرقاء تظهر فيه صورة الرئيس "صدام حسين" محاطة بإطار مع صورة فارس ومدفع وطائرة عسكرية وعلم فلسطين وعبارة "معركة قادسية صدام". |        | 35 فلسا |              |
| 12 | 7 نيسان 1981  | طابع بخلفية وردية تظهر فيه صورة الرئيس "صدام حسين" محاطة بإطار مع صورة فارس ومدفع وطائرة عسكرية وعلم فلسطين وعبارة "معركة قادسية صدام". |        | 75 فلسا |              |

كما أصدرت بطاقة تضم طابعا (ورقة طابع تذكاري):
| #  | تاريخ الإصدار | الوصف | الصورة | القيمة  | كمية الإصدار |
| -- | ------------- | --- | ------ | ------- | ------------ |
| 13 | 7 نيسان 1981  | بطاقة بإطار أبيض تظهر في أسفلها عبارة " معركة قادسية صدام" وفي الوسط طابع بقيمة 100 فلس تظهر فيه صورة صدام حسين وعلم العراق وصورة خيول وطائرة عسكرية وعبارة "معركة قادسية صدام". |        | 100 فلس |              |

### إصدارات يوم المواصلات العالمي
أصدرت ثلاثة طوابع بمناسبة يوم المواصلات العالمي:
| #  | تاريخ الإصدار | الوصف | الصورة | القيمة  | كمية الإصدار |
| -- | ------------- | --- | ------ | ------- | ------------ |
| 14 | 17 أيار 1981  | طابع بخلفية سوداء وتخطيط متعدد الألوان وشعار الأمم المتحدة وشعار الاتحاد الدولي للاتصالات وعبارة "يوم المواصلات العالمي" وعبارة "المواصلات والصحة"، ويمتاز الطابع بأن الشريطين العلوي والسفلي بلون أصفر غامق، والطابع مخصص للبريد الجوي. |        | 25 فلسا |              |
| 15 | 17 أيار 1981  | طابع بخلفية سوداء وتخطيط متعدد الألوان وشعار الأمم المتحدة وشعار الاتحاد الدولي للاتصالات وعبارة "يوم المواصلات العالمي" وعبارة "المواصلات والصحة"، ويمتاز الطابع بأن الشريطين العلوي والسفلي بلون وردي، والطابع مخصص للبريد الجوي.      |        | 50 فلسا |              |
| 16 | 17 أيار 1981  | طابع بخلفية سوداء وتخطيط متعدد الألوان وشعار الأمم المتحدة وشعار الاتحاد الدولي للاتصالات وعبارة "يوم المواصلات العالمي" وعبارة "المواصلات والصحة"، ويمتاز الطابع بأن الشريطين العلوي والسفلي بلون أخضر، والطابع مخصص للبريد الجوي.      |        | 75 فلسا |              |

### إصدارات القوة الجوية العراقية
أصدرت أربعة طوابع بمناسبة ذكرى تأسيس القوة الجوية العراقية:
| #  | تاريخ الإصدار | الوصف | الصورة | القيمة   | كمية الإصدار |
| -- | ------------- | --- | ------ | -------- | ------------ |
| 17 | 1 حزيران 1981 | طابع بإطار بني وفي الوسط صورة طائرتين مروحيتين من نوع ميل مي-24 ودبابة مع عبارة "اليوبيل الذهبي لتأسيس القوة الجوية العراقية".                                           |        | 5 فلوس   |              |
| 18 | 1 حزيران 1981 | طابع بإطار بني وفي الوسط صورة طائرة من نوع أنتونوف أن-2 على الأرض وسنة أخرى في الجو مع عبارة "اليوبيل الذهبي لتأسيس القوة الجوية العراقية".                              |        | 10 فلوس  |              |
| 19 | 1 حزيران 1981 | طابع بإطار بني وفي الوسط صورة صاروخ سام-15 ورادار مع عبارة "اليوبيل الذهبي لتأسيس القوة الجوية العراقية".                                                                |        | 15 فلسا  |              |
| 20 | 1 حزيران 1981 | طابع بخلفية زرقاء وفي الأعلى صورة طائرة من نوع ميج-21 وطائرة دي هافيلاند دراغون رابيد مع عبارة "اليوبيل الذهبي لتأسيس القوة الجوية العراقية"، والطابع مخصص للبريد الجوي. |        | 120 فلسا |              |

### إصدارات المجلس الوطني
أصدرت ثلاثة طوابع بمناسبة الذكرى الأولى لانتخاب المجلس الوطني:
| #  | تاريخ الإصدار  | الوصف | الصورة | القيمة  | كمية الإصدار |
| -- | -------------- | --- | ------ | ------- | ------------ |
| 21 | 20 حزيران 1981 | طابع بخلفية زرقاء تظهر فيه خريطة العراق بلون برتقالي وفي الوسط صورة صندوق اقتراع ويد تضع ورقة الاقتراع في الصندوق مع عبارة "الذكرى الأولى لانتخاب المجلس الوطني".    |        | 30 فلسا |              |
| 22 | 20 حزيران 1981 | طابع بخلفية وردية تظهر فيه خريطة العراق بلون برتقالي وفي الوسط صورة صندوق اقتراع ويد تضع ورقة الاقتراع في الصندوق مع عبارة "الذكرى الأولى لانتخاب المجلس الوطني".    |        | 35 فلسا |              |
| 23 | 20 حزيران 1981 | طابع بخلفية برتقالية تظهر فيه خريطة العراق بلون برتقالي وفي الوسط صورة صندوق اقتراع ويد تضع ورقة الاقتراع في الصندوق مع عبارة "الذكرى الأولى لانتخاب المجلس الوطني". |        | 45 فلسا |              |

### إصدارات أعياد تموز (1981)
أصدرت ثلاثة طوابع بمناسبة أعياد تموز:
| #  | تاريخ الإصدار | الوصف | الصورة | القيمة  | كمية الإصدار |
| -- | ------------- | --- | ------ | ------- | ------------ |
| 24 | 17 تموز 1981  | طابع بخلفية رمادية، تظهر فيه كلمة "أعياد" في دائرة صفراء، وكلمة "تموز" بلون أحمر وتحتها شريط أبيض وشريط أسود وتحتها عشب أخضر وفي الأعلى أرقام "14" و"17" و"30". |        | 15 فلسا |              |
| 25 | 17 تموز 1981  | طابع بخلفية بنية، تظهر فيه كلمة "أعياد" في دائرة صفراء، وكلمة "تموز" بلون أحمر وتحتها شريط أبيض وشريط أسود وتحتها عشب أخضر وفي الأعلى أرقام "14" و"17" و"30".   |        | 25 فلسا |              |
| 26 | 17 تموز 1981  | طابع بخلفية بنية، تظهر فيه كلمة "أعياد" في دائرة صفراء، وكلمة "تموز" بلون أحمر وتحتها شريط أبيض وشريط أسود وتحتها عشب أخضر وفي الأعلى أرقام "14" و"17" و"30".   |        | 35 فلسا |              |

### إصدارات الصناعات الشعبية
أصدرت أربعة طوابع تحتفي بالصناعات الشعبية:
| #  | تاريخ الإصدار | الوصف                                                                                    | الصورة | القيمة  | كمية الإصدار |
| -- | ------------- | ---------------------------------------------------------------------------------------- | ------ | ------- | ------------ |
| 27 | 5 آب 1981     | طابع تظهر عليه عبارة "الصناعات الشعبية" وصورة تعبر عن صناعة السلال.                      |        | 5 فلوس  |              |
| 28 | 5 آب 1981     | طابع تظهر عليه عبارة "الصناعات الشعبية" وصورة تعبر عن صنع الأدوات المعدنية.              |        | 30 فلسا |              |
| 29 | 5 آب 1981     | طابع تظهر عليه عبارة "الصناعات الشعبية" وصورة تعبر عن صناعة الفخار.                      |        | 35 فلسا |              |
| 30 | 5 آب 1981     | طابع تظهر عليه عبارة "الصناعات الشعبية" وصورة تعبر عن صناعة النسيج وصناعة البسط والسجاد. |        | 50 فلسا |              |

### إصدارات المباني
أصدرت أربعة طوابع تصور بعض المباني الحديثة في حينها:
| #  | تاريخ الإصدار | الوصف                                                                   | الصورة | القيمة  | كمية الإصدار |
| -- | ------------- | ----------------------------------------------------------------------- | ------ | ------- | ------------ |
| 31 | 26 أيلول 1981 | طابع بإطار أخضر وتظهر فيه صورة "قاعة السيد الرئيس صدام حسين" الرياضية.  |        | 45 فلسا |              |
| 32 | 26 أيلول 1981 | طابع بإطار وردي وتظهر فيه صورة "قصر المؤتمرات".                         |        | 50 فلسا |              |
| 33 | 26 أيلول 1981 | طابع بإطار أخضر ليموني وتظهر فيه صورة قصر المؤتمرات".                   |        | 120 فلس |              |
| 34 | 26 أيلول 1981 | طابع بإطار رصاصي وتظهر فيه صورة "قاعة السيد الرئيس صدام حسين" الرياضية. |        | 150 فلس |              |

### إصدارات الحج
أصدرت ثلاثة طوابع بمناسبة موسم الحج لعام 1401 هـ.
| #  | تاريخ الإصدار      | الوصف                                                                                        | الصورة | القيمة  | كمية الإصدار |
| -- | ------------------ | -------------------------------------------------------------------------------------------- | ------ | ------- | ------------ |
| 35 | 7 تشرين الأول 1981 | طابع بخلفية وشريط أسفل بلون أزرق تظهر صورة حجاج عند الكعبة أحدهم يستلم الركن اليماني.        |        | 25 فلسا |              |
| 36 | 7 تشرين الأول 1981 | طابع بخلفية وشريط أسفل بلون وردي تظهر صورة حجاج عند الكعبة أحدهم يستلم الركن اليماني.        |        | 45 فلسا |              |
| 37 | 7 تشرين الأول 1981 | طابع بخلفية وشريط أسفل بلون أخضر ليموني تظهر صورة حجاج عند الكعبة أحدهم يستلم الركن اليماني. |        | 50 فلسا |              |

### إصدارات يوم الأغذية العالمي
أصدرت ثلاثة طوابع بمناسبة يوم الأغذية العالمي.
| #  | تاريخ الإصدار       | الوصف | الصورة | القيمة  | كمية الإصدار |
| -- | ------------------- | --- | ------ | ------- | ------------ |
| 38 | 16 تشرين الأول 1981 | طابع تظهر فيه صورة فلاحين يحصدون سنابل القمح مع شعار منظمة الغذاء والزراعة العالمية وعبارة "يوم الأغذية العالمي" ويوم "16 تشرين الأول" ضمن الشعار، والشريط الأسفل بلون أزرق.  |        | 30 فلسا |              |
| 39 | 16 تشرين الأول 1981 | طابع تظهر فيه صورة فلاحين يحصدون سنابل القمح مع شعار منظمة الغذاء والزراعة العالمية وعبارة "يوم الأغذية العالمي" ويوم "16 تشرين الأول" ضمن الشعار، والشريط الأسفل بلون رصاصي. |        | 45 فلسا |              |
| 40 | 16 تشرين الأول 1981 | طابع تظهر فيه صورة فلاحين يحصدون سنابل القمح مع شعار منظمة الغذاء والزراعة العالمية وعبارة "يوم الأغذية العالمي" ويوم "16 تشرين الأول" ضمن الشعار، والشريط الأسفل بلون بني.   |        | 75 فلسا |              |

### إصدارات السنة الدولية للمعوقين
أصدرت ثلاثة طوابع بمناسبة السنة الدولية للمعوقين.
| #  | تاريخ الإصدار        | الوصف                                                                                           | الصورة | القيمة  | كمية الإصدار |
| -- | -------------------- | ----------------------------------------------------------------------------------------------- | ------ | ------- | ------------ |
| 41 | 15 تشرين الثاني 1981 | طابع بإطار أصفر تظهر فيه صورة أم وطفل وثلاثة وردات مع عبارة "السنة الدولية للمعوقين - 1981".    |        | 30 فلسا |              |
| 42 | 15 تشرين الثاني 1981 | طابع بإطار برتقالي تظهر فيه صورة أم وطفل وثلاثة وردات مع عبارة "السنة الدولية للمعوقين - 1981". |        | 45 فلسا |              |
| 43 | 15 تشرين الثاني 1981 | طابع بإطار بنفسجي تظهر فيه صورة أم وطفل وثلاثة وردات مع عبارة "السنة الدولية للمعوقين - 1981".  |        | 75 فلسا |              |

### إصدارات يوم الشهيد
أصدرت ثلاثة طوابع بمناسبة يوم الشهيد.
| #  | تاريخ الإصدار      | الوصف | الصورة | القيمة   | كمية الإصدار |
| -- | ------------------ | --- | ------ | -------- | ------------ |
| 44 | 1 كانون الأول 1981 | طابع بإطار أصفر وخلفية زرقاء تظهر فيه صورة نوط الشجاعة وحمامتان تحملان شريطا فيه عبارة "الشهداء أكرم منا جميعا" وتاريخ "1 - 12 - 1981" وعبارة "يوم الشهيد" وخريطة الوطن العربي بلون أخضر.    |        | 45 فلسا  |              |
| 45 | 1 كانون الأول 1981 | طابع بإطار برتقالي وخلفية زرقاء تظهر فيه صورة نوط الشجاعة وحمامتان تحملان شريطا فيه عبارة "الشهداء أكرم منا جميعا" وتاريخ "1 - 12 - 1981" وعبارة "يوم الشهيد" وخريطة الوطن العربي بلون أخضر. |        | 50 فلسا  |              |
| 46 | 1 كانون الأول 1981 | طابع بإطار بنفسجي وخلفية زرقاء تظهر فيه صورة نوط الشجاعة وحمامتان تحملان شريطا فيه عبارة "الشهداء أكرم منا جميعا" وتاريخ "1 - 12 - 1981" وعبارة "يوم الشهيد" وخريطة الوطن العربي بلون أخضر.  |        | 120 فلسا |              |

### إصدارات شركة الملاحة العربية المتحدة
أصدر طابعان اثنان لمناسبة مرور خمس سنوات على تأسيس شركة الملاحة العربية المتحدة، وهي شركة مساهمة خليجة اشتركت في تأسيسها دول الكويت والسعودية والعراق والبحرين وقطر والإمارات العربية المتحدة بتاريخ 11 شباط 1976.
| #  | تاريخ الإصدار      | الوصف | الصورة | القيمة   | كمية الإصدار |
| -- | ------------------ | --- | ------ | -------- | ------------ |
| 47 | 2 كانون الأول 1981 | طابع بإطار وردي باهت تظهر فيه صورة لسفينة الشحن ابن خلدون مع عبارة "مرور خمس سنوات على تأسيس شركة الملاحة العربية المتحدة (ش.م.خ.)". |        | 50 فلسا  |              |
| 48 | 2 كانون الأول 1981 | طابع بإطار وردي باهت تظهر فيه صورة لسفينة الشحن ابن خلدون مع عبارة "مرور خمس سنوات على تأسيس شركة الملاحة العربية المتحدة (ش.م.خ.)". |        | 120 فلسا |              |

## إصدارات 1982
بلغ عدد إصدارات سنة 1982 ثمانية عشر إصدارا وقد ضمت 60 طابعا وبطاقة.

### إصدارات عيد المرأة
أصدرت ثلاثة طوابع لمناسبة عيد المرأة العراقية:
| # | تاريخ الإصدار | الوصف | الصورة | القيمة  | كمية الإصدار |
| - | ------------- | --- | ------ | ------- | ------------ |
| 1 | 4 آذار 1982   | طابع متعدد الألوان والأشكال، تظهر فيه صورة مرأة مع عبارة "عيد المرأة العراقية"، ويمتاز الطابع بخلفية زرقاء. |        | 25 فلسا |              |
| 2 | 4 آذار 1982   | طابع متعدد الألوان والأشكال، تظهر فيه صورة مرأة مع عبارة "عيد المرأة العراقية"، ويمتاز الطابع بخلفية بيضاء. |        | 45 فلسا |              |
| 3 | 4 آذار 1982   | طابع متعدد الألوان والأشكال، تظهر فيه صورة مرأة مع عبارة "عيد المرأة العراقية"، ويمتاز الطابع بخلفية خضراء. |        | 50 فلسا |              |

### إصدارات ذكرى تأسيس حزب البعث
أصدرت ثلاثة طوابع لمناسبة ذكرى تأسيس حزب البعث العربي الاشتراكي:
| # | تاريخ الإصدار | الوصف | الصورة | القيمة  | كمية الإصدار |
| - | ------------- | --- | ------ | ------- | ------------ |
| 4 | 7 نيسان 1982  | طابع بخلفية برتقالية تظهر فيه صورة الرئيس صدام حسين وورد ورقم "7"، مع عبارة "الذكرى الخامسة والثلاثون لميلاد حزب البعث العربي الاشتراكي".             |        | 25 فلسا |              |
| 5 | 7 نيسان 1982  | طابع بخلفية بلون خفيف تظهر فيه صورة علم العراق وأوراق نبات ورقم "7" ثلاث مرات، مع عبارة "الذكرى الخامسة والثلاثون لميلاد حزب البعث العربي الاشتراكي". |        | 30 فلسا |              |
| 6 | 7 نيسان 1982  | طابع بخلفية زرقاء رمادية باهتة تظهر فيه صورة الرئيس صدام حسين وورد ورقم "7"، مع عبارة "الذكرى الخامسة والثلاثون لميلاد حزب البعث العربي الاشتراكي".   |        | 45 فلسا |              |
| 7 | 7 نيسان 1982  | طابع بخلفية بلون أبيض تظهر فيه صورة علم العراق وأوراق نبات ورقم "7" ثلاث مرات، مع عبارة "الذكرى الخامسة والثلاثون لميلاد حزب البعث العربي الاشتراكي". |        | 50 فلسا |              |

كما أصدرت بطاقة تضم طابعا (ورقة طابع تذكاري):
| # | تاريخ الإصدار | الوصف | الصورة | القيمة   | كمية الإصدار |
| - | ------------- | --- | ------ | -------- | ------------ |
| 8 | 7 نيسان 1982  | بطاقة محيطها بلون بني فيه مشهدين في اليمين يمثل معركة القادسية وفي اليسار يمثل حرب الخليج الأولى، وفي وسط البطاقة طابع قيمته 150 فلسا خلفيته خضراء تظهر فيه صورة الرئيس صدام حسين وخريطة العراق بلون أصفر مع صورة الكرة الأرضية عليها رقم "7" مع عبارة "الذكرى الخامسة والثلاثون لميلاد حزب البعث العربي الاشتراكي". |        | 150 فلسا |              |

### إصدارات الاتحاد البريدي العربي
أصدرت ثلاثة طوابع لمناسبة ذكرى تأسيس الاتحاد البريدي العربي:
| #  | تاريخ الإصدار | الوصف | الصورة | القيمة  | كمية الإصدار |
| -- | ------------- | --- | ------ | ------- | ------------ |
| 9  | 12 نيسان 1982 | طابع بخلفية زرقاء يظهر فيه رقم "30" وشعار الاتحاد البريدي العربي ودائرة فيها خريطة الوطن العراق مع شريط ملون وعبارة "ثلاثون عاما على تأسيس الاتحاد البريدي العربي"، ويمتاز الطابع بشريطين أعلى وأسفل بلون بنفسجي. |        | 25 فلسا |              |
| 10 | 12 نيسان 1982 | طابع بخلفية زرقاء يظهر فيه رقم "30" وشعار الاتحاد البريدي العربي ودائرة فيها خريطة الوطن العراق مع شريط ملون وعبارة "ثلاثون عاما على تأسيس الاتحاد البريدي العربي"، ويمتاز الطابع بشريطين أعلى وأسفل بلون أزرق.   |        | 45 فلسا |              |
| 11 | 12 نيسان 1982 | طابع بخلفية زرقاء يظهر فيه رقم "30" وشعار الاتحاد البريدي العربي ودائرة فيها خريطة الوطن العراق مع شريط ملون وعبارة "ثلاثون عاما على تأسيس الاتحاد البريدي العربي"، ويمتاز الطابع بشريطين أعلى وأسفل بلون أصفر.   |        | 50 فلسا |              |

### إصدارات مهرجان الموصل
أصدرت أربعة طوابع لمناسبة مهرجان الموصل:
| #  | تاريخ الإصدار | الوصف | الصورة | القيمة  | كمية الإصدار |
| -- | ------------- | --- | ------ | ------- | ------------ |
| 12 | 15 نيسان 1982 | طابع بخلفية خضراء تظهر فيه صورة طائري لقلق مع معالم مدينة تمثل مدينة الموصل مع عبارة "المؤتمر القري الثاني - مهرجان الربيع الرابع عشر بالموصل".   |        | 25 فلسا |              |
| 13 | 15 نيسان 1982 | طابع بخلفية بنفسجية تظهر فيه صورة طفلة مع علمي العراق وفلسطين مع عبارة "المؤتمر القري الثاني - مهرجان الربيع الرابع عشر بالموصل".                 |        | 30 فلسا |              |
| 14 | 15 نيسان 1982 | طابع بخلفية مارونية تظهر فيه صورة طائري لقلق مع معالم مدينة تمثل مدينة الموصل مع عبارة "المؤتمر القري الثاني - مهرجان الربيع الرابع عشر بالموصل". |        | 45 فلسا |              |
| 15 | 15 نيسان 1982 | طابع بخلفية صفراء تظهر فيه صورة طفلة مع علمي العراق وفلسطين مع عبارة "المؤتمر القري الثاني - مهرجان الربيع الرابع عشر بالموصل".                   |        | 50 فلسا |              |

### إصدارات يوم العمال العالمي
أصدرت ثلاثة طوابع لمناسبة يوم العمال العالمي:
| #  | تاريخ الإصدار | الوصف | الصورة | القيمة  | كمية الإصدار |
| -- | ------------- | --- | ------ | ------- | ------------ |
| 16 | 1 أيار 1982   | طابع متعدد الألوان تظهر فيه خريطة العالم مع عبارة "عيد العمال العالمي" وعبارة "1 أيار"، ويمتاز الطابع بكون رقم "1" مكتوب بلون زيتوني. |        | 25 فلسا |              |
| 17 | 1 أيار 1982   | طابع متعدد الألوان تظهر فيه خريطة العالم مع عبارة "عيد العمال العالمي" وعبارة "1 أيار"، ويمتاز الطابع بكون رقم "1" مكتوب بلون رصاصي.  |        | 45 فلسا |              |
| 18 | 1 أيار 1982   | طابع متعدد الألوان تظهر فيه خريطة العالم مع عبارة "عيد العمال العالمي" وعبارة "1 أيار"، ويمتاز الطابع بكون رقم "1" مكتوب بلون بني.    |        | 50 فلسا |              |

### إصدارات يوم المواصلات العالمي (1982)
أصدرت ثلاثة طوابع لمناسبة يوم المواصلات العالمي.
| #  | تاريخ الإصدار | الوصف | الصورة | القيمة  | كمية الإصدار |
| -- | ------------- | --- | ------ | ------- | ------------ |
| 19 | 17 أيار 1982  | طابع بخلفية زرقاء يظهر فيه شكل هندسي بلونين أصفر وأحمر ويظهر كذلك شعار الاتحاد الدولي للاتصالات وعبارة "يوم المواصلات العالمي"، أما العبارة باللغة الإنجليزية فتوضح بأنه اليوم الرابع عشر وتاريخه 17 أيار 1982 والمناسبة هي التصالات والتعاون العالمي.   |        | 5 فلوس  |              |
| 20 | 17 أيار 1982  | طابع بخلفية بنفسجية يظهر فيه شكل هندسي بلونين أصفر وأحمر ويظهر كذلك شعار الاتحاد الدولي للاتصالات وعبارة "يوم المواصلات العالمي"، أما العبارة باللغة الإنجليزية فتوضح بأنه اليوم الرابع عشر وتاريخه 17 أيار 1982 والمناسبة هي التصالات والتعاون العالمي. |        | 45 فلسا |              |
| 21 | 17 أيار 1982  | طابع بخلفية خضراء يظهر فيه شكل هندسي بلونين أصفر وأحمر ويظهر كذلك شعار الاتحاد الدولي للاتصالات وعبارة "يوم المواصلات العالمي"، أما العبارة باللغة الإنجليزية فتوضح بأنه اليوم الرابع عشر وتاريخه 17 أيار 1982 والمناسبة هي التصالات والتعاون العالمي.   |        | 100 فلس |              |

### إصدارات ذكرى تأميم النفط (1982)
أصدرت أربعة طوابع لمناسبة ذكرى تأميم النفط.
| #  | تاريخ الإصدار | الوصف | الصورة | القيمة  | كمية الإصدار |
| -- | ------------- | --- | ------ | ------- | ------------ |
| 22 | 1 حزيران 1982 | طابع بإطار أصفر مع رسم يمثل تدفق النفط وعبارة "الذكرى العاشرة للتأميم العظيم 1 حزيران 1982".                          |        | 5 فلوس  |              |
| 23 | 1 حزيران 1982 | طابع بإطار بني مع رسم يمثل تدفق النفط وعبارة "الذكرى العاشرة للتأميم العظيم 1 حزيران 1982".                           |        | 25 فلسا |              |
| 24 | 1 حزيران 1982 | طابع بإطار أصفر مع صورة منحوتة تظهر فيها تجسيم شخصين وحصان وثور وعبارة "الذكرى العاشرة للتأميم العظيم 1 حزيران 1982". |        | 45 فلسا |              |
| 25 | 1 حزيران 1982 | طابع بإطار أخضر مع صورة منحوتة تظهر فيها تجسيم شخصين وحصان وثور وعبارة "الذكرى العاشرة للتأميم العظيم 1 حزيران 1982". |        | 50 فلسا |              |

### إصدارات استهداف المفاعل النووي العراقي
أصدرت أربعة طوابع بمناسبة ذكرى استهداف المفاعل النووي العراقي.
| #  | تاريخ الإصدار | الوصف | الصورة | القيمة   | كمية الإصدار |
| -- | ------------- | --- | ------ | -------- | ------------ |
| 26 | 6 حزيران 1982 | طابع بلون أخضر نفطي تظهر فيه تخطيط ذرة ورسم بالخط العربي على شكل نمر مع عبارة "الحقوق المتساوية للشعوب في التقدم التكنلوجي" وعبارة "مرور عام على ضرب المفاعل النووي العراقي من قبل العدو الصهيوني في 7\6\1981".                                     |        | 30 فلسا  |              |
| 27 | 6 حزيران 1982 | طابع بلون وردي تظهر فيه صورة صاروخ مقدمته تشبه رأس نسر وعليه نجمة سداسية ينقض على بيضة تحمل علم العراق مع عبارة "الحقوق المتساوية للشعوب في التقدم التكنلوجي" وعبارة "مرور عام على ضرب المفاعل النووي العراقي من قبل العدو الصهيوني في 7\6\1981".   |        | 45 فلسا  |              |
| 28 | 6 حزيران 1982 | طابع بلون أصفر تظهر فيه تخطيط ذرة ورسم بالخط العربي على شكل نمر مع عبارة "الحقوق المتساوية للشعوب في التقدم التكنلوجي" وعبارة "مرور عام على ضرب المفاعل النووي العراقي من قبل العدو الصهيوني في 7\6\1981".                                          |        | 50 فلسا  |              |
| 29 | 6 حزيران 1982 | طابع بلون بنفسجي تظهر فيه صورة صاروخ مقدمته تشبه رأس نسر وعليه نجمة سداسية ينقض على بيضة تحمل علم العراق مع عبارة "الحقوق المتساوية للشعوب في التقدم التكنلوجي" وعبارة "مرور عام على ضرب المفاعل النووي العراقي من قبل العدو الصهيوني في 7\6\1981". |        | 120 فلسا |              |

### إصدارات كأس العالم لكرة القدم (1982)
أصدرت أربعة طوابع بمناسبة كأس العالم لكرة القدم في إسبانيا عام 1982.
| #  | تاريخ الإصدار | الوصف                                                                               | الصورة | القيمة  | كمية الإصدار |
| -- | ------------- | ----------------------------------------------------------------------------------- | ------ | ------- | ------------ |
| 30 | 1 تموز 1982   | طابع ملون تظهر فيه صورة لاعبي كرة قدم مع عبارة "كأس العالم - إسبانيا 1982"          |        | 5 فلوس  |              |
| 31 | 1 تموز 1982   | طابع ملون تظهر فيه صورة ثلاثة من لاعبي كرة قدم مع عبارة "كأس العالم - إسبانيا 1982" |        | 45 فلسا |              |
| 32 | 1 تموز 1982   | طابع ملون تظهر فيه صورة لاعبي كرة قدم مع عبارة "كأس العالم - إسبانيا 1982"          |        | 50 فلسا |              |
| 33 | 1 تموز 1982   | طابع ملون تظهر فيه صورة ثلاثة من لاعبي كرة قدم مع عبارة "كأس العالم - إسبانيا 1982" |        | 100 فلس |              |

كما أصدرت بطاقة تضم طابعا (ورقة طابع تذكاري):
| #  | تاريخ الإصدار | الوصف | الصورة | القيمة   | كمية الإصدار |
| -- | ------------- | --- | ------ | -------- | ------------ |
| 34 | 1 تموز 1982   | بطاقة بإطار أخضر تظهر فيها أربعة مشاهد في ثلاثة منها تظهر صورة لاعبي كرة قدم ومشهد واحد يظهر فيه ثلاثة لاعبين وفي الأسفل عبارة "كأس العالم - إسبانيا 1982"، وفي وسط البطاقة طابع ملون تظهر فيه صورة لاعبي كرة قدم. |        | 150 فلسا |              |

### إصدارات أعياد تموز (1982)
أصدرت ثلاثة طوابع بمناسبة أعياد تموز:
| #  | تاريخ الإصدار | الوصف | الصورة | القيمة  | كمية الإصدار |
| -- | ------------- | --- | ------ | ------- | ------------ |
| 35 | 17 تموز 1982  | طابع بخلفية زرقاء وفي الوسط صورة صدام حسين وفي الأعلى رقم السنة "1982" وفي الأسفل عبارة "تموز .. الفرح والانتصار"، ويمتاز الطابع بشريطين بجانبي الطابع بلون أصفر.   |        | 25 فلسا |              |
| 36 | 17 تموز 1982  | طابع بخلفية زرقاء وفي الوسط صورة صدام حسين وفي الأعلى رقم السنة "1982" وفي الأسفل عبارة "تموز .. الفرح والانتصار"، ويمتاز الطابع بشريطين بجانبي الطابع بلون أزرق.   |        | 45 فلسا |              |
| 37 | 17 تموز 1982  | طابع بخلفية زرقاء وفي الوسط صورة صدام حسين وفي الأعلى رقم السنة "1982" وفي الأسفل عبارة "تموز .. الفرح والانتصار"، ويمتاز الطابع بشريطين بجانبي الطابع بلون بنفسجي. |        | 50 فلسا |              |

### إصدارات الزواحف
أصدرت أربعة طوابع تحمل صور زواحف:
| #  | تاريخ الإصدار | الوصف                                                           | الصورة | القيمة  | كمية الإصدار |
| -- | ------------- | --------------------------------------------------------------- | ------ | ------- | ------------ |
| 38 | 20 آب 1982    | طابع ملون يحمل صورة سحليتين خضراوين أوروبيتين (Lacerta viridis) |        | 25 فلسا |              |
| 39 | 20 آب 1982    | طابع ملون يحمل صورة أفعى نمرة (Vipera aspis)                    |        | 30 فلسا |              |
| 40 | 20 آب 1982    | طابع ملون يحمل صورة سحليتين خضراوين أوروبيتين (Lacerta viridis) |        | 45 فلسا |              |
| 41 | 20 آب 1982    | طابع ملون يحمل صورة ثعبان النرد (Natrix tessellata)             |        | 50 فلسا |              |

### إصدارات مؤتمر دول عدم الإنحياز
أصدرت خمسة طوابع بمناسبة انعقاد مؤتمر دول عدم الإنحياز في بغداد.
| #  | تاريخ الإصدار | الوصف | الصورة | القيمة  | كمية الإصدار |
| -- | ------------- | --- | ------ | ------- | ------------ |
| 42 | 6 أيلول 1982  | طابع يحمل صورة جمال عبد الناصر من مصر مع صورة نخلة بلون ذهبي، مع عبارة "المؤتمر السابع لرؤساء دول أو حكومات بلدان عدم الانحياز - بغداد 1982".  |        | 50 فلسا |              |
| 43 | 6 أيلول 1982  | طابع يحمل صورة جواهر لال نهرو من الهند مع صورة نخلة بلون ذهبي، مع عبارة "المؤتمر السابع لرؤساء دول أو حكومات بلدان عدم الانحياز - بغداد 1982". |        | 50 فلسا |              |
| 44 | 6 أيلول 1982  | طابع يحمل صورة يوسيب تيتو من يوغسلافيا مع صورة نخلة بلون ذهبي، مع عبارة "المؤتمر السابع لرؤساء دول أو حكومات بلدان عدم الانحياز - بغداد 1982". |        | 50 فلسا |              |
| 45 | 6 أيلول 1982  | طابع يحمل صورة كوامي نكروما من غانا مع صورة نخلة بلون ذهبي، مع عبارة "المؤتمر السابع لرؤساء دول أو حكومات بلدان عدم الانحياز - بغداد 1982".    |        | 50 فلسا |              |
| 46 | 6 أيلول 1982  | طابع يحمل صورة صدام حسين من العراق مع صورة نخلة بلون ذهبي، مع عبارة "المؤتمر السابع لرؤساء دول أو حكومات بلدان عدم الانحياز - بغداد 1982".     |        | 100 فلس |              |

### إصدارات مرض التدرن (السل)
أصدرت ثلاثة طوابع لمناسبة الذكرى المائة لاكتشاف عصية مرض التدرن:
| #  | تاريخ الإصدار      | الوصف | الصورة | القيمة  | كمية الإصدار |
| -- | ------------------ | --- | ------ | ------- | ------------ |
| 47 | 1 تشرين الأول 1982 | طابع بخلفية زرقاء تظهر فيه صورة مجهر وصورة مجهرية مع عبارة "مرور مائة عام على اكتشاف عصية مرض التدرن".   |        | 20 فلسا |              |
| 48 | 1 تشرين الأول 1982 | طابع بخلفية أخضر تظهر فيه صورة مجهر وصورة مجهرية مع عبارة "مرور مائة عام على اكتشاف عصية مرض التدرن".    |        | 50 فلسا |              |
| 49 | 1 تشرين الأول 1982 | طابع بخلفية برتقالي تظهر فيه صورة مجهر وصورة مجهرية مع عبارة "مرور مائة عام على اكتشاف عصية مرض التدرن". |        | 100 فلس |              |

### إصدارات الاتحاد البريدي العالمي
أصدرت ثلاثة طوابع لمناسبة اليوم الثالث عشر للاتحاد البريدي العالمي:
| #  | تاريخ الإصدار      | الوصف | الصورة | القيمة  | كمية الإصدار |
| -- | ------------------ | --- | ------ | ------- | ------------ |
| 50 | 9 تشرين الأول 1982 | طابع ملون تظهر فيه صورة مبنى أمامه ساريتان تحملان علمين للعراق وشعار الاتحاد البريدي العالمي مع عبارة "اليوم الثالث عشر للاتحاد البريدي العالمي 9 تشرين الأول 1982" في الشريط الأسفل، ويمتاز الطابع بأن شعار الاتحاد البريدي والشريط الأسفل بلون برتقالي.    |        | 5 فلوس  |              |
| 51 | 9 تشرين الأول 1982 | طابع ملون تظهر فيه صورة مبنى أمامه ساريتان تحملان علمين للعراق وشعار الاتحاد البريدي العالمي مع عبارة "اليوم الثالث عشر للاتحاد البريدي العالمي 9 تشرين الأول 1982" في الشريط الأسفل، ويمتاز الطابع بأن شعار الاتحاد البريدي والشريط الأسفل بلون أزرق سمائي. |        | 45 فلسا |              |
| 52 | 9 تشرين الأول 1982 | طابع ملون تظهر فيه صورة مبنى أمامه ساريتان تحملان علمين للعراق وشعار الاتحاد البريدي العالمي مع عبارة "اليوم الثالث عشر للاتحاد البريدي العالمي 9 تشرين الأول 1982" في الشريط الأسفل، ويمتاز الطابع بأن شعار الاتحاد البريدي والشريط الأسفل بلون وردي.       |        | 100 فلس |              |

### إصدارات الآلات الموسيقية
أصدرت أربعة طوابع لمناسبة تظهر صور آلات موسيقية تراثية:
| #  | تاريخ الإصدار        | الوصف                                                          | الصورة | القيمة  | كمية الإصدار |
| -- | -------------------- | -------------------------------------------------------------- | ------ | ------- | ------------ |
| 53 | 15 تشرين الثاني 1982 | طابع ملون تظهر فيه صورة طبلتين مع كلمة "الطبلة".               |        | 5 فلوس  |              |
| 54 | 15 تشرين الثاني 1982 | طابع ملون تظهر فيه صورة سنطور مع كلمة "السنطور".               |        | 10 فلوس |              |
| 55 | 15 تشرين الثاني 1982 | طابع ملون تظهر فيه صورة جوزة وربابة مع كلمة "الجوزة والربابة". |        | 35 فلسا |              |
| 56 | 15 تشرين الثاني 1982 | طابع ملون تظهر فيه صورة العود مع كلمة "العود".                 |        | 100 فلس |              |

### إصدارات المولد النبوي
أصدرت أربعة طوابع لمناسبة المولد النبوي:
| #  | تاريخ الإصدار       | الوصف                                                                                                | الصورة | القيمة  | كمية الإصدار |
| -- | ------------------- | --- | ------ | ------- | ------------ |
| 57 | 17 كانون الأول 1982 | طابع ملون تظهر فيه صورة قبة ومئذنة جامع الخلفاء في بغداد مع عبارة "عيد المولد النبوي الشريف 1403هـ". |        | 25 فلسا |              |
| 58 | 17 كانون الأول 1982 | طابع ملون تظهر فيه منظرا من المسجد النبوي مع عبارة "عيد المولد النبوي الشريف 1403هـ".                |        | 30 فلسا |              |
| 59 | 17 كانون الأول 1982 | طابع ملون تظهر فيه صورة قبة ومئذنة جامع الخلفاء في بغداد مع عبارة "عيد المولد النبوي الشريف 1403هـ". |        | 45 فلسا |              |
| 60 | 17 كانون الأول 1982 | طابع ملون تظهر فيه منظرا من المسجد النبوي مع عبارة "عيد المولد النبوي الشريف 1403هـ".                |        | 50 فلسا |              |

## إصدارات 1983
بلغ عدد إصدارات سنة 1983 أحد عشر إصدارا وقد ضمت 43 طابعا وبطاقة واحدة.

### إصدارات موشحة
وشحت عدد من طوابع إصدارات المباني لعام 1981 بتغيير قيمة الطابع مع شطب القيمة الأصلية للطابع.
| # | تاريخ الإصدار | الوصف | الصورة | القيمة   | كمية الإصدار |
| - | ------------- | --- | ------ | -------- | ------------ |
| 1 | 15 أيار 1983  | طابع بإطار وردي وتظهر فيه صورة "قصر المؤتمرات"، شطبت قيمة السابقة البالغة 50 فلسا ووشح بقيمته الجديدة "60 فلسا".                        |        | 60 فلسا  |              |
| 2 | 15 أيار 1983  | طابع بإطار أخضر وتظهر فيه صورة "قاعة السيد الرئيس صدام حسين" الرياضية، شطبت قيمة السابقة البالغة 45 فلسا ووشح بقيمته الجديدة "70 فلسا". |        | 70 فلسا  |              |
| 3 | 15 أيار 1983  | طابع بإطار أخضر ليموني وتظهر فيه صورة قصر المؤتمرات"، شطبت قيمة السابقة البالغة 120 فلسا ووشح بقيمته الجديدة "160 فلسا".                |        | 160 فلسا |              |

### إصدارات الزهور
أصدرت كتيب طوابع يضم ستة من الطوابع تحمل صورة زهور، وكان سعر الكتيب كاملا 250 فلسا، وتظهر على إحدى أوجه الكتيب خريطة العراق، وفي وجه آخر معلومات عن العراق باللغة الإنجليزية، وفي وجه ثالث معلومات عن الإصدار باللغة العربية تضم العبارات التالية: "الجمهورية العراقية - وزارة النقل والمواصلات - المؤسسة العامة للبرق والبريد والهاتف - الهيئة العامة للبريد" مع شعار المؤسسة العامة للبرق والبريد والهاتف وصورة ملوية سامراء وأسد بابل ونخيل، أما الطوابع فهي كما يلي:
| # | تاريخ الإصدار  | الوصف                                                                                     | الصورة | القيمة  | كمية الإصدار |
| - | -------------- | ----------------------------------------------------------------------------------------- | ------ | ------- | ------------ |
| 4 | 15 حزيران 1983 | طابع ملون بإطار أزرق تظهر فيه صورة وردتي أقحوان تاجي أو الداودي.                          |        | 10 فلوس |              |
| 5 | 15 حزيران 1983 | طابع ملون بإطار أصفر تظهر فيها وردتين بلون أحمر ووردتين بلون بنفسجي من ورود رعي الحمام.   |        | 20 فلسا |              |
| 6 | 15 حزيران 1983 | طابع ملون بإطار أصفر تظهر فيه صورة وردتي أقحوان تاجي أو الداودي.                          |        | 30 فلسا |              |
| 7 | 15 حزيران 1983 | طابع ملون بإطار رمادي تظهر فيها وردتين بلون أحمر ووردتين بلون بنفسجي من ورود رعي الحمام.  |        | 40 فلسا |              |
| 8 | 15 حزيران 1983 | طابع ملون بإطار أخضر تظهر فيه صورة وردتي أقحوان تاجي أو الداودي.                          |        | 50 فلسا |              |
| 9 | 15 حزيران 1983 | طابع ملون بإطار بنفسجي تظهر فيها وردتين بلون أحمر ووردتين بلون بنفسجي من ورود رعي الحمام. |        | 100 فلس |              |

### إصدارات أعياد تموز (1983)
أصدرت ثلاثة طوابع لمناسبة أعياد تموز:
| #  | تاريخ الإصدار | الوصف | الصورة | القيمة  | كمية الإصدار |
| -- | ------------- | --- | ------ | ------- | ------------ |
| 10 | 17 تموز 1983  | طابع ملون في وسطه صورة الرئيس صدام حسين وفي أعلى صورته سيف وسعفة وقوس بألوان أحمر وأصفر وأخضر وأزرق وتحت الصورة خط متموج أحمر ثم أبيض ثم أسود وأسفل الطابع جزء أصفر فيه كلمات "أعياد" ملونة و"تموز 1982". |        | 30 فلسا |              |
| 11 | 17 تموز 1983  | طابع ملون في وسطه صورة الرئيس صدام حسين وفي أعلى صورته سيف وسعفة وقوس بألوان أحمر وأصفر وأخضر وأزرق وتحت الصورة خط متموج أحمر ثم أبيض ثم أسود وأسفل الطابع جزء أزرق فيه كلمات "أعياد" ملونة و"تموز 1982". |        | 60 فلسا |              |
| 12 | 17 تموز 1983  | طابع ملون في وسطه صورة الرئيس صدام حسين وفي أعلى صورته سيف وسعفة وقوس بألوان أحمر وأصفر وأخضر وأزرق وتحت الصورة خط متموج أحمر ثم أبيض ثم أسود وأسفل الطابع جزء أخضر فيه كلمات "أعياد" ملونة و"تموز 1982". |        | 70 فلسا |              |

### إصدارات السنة العالمية للمواصلات
أصدرت أربعة طوابع لمناسبة السنة العالمية للمواصلات:
| #  | تاريخ الإصدار       | الوصف | الصورة | القيمة  | كمية الإصدار |
| -- | ------------------- | --- | ------ | ------- | ------------ |
| 13 | 20 تشرين الأول 1983 | طابع بخلفية خضراء تظهر فيه صورة شريطين بنقوش ملونة وشعار السنة العالمية للمواصلات مع عبارة "السنة العالمية للمواصلات".                           |        | 5 فلوس  |              |
| 14 | 20 تشرين الأول 1983 | طابع بخلفية وردية تظهر فيه صورة ثلاثة أشكال سداسية متداخلة ومتعددة الألوان وشعار السنة العالمية للمواصلات مع عبارة "السنة العالمية للمواصلات".   |        | 25 فلسا |              |
| 15 | 20 تشرين الأول 1983 | طابع بخلفية صفراء تظهر فيه صورة شريطين بنقوش ملونة وشعار السنة العالمية للمواصلات مع عبارة "السنة العالمية للمواصلات".                           |        | 60 فلسا |              |
| 16 | 20 تشرين الأول 1983 | طابع بخلفية بنفسجية تظهر فيه صورة ثلاثة أشكال سداسية متداخلة ومتعددة الألوان وشعار السنة العالمية للمواصلات مع عبارة "السنة العالمية للمواصلات". |        | 70 فلسا |              |

كما أصدرت بطاقة كما يلي:
| # | تاريخ الإصدار       | الوصف                                                                                             | الصورة | القيمة  | كمية الإصدار |
| - | ------------------- | ------------------------------------------------------------------------------------------------- | ------ | ------- | ------------ |
| - | 20 تشرين الأول 1983 | بطاقة بلون أخضر مصفر يظهر شعار السنة العالمية للمواصلات مع عبارة "السنة العالمية للمواصلات 1983". |        | 200 فلس |              |

وقد أصدرت طوابع مختلفة لنفس المناسبة في بلدان مختلفة حول العالم.

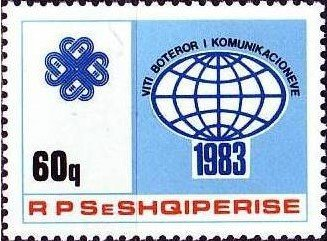
طابع من ألبانيا
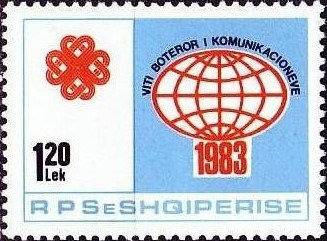
طابع من ألبانيا
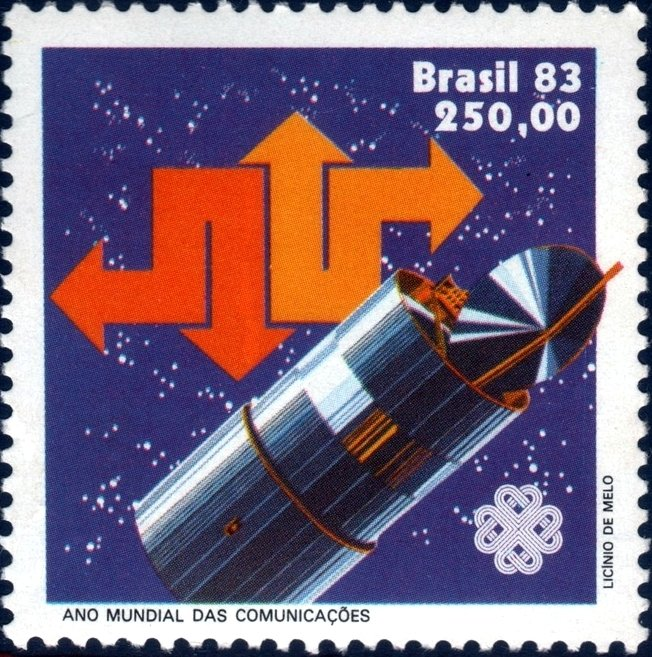
طابع من البرازيل
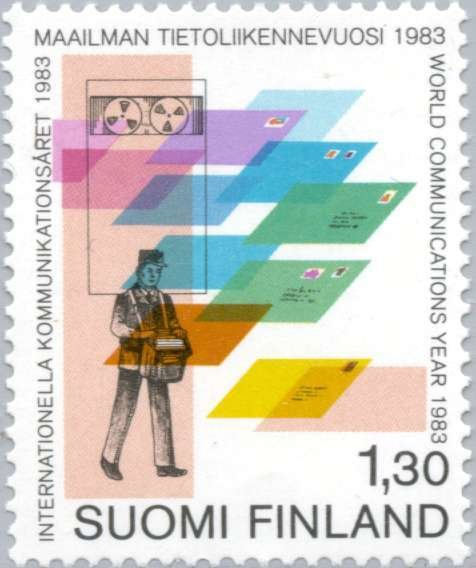
طابع من فنلندا
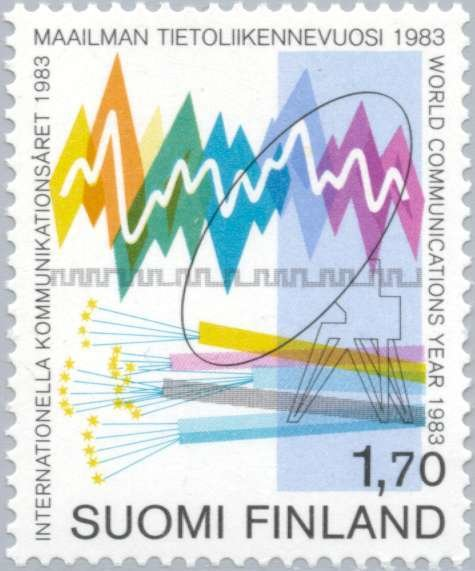
طابع من فنلندا
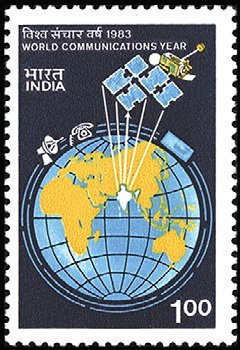
طابع من الهند
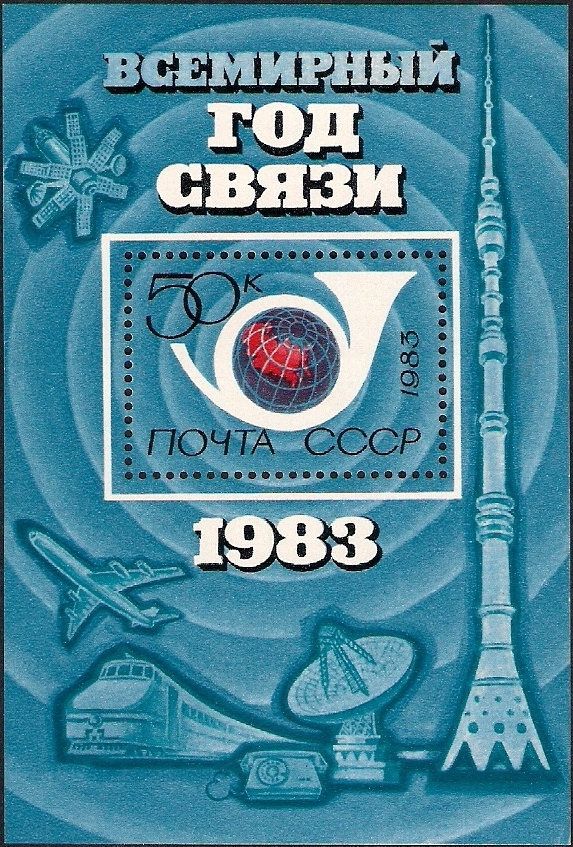
طابع من الاتحاد السوفيتي

### إصدارات معركة ذي قار
أصدرت أربعة طوابع تخلد معركة ذي قار:
| #  | تاريخ الإصدار       | الوصف | الصورة | القيمة  | كمية الإصدار |
| -- | ------------------- | --- | ------ | ------- | ------------ |
| 17 | 30 تشرين الأول 1983 | طابع ملون بإطار رصاصي تظهر فيه خريطة توضح حدود العراق مع صورة فارس يمتطي حصانا ويسل سيفه مع عبارة "معركة ذي قار". |        | 20 فلسا |              |
| 18 | 30 تشرين الأول 1983 | طابع ملون بإطار رصاصي تظهر فيه صورة طير جارح ينقض على نار مع عبارة "معركة ذي قار".                                |        | 50 فلسا |              |
| 19 | 30 تشرين الأول 1983 | طابع ملون بإطار بني تظهر فيه خريطة توضح حدود العراق مع صورة فارس يمتطي حصانا ويسل سيفه مع عبارة "معركة ذي قار".   |        | 60 فلسا |              |
| 20 | 30 تشرين الأول 1983 | طابع ملون بإطار بني تظهر فيه صورة طير جارح ينقض على نار مع عبارة "معركة ذي قار".                                  |        | 70 فلسا |              |

### إصدارات معرض بغداد الدولي (1983)
أصدرت ثلاثة طوابع لمناسبة انعقاد معرض بغداد الدولي:
| #  | تاريخ الإصدار       | الوصف | الصورة | القيمة   | كمية الإصدار |
| -- | ------------------- | --- | ------ | -------- | ------------ |
| 21 | 1 تشرين الثاني 1983 | طابع ملون بإطار برتقالي وفي الأسفل صورة ظلية لبغداد وفي الوسط شعار معرض بغداد الدولي وعبارة "معرض بغداد الدولي 1983".   |        | 60 فلسا  |              |
| 22 | 1 تشرين الثاني 1983 | طابع ملون بإطار أزرق وفي الأسفل صورة ظلية لبغداد وفي الوسط شعار معرض بغداد الدولي وعبارة "معرض بغداد الدولي 1983".      |        | 70 فلسا  |              |
| 23 | 1 تشرين الثاني 1983 | طابع ملون بإطار أزرق غامق وفي الأسفل صورة ظلية لبغداد وفي الوسط شعار معرض بغداد الدولي وعبارة "معرض بغداد الدولي 1983". |        | 160 فلسا |              |

### إصدارات مؤتمر حزب البعث
أصدرت أربعة طوابع لمناسبة انعقاد المؤتمر القطري التاسع لحزب البعث العربي الاشتراكي:
| #  | تاريخ الإصدار        | الوصف | الصورة | القيمة  | كمية الإصدار |
| -- | -------------------- | --- | ------ | ------- | ------------ |
| 24 | 10 تشرين الثاني 1983 | طابع بخلفية صفراء يظهر فيه الرقم "9" مشكلا بتفاصيل مختلفة وفي مجالات متنوعة تمثل الزراعة والصناعة والعلوم والاتصالات وتتوسط الرقم صورة الرئيس صدام حسين، وفي أسفل الطابع عبارة "المؤتمر القطري التاسع لحزب البعث العربي الاشتراكي 1982-1983".            |        | 30 فلسا |              |
| 25 | 10 تشرين الثاني 1983 | طابع بخلفية برتقالية تظهر فيه خريطة الوطن العربي بلون أخضر وعليها الرقم "9" مع صورة قلم وشعلة وصورة طير جارح وصورة كتاب مفتوح تظهر فيه ثلاث نجمات خضر، وفي جانب الطابع عبارة "المؤتمر القطري التاسع لحزب البعث العربي الاشتراكي" وفي الأسفل "1982-1983". |        | 60 فلسا |              |
| 26 | 10 تشرين الثاني 1983 | طابع بخلفية برتقالية يظهر فيه الرقم "9" مشكلا بتفاصيل مختلفة وفي مجالات متنوعة تمثل الزراعة والصناعة والعلوم والاتصالات وتتوسط الرقم صورة الرئيس صدام حسين، وفي أسفل الطابع عبارة "المؤتمر القطري التاسع لحزب البعث العربي الاشتراكي 1982-1983".         |        | 70 فلسا |              |
| 27 | 10 تشرين الثاني 1983 | طابع بخلفية صفراء تظهر فيه خريطة الوطن العربي بلون أخضر وعليها الرقم "9" مع صورة قلم وشعلة وصورة طير جارح وصورة كتاب مفتوح تظهر فيه ثلاث نجمات خضر، وفي جانب الطابع عبارة "المؤتمر القطري التاسع لحزب البعث العربي الاشتراكي" وفي الأسفل "1982-1983".    |        | 100 فلس |              |

### إصدارات اللوحات
أصدرت خمسة طوابع تحمل صور لوحات فنية:
| #  | تاريخ الإصدار        | الوصف                                                                             | الصورة | القيمة  | كمية الإصدار |
| -- | -------------------- | --------------------------------------------------------------------------------- | ------ | ------- | ------------ |
| 28 | 20 تشرين الثاني 1983 | طابع يحمل لوحة للفنان فائق حسن تظهر فيها صورة وجه مرأة.                           |        | 60 فلسا |              |
| 29 | 20 تشرين الثاني 1983 | طابع يحمل لوحة للفنانة وداد الأورفه لي، تظهر رسوما لقباب وأهلة.                   |        | 60 فلسا |              |
| 30 | 20 تشرين الثاني 1983 | طابع يحمل لوحة للفنان فرج عبو بعنوان "النوخذة" تظهر رجلين يجران قاربا نحو الشاطئ. |        | 60 فلسا |              |
| 31 | 20 تشرين الثاني 1983 | طابع يحمل لوحة للفنان حافظ الدروبي.                                               |        | 70 فلسا |              |
| 32 | 20 تشرين الثاني 1983 | طابع يحمل لوحة للفنان إسماعيل الشيخلي.                                            |        | 70 فلسا |              |

### إصدارات مجزرة صبرا وشاتيلا
أصدرت أربعة طوابع تخلد مجزرة صبرا وشاتيلا:
| #  | تاريخ الإصدار        | الوصف | الصورة | القيمة   | كمية الإصدار |
| -- | -------------------- | --- | ------ | -------- | ------------ |
| 33 | 29 تشرين الثاني 1983 | طابع فيه الجزء العلوي بلون أزرق والسفلي بلون أصفر تظهر فيه حمامة تحمل عكازا أمام قرص الشمس مع صورة نبتة وشخص قتيل مع عبارة "إثار الدمار الصهيوني العنصري في صبرا وشاتيلا".   |        | 10 فلوس  |              |
| 34 | 29 تشرين الثاني 1983 | طابع فيه الجزء العلوي بلون بنفسجي والسفلي بلون وردي تظهر فيه حمامة تحمل عكازا أمام قرص الشمس مع صورة نبتة وشخص قتيل مع عبارة "إثار الدمار الصهيوني العنصري في صبرا وشاتيلا". |        | 60 فلسا  |              |
| 35 | 29 تشرين الثاني 1983 | طابع بخلفية برتقالية تظهر فيه صورة نجمة سداسية في وسطها حمامة تنزف دما وصورة يد تنزف أيضا وصورة قتلى مع عبارة "إثار الدمار الصهيوني العنصري في صبرا وشاتيلا".                |        | 70 فلسا  |              |
| 36 | 29 تشرين الثاني 1983 | طابع بخلفية صفراء تظهر فيه صورة نجمة سداسية في وسطها حمامة تنزف دما وصورة يد تنزف أيضا وصورة قتلى مع عبارة "إثار الدمار الصهيوني العنصري في صبرا وشاتيلا".                   |        | 160 فلسا |              |

### إصدارات البنايات
أصدرت أربعة طوابع تظهر فيها صور مبان سكنية حديثة في شارع حيفا:
| #  | تاريخ الإصدار       | الوصف                                                              | الصورة | القيمة   | كمية الإصدار |
| -- | ------------------- | ------------------------------------------------------------------ | ------ | -------- | ------------ |
| 37 | 31 كانون الأول 1983 | طابع بإطار أخضر نفطي تظهر فيه صور مبان سكنية بلونين أصفر وأسود.    |        | 60 فلسا  |              |
| 38 | 31 كانون الأول 1983 | طابع بإطار رمادي تظهر فيه صور مبان سكنية بلونين وردي وأسود.        |        | 70 فلسا  |              |
| 39 | 31 كانون الأول 1983 | طابع بإطار رمادي غامق تظهر فيه صور مبان سكنية بلونين بنفسجي وأسود. |        | 160 فلسا |              |
| 40 | 31 كانون الأول 1983 | طابع بإطار بني تظهر فيه صور مبان سكنية بلونين ليموني وأسود.        |        | 200 فلس  |              |

### إصدارات الرئيس صدام حسين
أصدرت ثلاثة طوابع لمناسبة الذكرى الرابعة لاستلام صدام حسين رئاسة العراق وحزب البعث:
| #  | تاريخ الإصدار | الوصف | الصورة | القيمة   | كمية الإصدار |
| -- | ------------- | --- | ------ | -------- | ------------ |
| 41 | 1983          | طابع بإطار بني تظهر فيه عبارة "سأناضل لأكون فارسا بين الفرسان من مناضلي الحزب وأبناء الشعب وليس الفارس الوحيد" وعبارة "الذكرى الرابعة لتسلم الرئيس صدام حسين الموقع الأول في قيادة الحزب والدولة"، وفي وسط الطابع صورة الرئيس صدام حسين وخريطة العراق الملونة بالعلم العراق وعبارة "1979 - 1993 تموز"، وفي الزاوية السفلى اليسرى صورة دبابة وطائرة نفاثة وطائرة مروحية وسفينة حربية.    |        | 60 فلسا  |              |
| 42 | 1983          | طابع بإطار أخضر تظهر فيه عبارة "سأناضل لأكون فارسا بين الفرسان من مناضلي الحزب وأبناء الشعب وليس الفارس الوحيد" وعبارة "الذكرى الرابعة لتسلم الرئيس صدام حسين الموقع الأول في قيادة الحزب والدولة"، وفي وسط الطابع صورة الرئيس صدام حسين وخريطة العراق الملونة بالعلم العراق وعبارة "1979 - 1993 تموز"، وفي الزاوية السفلى اليسرى صورة دبابة وطائرة نفاثة وطائرة مروحية وسفينة حربية.   |        | 70 فلسا  |              |
| 43 | 1983          | طابع بإطار بنفسجي تظهر فيه عبارة "سأناضل لأكون فارسا بين الفرسان من مناضلي الحزب وأبناء الشعب وليس الفارس الوحيد" وعبارة "الذكرى الرابعة لتسلم الرئيس صدام حسين الموقع الأول في قيادة الحزب والدولة"، وفي وسط الطابع صورة الرئيس صدام حسين وخريطة العراق الملونة بالعلم العراق وعبارة "1979 - 1993 تموز"، وفي الزاوية السفلى اليسرى صورة دبابة وطائرة نفاثة وطائرة مروحية وسفينة حربية. |        | 250 فلسا |              |

## إصدارات 1984
بلغ عدد إصدارات سنة 1984 خمسة إصدارات وقد ضمت 19 طابعا.

### إصدارات المؤتمر الدولي للطب والصيدلة العسكري
أصدرت ثلاثة طوابع لمناسبة انعقاد المؤتمر الدولي للطب والصيدلة العسكري الخامس والعشرون للفترة من 10 إلى 15 آذار 1984 في بغداد.
| # | تاريخ الإصدار | الوصف | الصورة | القيمة   | كمية الإصدار |
| - | ------------- | --- | ------ | -------- | ------------ |
| 1 | 10 آذار 1984  | طابع بخلفية زرقاء تظهر فيه عبارة "المؤتمر الدولي للطب والصيدلة العسكري الخامس والعشرون" مع شعار المؤتمر.   |        | 60 فلسا  |              |
| 2 | 10 آذار 1984  | طابع بخلفية صفراء تظهر فيه عبارة "المؤتمر الدولي للطب والصيدلة العسكري الخامس والعشرون" مع شعار المؤتمر.   |        | 70 فلسا  |              |
| 3 | 10 آذار 1984  | طابع بخلفية بنفسجية تظهر فيه عبارة "المؤتمر الدولي للطب والصيدلة العسكري الخامس والعشرون" مع شعار المؤتمر. |        | 200 فلسا |              |

### إصدارات ميلاد الرئيس صدام حسين
| # | تاريخ الإصدار | الوصف | الصورة | القيمة   | كمية الإصدار |
| - | ------------- | --- | ------ | -------- | ------------ |
| 4 | 28 نيسان 1984 | طابع بخلفية زرقاء ومن الأسفل بلون بنفسجي تظهر فيه صورة الرئيس صدام حسين وثلاثة وردات مع رقم "28" حيث يتلون الرقم "8" بالعلم العراقي والرقم "2" بالعلم الفلسطيني مع عبارة "نيسان - ذكرى ميلاد السيد الرئيس القائد صدام حسين 28 نيسان 1984". |        | 60 فلسا  |              |
| 5 | 28 نيسان 1984 | طابع تظهر في وسطه صورة الرئيس صدام حسين وخلفه زهور ومحاط بعلمي العراق وفلسطين مع عبارة "28 نيسان - ذكرى ميلاد السيد الرئيس القائد صدام حسين 28 نيسان 1984"، وخلفية الطابع من الأعلى بلون برتقالي ومن الأسفل بلون أخضر.                     |        | 70 فلسا  |              |
| 6 | 28 نيسان 1984 | طابع تظهر في وسطه صورة الرئيس صدام حسين وخلفه زهور ومحاط بعلمي العراق وفلسطين مع عبارة "28 نيسان - ذكرى ميلاد السيد الرئيس القائد صدام حسين 28 نيسان 1984"، وخلفية الطابع من الأعلى بلون أزرق ومن الأسفل بلون أرجواني.                     |        | 160 فلسا |              |
| 7 | 28 نيسان 1984 | طابع بخلفية أرجوانية تظهر فيه صورة الرئيس صدام حسين وثلاثة وردات مع رقم "28" حيث يتلون الرقم "8" بالعلم العراقي والرقم "2" بالعلم الفلسطيني مع عبارة "نيسان - ذكرى ميلاد السيد الرئيس القائد صدام حسين 28 نيسان 1984".                     |        | 200 فلس  |              |

وكذلك أصدرت بطاقة:
| # | تاريخ الإصدار | الوصف | الصورة | القيمة   | كمية الإصدار |
| - | ------------- | --- | ------ | -------- | ------------ |
| - | 28 نيسان 1984 | بطاقة يغلب على إطارها اللون الذهبي مع خطوط خضراء، وصورة درع ملون بألوان العلم العراقي مع شمعة وزهور وعبارة "ذكرى ميلاد السيد الرئيس القائد صدام حسين 28 نيسان 1984"، وفي الوسط مع إزاحة نحو اليمين صورة للرئيس صدام حسين وبجانبه وردتان وأوراقهما ومحاطة بنقوش. |        | 250 فلسا |              |

### إصدارات دورة الألعاب الأولمبية (1984)
أصدرت أربعة طوابع مع بطاقة لمناسبة الألعاب الأولمبية الصيفية 1984 في لوس أنجلوس الأمريكية.
| #  | تاريخ الإصدار | الوصف | الصورة | القيمة  | كمية الإصدار |
| -- | ------------- | --- | ------ | ------- | ------------ |
| 8  | 1 آب 1984     | طابع ملون بخلفية برتقالية تظهر صورة ملاكمين اثنين مع عبارة "دورة لوس أنجلوس الأولمبية - 1984".             |        | 50 فلسا |              |
| 9  | 1 آب 1984     | طابع بخلفية صفراء تظهر فيه ثلاثة صور (من اليمين): صورة متصارعين وصورة رافع أثقال وصورة ركض قفز الحواجز.    |        | 60 فلسا |              |
| 10 | 1 آب 1984     | طابع ملون بخلفية صفراء تظهر صورة ملاكمين اثنين مع عبارة "دورة لوس أنجلوس الأولمبية - 1984".                |        | 70 فلسا |              |
| 11 | 1 آب 1984     | طابع بخلفية برتقالية تظهر فيه ثلاثة صور (من اليمين): صورة متصارعين وصورة رافع أثقال وصورة ركض قفز الحواجز. |        | 100 فلس |              |

كما أصدرت بطاقة تضم طابعا (ورقة طابع تذكاري):
| # | تاريخ الإصدار | الوصف | الصورة | القيمة  | كمية الإصدار |
| - | ------------- | --- | ------ | ------- | ------------ |
| - | 1 آب 1984     | طابع تظهر فيه صورة أربعة من لاعبي كرة القدم، اثنان منها في صورة محاطة بتثقب، مع عبارة "دورة لوس أنجلوس الأولمبية - 1984". |        | 200 فلس |              |

### إصدارات معركة قادسية صدام
أصدرت أربعة طوابع مع بطاقة تحتفي بمعركة قادسية صدام (حرب الخليج الأولى):
| #  | تاريخ الإصدار      | الوصف | الصورة | القيمة  | كمية الإصدار |
| -- | ------------------ | --- | ------ | ------- | ------------ |
| 12 | 4 تشرين الأول 1984 | طابع ملون بخلفية نصفها الأعلى بيضاء والأسفل برتقالي، تظهر في الوسط صورة الرئيس صدام حسين وخلفة صورة رمزية لرأس حصان من نار مع عبارة "معركة قادسية صدام"، وفي الأسفل خريطة الوطن العربي بلون أزرق. |        | 50 فلسا |              |
| 13 | 4 تشرين الأول 1984 | طابع ملون بخلفية زيتونية اللون، تظهر صورة الرئيس صدام حسين في أعلى اليمين مع عبارة "معركة قادسية صدام" في الأعلى، وفي الوسط صورة تعبيرية لمرأة تحمل سلاحا وغصنا وأعلى رأسها شعار العراق.          |        | 60 فلسا |              |
| 14 | 4 تشرين الأول 1984 | طابع ملون بخلفية نصفها الأعلى بيضاء والأسفل بنفسجي، تظهر في الوسط صورة الرئيس صدام حسين وخلفة صورة رمزية لرأس حصان من نار مع عبارة "معركة قادسية صدام"، وفي الأسفل خريطة الوطن العربي بلون أزرق.  |        | 70 فلسا |              |
| 15 | 4 تشرين الأول 1984 | طابع ملون بخلفية صفراء اللون، تظهر صورة الرئيس صدام حسين في أعلى اليمين مع عبارة "معركة قادسية صدام" في الأعلى، وفي الوسط صورة تعبيرية لمرأة تحمل سلاحا وغصنا وأعلى رأسها شعار العراق.            |        | 100 فلس |              |

كما أصدرت بطاقة:
| # | تاريخ الإصدار      | الوصف | الصورة | القيمة  | كمية الإصدار |
| - | ------------------ | --- | ------ | ------- | ------------ |
| - | 4 تشرين الأول 1984 | بطاقة يغلب عليها اللون الأزرق تظهر في يسارها صورة الرئيس صدام حسين وفي اليمين الجزء القابل للاقتطلاع يظهر جزء من شعار العراق مفطى بدرع، وفي الأسفل علم العراق وعبارة "قادسية صدام". |        | 200 فلس |              |

### إصدارات يوم الشهيد (1984)
| #  | تاريخ الإصدار      | الوصف | الصورة | القيمة  | كمية الإصدار |
| -- | ------------------ | --- | ------ | ------- | ------------ |
| 16 | 1 كانون الأول 1984 | طابع بخلفية سمائية اللون، تظهر في أعلى الطابع نصف شمس وفي الوسط نصب الشهيد وعلم العراق مع عبارة "الشهداء أكرم منا جميعا" وعبارة "1 كانون الأول - يوم الشهيد".                                                                                      |        | 50 فلسا |              |
| 17 | 1 كانون الأول 1984 | طابع خلفية بنية متدرجة اللون، تظهر في وسطها صورة مرأة تحمل سلاحا بيد وباليد الأخرى نوط الشجاعة ووراءها علم العراق وفي أعلى الطابع صورة طير، وفي الأسفل عبارة "1 كانون الأول - يوم الشهيد"، ويمتاز الطابع بأن الشريط الأسفل وإطار الطابع بلون أحمر. |        | 60 فلسا |              |
| 18 | 1 كانون الأول 1984 | طابع بخلفية برتقالية اللون، تظهر في أعلى الطابع نصف شمس وفي الوسط نصب الشهيد وعلم العراق مع عبارة "الشهداء أكرم منا جميعا" وعبارة "1 كانون الأول - يوم الشهيد".                                                                                    |        | 70 فلسا |              |
| 19 | 1 كانون الأول 1984 | طابع خلفية بنية متدرجة اللون، تظهر في وسطها صورة مرأة تحمل سلاحا بيد وباليد الأخرى نوط الشجاعة ووراءها علم العراق وفي أعلى الطابع صورة طير، وفي الأسفل عبارة "1 كانون الأول - يوم الشهيد"، ويمتاز الطابع بأن الشريط الأسفل وإطار الطابع بلون أخضر. |        | 100 فلس |              |

### إصدارات أخرى
أصدر طابع التوفير المدرسي، وهو غير معد للبريد:
| # | تاريخ الإصدار | الوصف                                                                                                   | الصورة | القيمة   | كمية الإصدار |
| - | ------------- | --- | ------ | -------- | ------------ |
| - | 21 أيلول 1984 | طابع بخلفية زرقاء تظهر في وسطها صورة أربعة من الأطفال وصور عملات نقدية عراقية وقاصة وصورة مدخنتي مصانع. |        | 150 فلسا |              |

## إصدارات 1985
بلغ عدد إصدارات سنة 1985 سبعة عشر إصدارا وقد ضمت 50 طابعا.

### إصدارات الجامعة المستنصرية
أصدرت ثلاثة طوابع في ذكرى تفجير الجامعة المستنصرية الذي حذث سنة 1980.
| # | تاريخ الإصدار | الوصف | الصورة | القيمة   | كمية الإصدار |
| - | ------------- | --- | ------ | -------- | ------------ |
| 1 | 1 نيسان 1985  | طابع بإطار أزرق داكن وفي الوسط خلفية أرجوانية وعبارة "والله والله والله وبحق كل ذرة في تراب الرافدين الدماء الطاهرة التي سالت في المستنصرية لن تذهب سدى" في وسط الطابع، وهي كلمات صدام حسين، أما في يمين الطابع فتوجد عبارة "الزيارة التاريخية للرئيس القائد صدام حسين للجامعة المستنصرية في 2 \ 4 \ 1980".     |        | 60 فلسا  |              |
| 2 | 1 نيسان 1985  | طابع بإطار زيتوني داكن وفي الوسط خلفية أرجوانية وعبارة "والله والله والله وبحق كل ذرة في تراب الرافدين الدماء الطاهرة التي سالت في المستنصرية لن تذهب سدى" في وسط الطابع، وهي كلمات صدام حسين، أما في يمين الطابع فتوجد عبارة "الزيارة التاريخية للرئيس القائد صدام حسين للجامعة المستنصرية في 2 \ 4 \ 1980".   |        | 70 فلسا  |              |
| 3 | 1 نيسان 1985  | طابع بإطار أسود بني داكن وفي الوسط خلفية أرجوانية وعبارة "والله والله والله وبحق كل ذرة في تراب الرافدين الدماء الطاهرة التي سالت في المستنصرية لن تذهب سدى" في وسط الطابع، وهي كلمات صدام حسين، أما في يمين الطابع فتوجد عبارة "الزيارة التاريخية للرئيس القائد صدام حسين للجامعة المستنصرية في 2 \ 4 \ 1980". |        | 250 فلسا |              |

### إصدارات ذكرى تأسيس القوة الجوية العراقية
أصدرت أربعة طوابع في ذكرى تأسيس القوة الجوية العراقية.
| # | تاريخ الإصدار | الوصف | الصورة | القيمة   | كمية الإصدار |
| - | ------------- | --- | ------ | -------- | ------------ |
| 4 | 22 نيسان 1985 | طابع بإطار أصفر وخطوط يغلب عليها اللون الأصفر تظهر في وسطه صورة طائرتين عسكريتين وفي أعلى اليسار صورة صدام حسين، وفي الأسفل عبارة "الذكرى الرابعة والخمسون لتأسيس القوة الجوية العراقية". |        | 10 فلوس  |              |
| 5 | 22 نيسان 1985 | طابع بإطار برتقالي تظهر فيه صورة طائرتين عسكريتين وعلم العراق ورقم "54" وعبارة "22 نيسان" وعبارة "الذكرى الرابعة والخمسون لتأسيس القوة الجوية العراقية".                                  |        | 60 فلسا  |              |
| 6 | 22 نيسان 1985 | طابع بإطار تركوازي تظهر فيه صورة طائرتين عسكريتين وعلم العراق ورقم "54" وعبارة "22 نيسان" وعبارة "الذكرى الرابعة والخمسون لتأسيس القوة الجوية العراقية".                                  |        | 70 فلسا  |              |
| 7 | 22 نيسان 1985 | طابع بإطار أخضر وخطوط يغلب عليها اللون الأخضر تظهر في وسطه صورة طائرتين عسكريتين وفي أعلى اليسار صورة صدام حسين، وفي الأسفل عبارة "الذكرى الرابعة والخمسون لتأسيس القوة الجوية العراقية". |        | 160 فلسا |              |

كما أصدرت بطاقة تضم طابعا (ورقة طابع تذكاري):
| # | تاريخ الإصدار | الوصف | الصورة | القيمة   | كمية الإصدار |
| - | ------------- | --- | ------ | -------- | ------------ |
| 8 | 22 نيسان 1985 | بطاقة ملونة إطارها امتداد للطابع الذي يتوسطها، تظهر في يسار إطار البطاقة صورة الرئيس صدام حسين، أما الطابع تظهر فيه صورة طائرتين عسكريتين وعلم العراق ورقم "54" وعبارة "22 نيسان" وعبارة "الذكرى الرابعة والخمسون لتأسيس القوة الجوية العراقية". |        | 200 فلسا |              |

### إصدارات ميلاد صدام حسين
أصدرت أربعة طوابع بمناسبة ميلاد صدام حسين:
| #  | تاريخ الإصدار | الوصف | الصورة | القيمة  | كمية الإصدار |
| -- | ------------- | --- | ------ | ------- | ------------ |
| 9  | 28 نيسان 1985 | طابع بإطار بنفسجي تظهر فيه صورة وردة فيها صورة صدام حسين مع عبارة "الذكرى الثامنة والأربعون لميلاد الرئيس القائد صدام حسين". |        | 30 فلسا |              |
| 10 | 28 نيسان 1985 | طابع بإطار أحمر تظهر فيه صورة صدام حسين وبجانبه وردتين لتشكلان ما يشبه الرقم "8" وبجانبهما رقم "2" منقوشها بالورود، وفي الأعلى ورود وشمعة مع عبارة "الذكرى الثامنة والأربعون لميلاد الرئيس القائد صدام حسين"، وفي الأسفل رقم "7" منقوشها بالورود وكلمة "نيسان".  |        | 60 فلسا |              |
| 11 | 28 نيسان 1985 | طابع بإطار رصاصي تظهر فيه صورة وردة فيها صورة صدام حسين مع عبارة "الذكرى الثامنة والأربعون لميلاد الرئيس القائد صدام حسين". |        | 70 فلسا |              |
| 12 | 28 نيسان 1985 | طابع بإطار رصاصي تظهر فيه صورة صدام حسين وبجانبه وردتين لتشكلان ما يشبه الرقم "8" وبجانبهما رقم "2" منقوشها بالورود، وفي الأعلى ورود وشمعة مع عبارة "الذكرى الثامنة والأربعون لميلاد الرئيس القائد صدام حسين"، وفي الأسفل رقم "7" منقوشها بالورود وكلمة "نيسان". |        | 100 فلس |              |

كما أصدرت بطاقة تضم طابعا (ورقة طابع تذكاري):
| #  | تاريخ الإصدار | الوصف | الصورة | القيمة  | كمية الإصدار |
| -- | ------------- | --- | ------ | ------- | ------------ |
| 13 | 28 نيسان 1985 | بطاقة يغلب عليها اللون الأبيض، في يسارها صورة نجمة ثمانية بخلفية زرقاء فيها صورة الرئيس صدام حسين ووردتين وشمعة وعلم العراق، أما الطابع فإلى يمين البطاقة وتظهر فيه عبارة "28 نيسان" وعبارة "الذكرى الثامنة والأربعون لميلاد الرئيس القائد صدام حسين" وفي الأسفل وردتان. |        | 200 فلس |              |

### إصدارات الاتصالات
أصدرت أربعة طوابع تحتفي بتطور الاتصالات في العراق:
| #  | تاريخ الإصدار | الوصف | الصورة | القيمة  | كمية الإصدار |
| -- | ------------- | --- | ------ | ------- | ------------ |
| 14 | 30 تموز 1985  | طابع ملون تظهر في يمينه صورة بخلفية صفراء تظهر فيها مرأة في مكتب تتصل بواسطة الهاتف مع عبارة "تطور البريد في العراق"، أما في يسار الطابع فيوجد رسم بياني بخلفية صفراء ومحيط أزرق مع عبارة "رسم بياني بمؤشرات الحركة البريدية - البعائث الخارجية الصادرة والبعائث الخارجية الواردة والبعائث الداخلية الصادرة بالملايين (1978-1982)".      |        | 20 فلسا |              |
| 15 | 30 تموز 1985  | طابع بريدي يظهر في يساره صورة صحن استقبال فضائي ومحيط الصورة بلون أصفر وفي يمينه رسم بياني بخلفية صفراء ومحيط أصفر كذلك أعلاه عبارة "رسم بياني لتطور عدد الهواتف للسنوات 1979-1985" وأسفله عبارة "تطور الاتصالات في العراق" مع صورة هاتف.                                                                                                |        | 50 فلسا |              |
| 16 | 30 تموز 1985  | طابع ملون تظهر في يمينه صورة بخلفية وردية تظهر فيها مرأة في مكتب تتصل بواسطة الهاتف مع عبارة "تطور البريد في العراق"، أما في يسار الطابع فيوجد رسم بياني بخلفية صفراء ومحيط أصفر كذلك مع عبارة "رسم بياني بمؤشرات الحركة البريدية - البعائث الخارجية الصادرة والبعائث الخارجية الواردة والبعائث الداخلية الصادرة بالملايين (1978-1982)". |        | 60 فلسا |              |
| 17 | 30 تموز 1985  | طابع بريدي يظهر في يساره صورة صحن استقبال فضائي ومحيط الصورة بلون أزرق وفي يمينه رسم بياني بخلفية صفراء ومحيط أبيض أعلاه عبارة "رسم بياني لتطور عدد الهواتف للسنوات 1979-1985" وأسفله عبارة "تطور الاتصالات في العراق" مع صورة هاتف. |        | 70 فلسا |              |

### إصدارات قادسية صدام
أصدرت أربعة طوابع في مناسبة قادسية صدام (حرب الخليج الأولى) بالإضافة إلى بطاقة:
| #  | تاريخ الإصدار | الوصف | الصورة | القيمة  | كمية الإصدار |
| -- | ------------- | --- | ------ | ------- | ------------ |
| 18 | 4 أيلول 1985  | طابع بخلفية جزؤها العلوي أحمر والسفلي أزرق تظهر فيه صورة مباني في دائرة وصورة رمزية لثلاثة أياد إحداها تحمل سلاحا وأخرى تحمل غضنا وأخرى تحمل قلما، وفي الأسفل مستطيل أصفر فيه عبارة "معركة قادسية صدام". |        | 10 فلوس |              |
| 19 | 4 أيلول 1985  | طابع جزؤه العلوي بخلفية بيضاء تظهر فيه صورة صدام حسين والجزء الأسفل بلون برتقالي وفيه علمي العراق وفلسطين مع عبارة "قادسية صدام" وفي الوسط شكل وردة.                                                     |        | 20 فلسا |              |
| 20 | 4 أيلول 1985  | طابع بخلفية جزؤها العلوي أحمر والسفلي أصفر تظهر فيه صورة مباني في دائرة وصورة رمزية لثلاثة أياد إحداها تحمل سلاحا وأخرى تحمل غضنا وأخرى تحمل قلما، وفي الأسفل مستطيل وردي فيه عبارة "معركة قادسية صدام". |        | 60 فلسا |              |
| 21 | 4 أيلول 1985  | طابع جزؤه العلوي بخلفية بيضاء تظهر فيه صورة صدام حسين والجزء الأسفل بلون أصفر وفيه علمي العراق وفلسطين مع عبارة "قادسية صدام" وفي الوسط شكل وردة.                                                        |        | 70 فلسا |              |

أما البطاقة فهي تضم طابعا (ورقة طابع تذكاري):
| #  | تاريخ الإصدار | الوصف | الصورة | القيمة  | كمية الإصدار |
| -- | ------------- | --- | ------ | ------- | ------------ |
| 22 | 4 أيلول 1985  | بطاقة بخلفية زرقاء في يسارها علمي العراق وفلسطين ودائرة بلون أزرق غامق فيها نجمة ثمانية فيها صورة الرئيس صدام حسين مع غصنين يحيطان بصورته، أما الطابع فيوجد في يمين البطاقة وهو بخلفية بيضاء في جانبه عبارة "معركة قادسية صدام" وفي الوسط رسم تعبيري في عناصر متداخلة منها جنديين وحمامتين وسلاح وعلم العراق وعبارة "قادسية صدام". |        | 200 فلس |              |

### إصدارات مركز بحوث الطاقة الشمسية
أصدرت ثلاثة طوابع تحتفي بمركز بحوث الطاقة الشمسية:
| #  | تاريخ الإصدار | الوصف                                                                                                | الصورة | القيمة  | كمية الإصدار |
| -- | ------------- | --- | ------ | ------- | ------------ |
| 23 | 19 أيلول 1985 | طابع بإطار أصفر في صورة لمبنى مع لوحة طاقة شمسية وقمر صناعي، مع عبارة "مركز بحوث الطاقة الشمسية".    |        | 10 فلوس |              |
| 24 | 19 أيلول 1985 | طابع بإطار برتقالي في صورة لمبنى مع لوحة طاقة شمسية وقمر صناعي، مع عبارة "مركز بحوث الطاقة الشمسية". |        | 50 فلسا |              |
| 25 | 19 أيلول 1985 | طابع بإطار أخضر في صورة لمبنى مع لوحة طاقة شمسية وقمر صناعي، مع عبارة "مركز بحوث الطاقة الشمسية".    |        | 100 فلس |              |

### إصدارات اليونسيف
أصدرت أربعة طوابع تعتني بحملة "ثورة بقاء الأطفال" التي قادتها منظمة اليونسيف:
| #  | تاريخ الإصدار       | الوصف | الصورة | القيمة  | كمية الإصدار |
| -- | ------------------- | --- | ------ | ------- | ------------ |
| 26 | 10 تشرين الأول 1985 | طابع ملون بخلفية ملون يغلب عليها اللون الأصفر مغ شريط أحمر في الأسفل تظهر فيه صورة طفلة تستعمل عكازين للمشي وطفل جالس على كرسي متحرك، مع شعار منظمة اليونسيف وعبارة "ثورة بقاء الأطفال". |        | 10 فلوس |              |
| 27 | 10 تشرين الأول 1985 | طابع ملون بخلفية بنفسجية في الجزء الأعلى وزرقاء سمائية في الجزء الأسفل، ويظهر في الطابع شعار منظمة اليونسيف وصورتين لطفلين، الطفلة في الأسفل تحمل دمية، مع عبارة "ثورة بقاء الأطفال".    |        | 15 فلسا |              |
| 28 | 10 تشرين الأول 1985 | طابع ملون بخلفية ملون يغلب عليها اللون الأزرق مغ شريط أخضر في الأسفل تظهر فيه صورة طفلة تستعمل عكازين للمشي وطفل جالس على كرسي متحرك، مع شعار منظمة اليونسيف وعبارة "ثورة بقاء الأطفال". |        | 50 فلسا |              |
| 29 | 10 تشرين الأول 1985 | طابع ملون بخلفية زرقاء في الجزء الأعلى وزرقاء سمائية في الجزء الأسفل، ويظهر في الطابع شعار منظمة اليونسيف وصورتين لطفلين، الطفلة في الأسفل تحمل دمية، مع عبارة "ثورة بقاء الأطفال".      |        | 100 فلس |              |

### إصدارات الشريف الرضي
أصدرت ثلاثة طوابع تحتفي بذكرى مرور ألف سنة على وفاة الشريف الرضي:
| #  | تاريخ الإصدار       | الوصف | الصورة | القيمة  | كمية الإصدار |
| -- | ------------------- | --- | ------ | ------- | ------------ |
| 30 | 20 تشرين الأول 1985 | طابع بخلفية بنية تظهر فيه صورة يد ترتدي كما بنيا واسعا منقوشا تكتب بريشة مع عبارة "الذكرى الألفية لوفاة الشاعر الشريف الرضي 406 - 1406 هـ" وفي محيط الطابع ثلاثة أبيات هن: وطبقت العراق لنا قباب ***** نظللها بأطراف الرماح وكلّ فتى لا يطلب المجد أعزل ... وكلّ عزيز لا يجود ذليل هيهات يخفضني الزمان وإنما ***** بيني وبين الذلّ حدّ حسامي    |        | 10 فلوس |              |
| 31 | 20 تشرين الأول 1985 | طابع بخلفية بنفسجية تظهر فيه صورة يد ترتدي كما بنيا واسعا منقوشا تكتب بريشة مع عبارة "الذكرى الألفية لوفاة الشاعر الشريف الرضي 406 - 1406 هـ" وفي محيط الطابع ثلاثة أبيات هن: وطبقت العراق لنا قباب ***** نظللها بأطراف الرماح وكلّ فتى لا يطلب المجد أعزل ... وكلّ عزيز لا يجود ذليل هيهات يخفضني الزمان وإنما ***** بيني وبين الذلّ حدّ حسامي |        | 50 فلسا |              |
| 32 | 20 تشرين الأول 1985 | طابع بخلفية خضراء تظهر فيه صورة يد ترتدي كما بنيا واسعا منقوشا تكتب بريشة مع عبارة "الذكرى الألفية لوفاة الشاعر الشريف الرضي 406 - 1406 هـ" وفي محيط الطابع ثلاثة أبيات هن: وطبقت العراق لنا قباب ***** نظللها بأطراف الرماح وكلّ فتى لا يطلب المجد أعزل ... وكلّ عزيز لا يجود ذليل هيهات يخفضني الزمان وإنما ***** بيني وبين الذلّ حدّ حسامي   |        | 100 فلس |              |

### إصدارات الأمم المتحدة
أصدرت ثلاثة طوابع لمناسبة الذكرى الأربعين لتأسيس الأمم المتحدة:
| #  | تاريخ الإصدار       | الوصف | الصورة | القيمة  | كمية الإصدار |
| -- | ------------------- | --- | ------ | ------- | ------------ |
| 33 | 24 تشرين الأول 1985 | طابع بخلفية زرقاء في أعلاه عبارة "الذكرى الأربعون لتأسيس الأمم المتحدة"، وفي الوسط حرفي "U" و"N" مدمجين مع شعار الأمم المتحدة.   |        | 10 فلوس |              |
| 34 | 24 تشرين الأول 1985 | طابع بخلفية صفراء في أعلاه عبارة "الذكرى الأربعون لتأسيس الأمم المتحدة"، وفي الوسط حرفي "U" و"N" مدمجين مع شعار الأمم المتحدة.   |        | 40 فلسا |              |
| 35 | 24 تشرين الأول 1985 | طابع بخلفية بنفسجية في أعلاه عبارة "الذكرى الأربعون لتأسيس الأمم المتحدة"، وفي الوسط حرفي "U" و"N" مدمجين مع شعار الأمم المتحدة. |        | 100 فلس |              |

### إصدارات أسرى الحرب
أصدرت أربعة طوابع مع بطاقة تذكارية بخصوص "جريمة النظام الإيراني بقتل أسرى الحرب العراقيين".
| #  | تاريخ الإصدار        | الوصف | الصورة | القيمة  | كمية الإصدار |
| -- | -------------------- | --- | ------ | ------- | ------------ |
| 36 | 10 تشرين الثاني 1985 | طابع يغلب عليه اللون الأخضر تظهر وثيقة تدل على اتفاقية حنيف بشأن معاملة أسرى الحرب مع صليب أحمر وهلال أحمر وعبارة "جريمة النظام الإيراني بقتل أسرى الحرب العراقيين".        |        | 30 فلسا |              |
| 37 | 10 تشرين الثاني 1985 | طابع بإطار أبيض وخلفية خضراء تظهر صورة تعبيرية لإعدام أسرى مع صورة حمامة وعلم العراق وعبارة "جريمة النظام الإيراني بقتل أسرى الحرب العراقيين".                              |        | 70 فلسا |              |
| 38 | 10 تشرين الثاني 1985 | طابع يغلب عليه اللون الأصفر الداكن تظهر وثيقة تدل على اتفاقية حنيف بشأن معاملة أسرى الحرب مع صليب أحمر وهلال أحمر وعبارة "جريمة النظام الإيراني بقتل أسرى الحرب العراقيين". |        | 100 فلس |              |
| 39 | 10 تشرين الثاني 1985 | طابع بإطار أبيض وخلفية زرقاء تظهر صورة تعبيرية لإعدام أسرى مع صورة حمامة وعلم العراق وعبارة "جريمة النظام الإيراني بقتل أسرى الحرب العراقيين".                              |        | 200 فلس |              |

مع بطاقة تذكارية تضم جزئين قابلين للاقتطاع:
| # | تاريخ الإصدار        | الوصف | الصورة | القيمة   | كمية الإصدار |
| - | -------------------- | --- | ------ | -------- | ------------ |
| - | 10 تشرين الثاني 1985 | بطاقة محاطة بعلمي العراق يمينا وفلسطين يسارا، مع جزئين قابلين للاقتطاع بدون قيمة، حيث أن قيمة البطاقة مطبوعة في الزاوية اليمنى السفلى، وفي يمين البطاقة جزء قابل للاقتطاع يغلب عليه اللون الأصفر الداكن تظهر وثيقة تدل على اتفاقية حنيف بشأن معاملة أسرى الحرب مع صليب أحمر وهلال أحمر وعبارة "جريمة النظام الإيراني بقتل أسرى الحرب العراقيين"، وهو يشبه الطابع الذي يقيمته 100 فلس لكنه بدون القيمة ولا اسم "الجمهورية العراقية"، أما الجزء القابل للاقتطاع في يسار البطاقة فهو بإطار أبيض وخلفية زرقاء تظهر صورة تعبيرية لإعدام أسرى مع صورة حمامة وعلم العراق وعبارة "جريمة النظام الإيراني بقتل أسرى الحرب العراقيين"، وهو يشبه الطابع الذي قيمته 200 فلس لكنه بدون القيمة. |        | 250 فلسا |              |

### إصدارات التضامن مع فلسطين
أصدرت ثلاثة طوابع بمناسبة اليوم الدولي للتضامن مع الشعب الفلسطيني.
| #  | تاريخ الإصدار        | الوصف | الصورة | القيمة  | كمية الإصدار |
| -- | -------------------- | --- | ------ | ------- | ------------ |
| 40 | 29 تشرين الثاني 1985 | طابع بخلفية وردية وفي الوسط شكل دائري محيطه علم فلسطين وفيه خريطة العالم بلون أخضر مع عبارة "اليوم الدولي للتضامن مع الشعب الفلسطيني". |        | 10 فلوس |              |
| 41 | 29 تشرين الثاني 1985 | طابع بخلفية صفراء وفي الوسط شكل دائري محيطه علم فلسطين وفيه خريطة العالم بلون أخضر مع عبارة "اليوم الدولي للتضامن مع الشعب الفلسطيني". |        | 50 فلسا |              |
| 42 | 29 تشرين الثاني 1985 | طابع بخلفية زرقاء وفي الوسط شكل دائري محيطه علم فلسطين وفيه خريطة العالم بلون أخضر مع عبارة "اليوم الدولي للتضامن مع الشعب الفلسطيني". |        | 100 فلس |              |

### إصدارات يوم الشهيد (1985)
أصدرت ثلاثة طوابع لمناسبة يوم الشهيد:
| #  | تاريخ الإصدار      | الوصف | الصورة | القيمة  | كمية الإصدار |
| -- | ------------------ | --- | ------ | ------- | ------------ |
| 43 | 1 كانون الأول 1985 | طابع يمتاز الجزء العلوي منه بخلفية زرقاء سمائية، يظهر في الطابع شكل تعبيري لشخص تمتد جذوره في الأرض ويعلوه علم العراق مع عبارة "الشهداء أكرم منا جميعا" وفي الأسفل عبارة "1 كانون الأول يوم الشهيد". |        | 10 فلوس |              |
| 44 | 1 كانون الأول 1985 | طابع يمتاز الجزء العلوي منه بخلفية وردية، يظهر في الطابع شكل تعبيري لشخص تمتد جذوره في الأرض ويعلوه علم العراق مع عبارة "الشهداء أكرم منا جميعا" وفي الأسفل عبارة "1 كانون الأول يوم الشهيد".        |        | 40 فلسا |              |
| 45 | 1 كانون الأول 1985 | طابع يمتاز الجزء العلوي منه بخلفية زرقاء، يظهر في الطابع شكل تعبيري لشخص تمتد جذوره في الأرض ويعلوه علم العراق مع عبارة "الشهداء أكرم منا جميعا" وفي الأسفل عبارة "1 كانون الأول يوم الشهيد".        |        | 100 فلس |              |

### إصدارات السنة الدولية للشباب
أصدرت أربعة طوابع بالإضافة إلى بطاقة تضم طابعا لمناسبة السنة الدولية للشباب:
| #  | تاريخ الإصدار       | الوصف | الصورة | القيمة  | كمية الإصدار |
| -- | ------------------- | --- | ------ | ------- | ------------ |
| 46 | 10 كانون الأول 1985 | طابع بخلفية صفراء فيه نجمة ثمانية بلون بني فاتح وغامق أسفلها أسنان ترس بلون أخضر وداخل الترس لونه أزرق وفي وسط النجمة شعار السنة الدولية للشباب بلون أحمر، كما تظهر صورة جندي يحمل علم العراق، وفي أعلى الطابع عبارة "السنة الدولية للشباب 1985". |        | 40 فلسا |              |
| 47 | 10 كانون الأول 1985 | طابع جزؤه الأعلى بخلفية خضراء مع شعار السنة الدولية للشباب وعبارة "السنة الدولية للشباب 1985"، أما الجزء الأسفل فخلفيته بلون نفطي وفيه صورة شاب وشابه يرفه كل منها يده مع علم العراق.                                                             |        | 50 فلسا |              |
| 48 | 10 كانون الأول 1985 | طابع بخلفية بيضاء فيه نجمة ثمانية بلون بني فاتح وغامق أسفلها أسنان ترس بلون أخضر وداخل الترس لونه أزرق وفي وسط النجمة شعار السنة الدولية للشباب بلون أحمر، كما تظهر صورة جندي يحمل علم العراق، وفي أعلى الطابع عبارة "السنة الدولية للشباب 1985". |        | 100 فلس |              |
| 49 | 10 كانون الأول 1985 | طابع جزؤه الأعلى بخلفية خضراء مع شعار السنة الدولية للشباب وعبارة "السنة الدولية للشباب 1985"، أما الجزء الأسفل فخلفيته بلون وردي وفيه صورة شاب وشابه يرفه كل منها يده مع علم العراق.                                                             |        | 200 فلس |              |

أما البطاقة التي تضم طابعا (ورقة طابع تذكاري)، فقد أصدرت بإصدارين، أحدهما بطابع قابل للاقتطاع (إصدار مخرم) وإصدار لا يمكن اقطاع الطابع (غير مخرم):
| #  | تاريخ الإصدار       | الوصف | الصورة | القيمة   | كمية الإصدار |
| -- | ------------------- | --- | ------ | -------- | ------------ |
| 50 | 10 كانون الأول 1985 | بطاقة ألوانها امتداد للطابع في وسطها، الجزء الأعلى لونه أزرق أما الأسفل فلونه أخضر وفي الوسط خطوط متموجة متعددة الألوان مثل الأبيض والبني والأصفر، تظهر في الطابع شعار السنة الدولية للشباب وعلم العراق وبندقية وجزء من ترس وأشكال مختلفة مثل برج كهرباء ورسم ذؤة كيميائية وسنبلة مع عبارة "السنة الدولية للشباب 1985". |        | 250 فلسا |              |

## إصدارات 1986
بلغ عدد إصدارات سنة 1986 خمسة عشر إصدارا وقد ضمت 53 طابعا.

### إصدارات عيد الجيش (1986)
أصدرت أربعة طوابع مع بطاقة تضم طابعا لمناسبة ذكرى تأسيس الجيش العراقي:
| # | تاريخ الإصدار       | الوصف | الصورة | القيمة  | كمية الإصدار |
| - | ------------------- | --- | ------ | ------- | ------------ |
| 1 | 6 كانون الثاني 1986 | طابع ذو إطار بني فاتح مع وسط خلفيته بنية فيها صورة الرئيس صدام حسين وصورة جندي يحمل سلاحا وزهور ورقم "6" عبارة عن شريط طويل بألوان العلم العراقي وكلمة "كانون" وفي الأسفل عبارة "الذكرى الخامسة والستون لتأسيس الجيش العراقي الباسل". |        | 10 فلوس |              |
| 2 | 6 كانون الثاني 1986 | طابع بخلفية صفراء تظهر فيه صورة الرئيس صدام حسين وثلاثة صواريخ وعلم العراق وترس ورقم "6" وعبارة "الذكرى الخامسة والستون لتأسيس الجيش العراقي الباسل 1986".                                                                            |        | 40 فلسا |              |
| 3 | 6 كانون الثاني 1986 | طابع ذو إطار أصفر مع وسط خلفيته بنية فيها صورة الرئيس صدام حسين وصورة جندي يحمل سلاحا وزهور ورقم "6" عبارة عن شريط طويل بألوان العلم العراقي وكلمة "كانون" وفي الأسفل عبارة "الذكرى الخامسة والستون لتأسيس الجيش العراقي الباسل".     |        | 50 فلسا |              |
| 4 | 6 كانون الثاني 1986 | طابع بخلفية وردية تظهر فيه صورة الرئيس صدام حسين وثلاثة صواريخ وعلم العراق وترس ورقم "6" وعبارة "الذكرى الخامسة والستون لتأسيس الجيش العراقي الباسل 1986".                                                                            |        | 100 فلس |              |

أما البطاقة التي تضم طابعا (ورقة طوابع تذكارية) فهي كما يلي:
| # | تاريخ الإصدار       | الوصف | الصورة | القيمة  | كمية الإصدار |
| - | ------------------- | --- | ------ | ------- | ------------ |
| 5 | 6 كانون الثاني 1986 | بطاقة ذات حاشية بنية اللون تحيط بطابع ذي خلفية متدرجة الألوان وفيها صورة الرئيس صدام حسين يسارا وبندقية إلى اليمين وفي الوسط نجمة ثمانية في وسطها مكتوب "6 كانون"، وفي الأعلى عبارة "الذكرى الخامسة والستون لتأسيس الجيش العراقي الباسل 1986". |        | 200 فلس |              |

### إصدارات عيد المرأة العراقية
أصدرت أربعة طوابع لمناسبة عيد المرآ العراقية:
| # | تاريخ الإصدار | الوصف | الصورة | القيمة   | كمية الإصدار |
| - | ------------- | --- | ------ | -------- | ------------ |
| 6 | 4 آذار 1986   | طابع بإطار أسود ونقوش فيه صور خمسة من النساء احداهن تحمل سلاحا والأخرى تستعمل الحاسوب وفلاحة وفي الخلف صورة نخلة وفي أعلى اليسار علم العراق.                                         |        | 30 فلسا  |              |
| 7 | 4 آذار 1986   | طابع بخلفية وردية يظهر فيه تمثال شبعاد وشعار الاتحاد العام لنساء العراق وورود وراية خضراء مع رسوم تعبيرية لدبابة ومدفع وفارس يحمل سيفا مع عبارة "عيد المرأة العراقية".               |        | 50 فلسا  |              |
| 8 | 4 آذار 1986   | طابع بإطار بنفسجي غامق ونقوش فيه صور خمسة من النساء احداهن تحمل سلاحا والأخرى تستعمل الحاسوب وفلاحة وفي الخلف صورة نخلة وفي أعلى اليسار علم العراق.                                  |        | 100 فلس  |              |
| 9 | 4 آذار 1986   | طابع بخلفية رمادية فاتحة اللون، يظهر فيه تمثال شبعاد وشعار الاتحاد العام لنساء العراق وورود وراية خضراء مع رسوم تعبيرية لدبابة ومدفع وفارس يحمل سيفا مع عبارة "عيد المرأة العراقية". |        | 150 فلسا |              |

### إصدارات ذكرى تأسيس القوة الجوية العراقية (1986)
أصدرت أربعة طوابع في ذكرى تأسيس القوة الجوية العراقية مع بطاقة تذكارية:
| #  | تاريخ الإصدار | الوصف | الصورة | القيمة   | كمية الإصدار |
| -- | ------------- | --- | ------ | -------- | ------------ |
| 10 | 22 نيسان 1986 | طابع بخلفية زرقاء تظهر فيه صورة الرئيس صدام حسين وطائرة عسكرية وعلم العراق وعبارة "22 نيسان" يعلوها شعار القوة الجوية مع عبارة "الذكرى الخامسة والخمسون لتأسيس القوة الجوية العراقية".    |        | 30 فلسا  |              |
| 11 | 22 نيسان 1986 | طابع بخلفية في الأعلى بنفسجية وفي الأسفل زرقاء تظهر فيه صورة الرئيس صدام حسين وثلاث طائرات عسكرية وعبارة "22 نيسان" مع عبارة "الذكرى الخامسة والخمسون لتأسيس القوة الجوية العراقية".      |        | 50 فلسا  |              |
| 12 | 22 نيسان 1986 | طابع بخلفية برتقالية تظهر فيه صورة الرئيس صدام حسين وطائرة عسكرية وعلم العراق وعبارة "22 نيسان" يعلوها شعار القوة الجوية مع عبارة "الذكرى الخامسة والخمسون لتأسيس القوة الجوية العراقية". |        | 100 فلس  |              |
| 13 | 22 نيسان 1986 | طابع بخلفية زرقاء تظهر فيه صورة الرئيس صدام حسين وثلاث طائرات عسكرية وعبارة "22 نيسان" مع عبارة "الذكرى الخامسة والخمسون لتأسيس القوة الجوية العراقية".                                   |        | 150 فلسا |              |

أما البطاقة التذكارية:
| # | تاريخ الإصدار | الوصف | الصورة | القيمة   | كمية الإصدار |
| - | ------------- | --- | ------ | -------- | ------------ |
| - | 22 نيسان 1986 | بطاقة إطارها فيه صورة طائرتين عسكرتين في الجو مع عبارة "الذكرى الخامسة والخمسون لتأسيس القوة الجوية العراقية" في أسفل البطاقة، وفي الوسط قطعة قابلة للاتقطاع فيها صورة نوط مخصص للقوة الجوية. |        | 250 فلسا |              |

### إصدارات ميلاد صدام حسين (1986)
أصدرت أربعة طوابع مع بطاقة تذكارية لمناسبة ذكرى ميلاد الرئيس صدام حسين:
| #  | تاريخ الإصدار | الوصف | الصورة | القيمة   | كمية الإصدار |
| -- | ------------- | --- | ------ | -------- | ------------ |
| 14 | 28 نيسان 1986 | طابع تظهر فيه صورة طقل يقبل صدام حسين مع صورة علم العراق وعبارة "28 نيسان" والجزء الأسفل من الطابع بلون برتقالي فيه عبارة "الذكرى التاسعة والأربعون لميلاد الرئيس القائد صدام حسين".                           |        | 30 فلسا  |              |
| 15 | 28 نيسان 1986 | طابع تظهر فيه صورة الرئيس صدام حسين ضاحكا مع صورة علم العراق تحمله حمامتان وعبارة "28 نيسان 1986"، أما الجزء الأسفل من الطابع بلون أصفر فيه عبارة "الذكرى التاسعة والأربعون لميلاد الرئيس القائد صدام حسين".   |        | 50 فلسا  |              |
| 16 | 28 نيسان 1986 | طابع تظهر فيه صورة طقل يقبل صدام حسين مع صورة علم العراق وعبارة "28 نيسان" والجزء الأسفل من الطابع بلون أخضر فيه عبارة "الذكرى التاسعة والأربعون لميلاد الرئيس القائد صدام حسين".                              |        | 100 فلس  |              |
| 17 | 28 نيسان 1986 | طابع تظهر فيه صورة الرئيس صدام حسين ضاحكا مع صورة علم العراق تحمله حمامتان وعبارة "28 نيسان 1986"، أما الجزء الأسفل من الطابع بلون بنفسجي فيه عبارة "الذكرى التاسعة والأربعون لميلاد الرئيس القائد صدام حسين". |        | 150 فلسا |              |

مع البطاقة التذكارية:
| #  | تاريخ الإصدار | الوصف | الصورة | القيمة   | كمية الإصدار |
| -- | ------------- | --- | ------ | -------- | ------------ |
| 18 | 28 نيسان 1986 | بطاقة بإطار بني داكن وفي الوسط مستطيل بخلفية بنية فيها صورة الرئيس صدام حسين بزي عسكري وأوسمة تحيطه الورود وفي الأعلى علم العراق وهلال ونجوم بلون بني وعبارة "28 نيسان" وعبارة "الذكرى التاسعة والأربعون لميلاد الرئيس القائد صدام حسين". |        | 250 فلسا |              |

### إصدارات عيد العمال (1986)
أصدرت أربعة طوابع لمناسبة عيد العمال العالمي:
| #  | تاريخ الإصدار | الوصف | الصورة | القيمة  | كمية الإصدار |
| -- | ------------- | --- | ------ | ------- | ------------ |
| 19 | 1 أيار 1986   | طابع متعدد الألوان الجزء الوسط منه بخلفية برتقالية، يظهر في الطابع صورة عامل يرفع يده ممسكا بمفك ووراءه تخطيط للكرة الأرضية وبجانبه عبارة "عيد العمال العالمي"، وفي الأسفل نصف ترس بلون أصفر فيه عبارة "1 أيار". |        | 10 فلوس |              |
| 20 | 1 أيار 1986   | طابع بخلفية زرقاء في وسطه شكل يعبر عن مناسبة عيد العمال، وفي الأسفل عبارة "عيد العمال العالمي 1986". |        | 40 فلسا |              |
| 21 | 1 أيار 1986   | طابع متعدد الألوان الجزء الوسط منه بخلفية وردية، يظهر في الطابع صورة عامل يرفع يده ممسكا بمفك ووراءه تخطيط للكرة الأرضية وبجانبه عبارة "عيد العمال العالمي"، وفي الأسفل نصف ترس بلون أصفر فيه عبارة "1 أيار".    |        | 100 فلس |              |
| 22 | 1 أيار 1986   | طابع بخلفية وردية في وسطه شكل يعبر عن مناسبة عيد العمال، وفي الأسفل عبارة "عيد العمال العالمي 1986". |        | 150 فلس |              |

### إصدارات يوم التأميم
أصدرت أربعة طوابع لمناسبة يوم التأميم:
| #  | تاريخ الإصدار | الوصف | الصورة | القيمة   | كمية الإصدار |
| -- | ------------- | --- | ------ | -------- | ------------ |
| 23 | 1 حزيران 1986 | طابع بخلفية وردية تظهر فيه رسوم ملونة تعبر عن آبار ومحطات وأنابيب النفط وشمس، مع عبارة "1 حزيران 1986 يوم التأميم العظيم".                                |        | 10 فلوس  |              |
| 24 | 1 حزيران 1986 | طابع بخلفية زرقاء في الأعلى وخضراء في الأسفل تظهر فيه صورة علم العراق بشكل مثمن الأضلاع وبرج بئر نفطي وأنبوب مع عبارة "1 حزيران 1986 يوم التأميم العظيم". |        | 40 فلسا  |              |
| 25 | 1 حزيران 1986 | طابع بخلفية برتقالية تظهر فيه رسوم ملونة تعبر عن آبار ومحطات وأنابيب النفط وشمس، مع عبارة "1 حزيران 1986 يوم التأميم العظيم".                             |        | 100 فلس  |              |
| 26 | 1 حزيران 1986 | طابع بخلفية وردية في الأعلى وخضراء في الأسفل تظهر فيه صورة علم العراق بشكل مثمن الأضلاع وبرج بئر نفطي وأنبوب مع عبارة "1 حزيران 1986 يوم التأميم العظيم". |        | 150 فلسا |              |

### إصدارات تموز
أصدرت أربعة طوابع مع بطاقة تذكارية لمناسبة ذكرى ثورة 17-30 تموز:
| #  | تاريخ الإصدار | الوصف | الصورة | القيمة   | كمية الإصدار |
| -- | ------------- | --- | ------ | -------- | ------------ |
| 27 | 17 تموز 1986  | طابع بخلفية خضراء مع دائرة صفراء في الوسط جزء أعلى بلون أسود، تظهر في الأعلى علم العراق وصورة صدام حسين مع عبارة "17 - 30 تموز 1986" في الوسط، وفي الأسفل عبارة "ذكرى أعياد تموز وتسلم السيد الرئيس القائد صدام حسين الموقع الأول في قيادة الحزب والدولة".   |        | 20 فلسا  |              |
| 28 | 17 تموز 1986  | طابع بخلفية متعددة الألوان مع تميز الجزء الأعلى بلون برتقالي، تظهر في الأعلى صورة صدام حسين، بينما تظهر في الوسط عبارة "17 - 30 تموز 1986"، وفي الأسفل عبارة "ذكرى أعياد تموز وتسلم السيد الرئيس القائد صدام حسين الموقع الأول في قيادة الحزب والدولة".      |        | 30 فلسا  |              |
| 29 | 17 تموز 1986  | طابع بخلفية خضراء مع دائرة صفراء في الوسط جزء أعلى بلون بنفسجي، تظهر في الأعلى علم العراق وصورة صدام حسين مع عبارة "17 - 30 تموز 1986" في الوسط، وفي الأسفل عبارة "ذكرى أعياد تموز وتسلم السيد الرئيس القائد صدام حسين الموقع الأول في قيادة الحزب والدولة". |        | 100 فلس  |              |
| 30 | 17 تموز 1986  | طابع بخلفية متعددة الألوان مع تميز الجزء الأعلى بلون أزرق، تظهر في الأعلى صورة صدام حسين، بينما تظهر في الوسط عبارة "17 - 30 تموز 1986"، وفي الأسفل عبارة "ذكرى أعياد تموز وتسلم السيد الرئيس القائد صدام حسين الموقع الأول في قيادة الحزب والدولة".         |        | 150 فلسا |              |

أما البطاقة التذكارية:
| # | تاريخ الإصدار | الوصف | الصورة | القيمة   | كمية الإصدار |
| - | ------------- | --- | ------ | -------- | ------------ |
| - | 17 تموز 1986  | بطاقة بلون بني فاتح، فيها دائرتان، في اليمين دائرة فيها نجمة ثمانية مزخرفة في وسطها صورة صدام حسين ومحاطيها غصن غار وأعلها علم العراق، أما الدائرة في اليسار فلونها بني غامق مغ عبارة "17 - 30 تموز 1986" وكذلك عبارة "ذكرى أعياد تموز وتسلم السيد الرئيس القائد صدام حسين الموقع الأول في قيادة الحزب والدولة". |        | 250 فلسا |              |

### إصدارات معركة القادسية (1986)
أصدرت أربعة طوابع تحتفي بمعركة القادسية:
| #  | تاريخ الإصدار | الوصف | الصورة | القيمة  | كمية الإصدار |
| -- | ------------- | --- | ------ | ------- | ------------ |
| 31 | 15 آب 1986    | طابع بخلفية تتدرج من اللون الأبيض إلى اللون الأصفر، يظهر فيه صورة مقاتل مسلم يحمل درعا مكتوب عليه "الله أكبر" ويحمل سيفا برأسين لونه أحمر مع عبارة "معركة القادسية الأولى".    |        | 20 فلسا |              |
| 32 | 15 آب 1986    | طابع بإطار أبيض تظهر في يمينه صورة تخيله لمعركة القادسية وفي اليسار صورة صدام حسين بزي عسكري، وفي الأسفل عبارة "معركة القادسية الأولى"، ويمتاز الطابع بأن كتاباته بلون أسود.   |        | 60 فلسا |              |
| 33 | 15 آب 1986    | طابع بخلفية تتدرج من اللون الأبيض إلى اللون البرتقالي، يظهر فيه صورة مقاتل مسلم يحمل درعا مكتوب عليه "الله أكبر" ويحمل سيفا برأسين لونه أحمر مع عبارة "معركة القادسية الأولى". |        | 70 فلسا |              |
| 34 | 15 آب 1986    | طابع بإطار أبيض تظهر في يمينه صورة تخيله لمعركة القادسية وفي اليسار صورة صدام حسين بزي عسكري، وفي الأسفل عبارة "معركة القادسية الأولى"، ويمتاز الطابع بأن كتاباته بلون وردي.   |        | 100 فلس |              |

### إصدارات معركة قادسية صدام (1986)
أصدرت أربعة طوابع مع بطاقة تذكارية تحتفي بمعركة قادسية صدام (حرب الخليج الأولى):
| #  | تاريخ الإصدار | الوصف | الصورة | القيمة   | كمية الإصدار |
| -- | ------------- | --- | ------ | -------- | ------------ |
| 35 | 4 أيلول 1986  | طابع في جزئه العلوي صورة الرئيس صدام حسين يتصل هاتفيا مع صورة طائرة مروحية وبرج اتصالات وعبارة "معركة قادسية صدام"، وفي الوسط صورة تعبيرية لجنود محتفلين بالنصر، وفي الأسفل شريط أزرق غامق مع عبارة "البريد والبرق والهاتف في خدمة المعركة".     |        | 30 فلسا  |              |
| 36 | 4 أيلول 1986  | طابع بخلفية بنفسجية فاتحة اللون، تظهر فيها صورة الرئيس صدام حسين محاطة بسيفين أحدهما ملون بعلم العراق والأخر ملون بعلم فلسطين، مع خريطة العراق وعليها صورة جندي ودبابة ومسجد وطائرتان عسكريتان وصواريخ ومدفع وآثار مع عبارة "معركة قادسية صدام". |        | 40 فلسا  |              |
| 37 | 4 أيلول 1986  | طابع في جزئه العلوي صورة الرئيس صدام حسين يتصل هاتفيا مع صورة طائرة مروحية وبرج اتصالات وعبارة "معركة قادسية صدام"، وفي الوسط صورة تعبيرية لجنود محتفلين بالنصر، وفي الأسفل شريط بنفسجي مع عبارة "البريد والبرق والهاتف في خدمة المعركة".        |        | 100 فلس  |              |
| 38 | 4 أيلول 1986  | طابع بخلفية صفراء اللون، تظهر فيها صورة الرئيس صدام حسين محاطة بسيفين أحدهما ملون بعلم العراق والأخر ملون بعلم فلسطين، مع خريطة العراق وعليها صورة جندي ودبابة ومسجد وطائرتان عسكريتان وصواريخ ومدفع وآثار مع عبارة "معركة قادسية صدام".         |        | 150 فلسا |              |

أما البطاقة التذكارية:
| # | تاريخ الإصدار | الوصف | الصورة | القيمة   | كمية الإصدار |
| - | ------------- | --- | ------ | -------- | ------------ |
| - | 4 أيلول 1986  | بطاقة تظهر فيها تجمة ثمانية محاطة بسيفين أحدهما ملون بعلم العراق والأخر ملون بعلم فلسطين، فيها صورة الرئيس صدام حسين مع صورة جنود في المعركة، مع صورة جندي ودبابة وطائرة عسكرية وصاروخ ومدفع وسفينة حربية مع عبارة "معركة قادسية صدام". |        | 250 فلسا |              |

### إصدارات الرئيس صدام حسين
أصدرت مجموعتان تحمل صورة الرئيس صدام حسين، المجموعة الأولى صورته بزي عسكري بدون بيريه:
| #  | تاريخ الإصدار      | الوصف                                                         | الصورة | القيمة   | كمية الإصدار |
| -- | ------------------ | ------------------------------------------------------------- | ------ | -------- | ------------ |
| 39 | 1 تشرين الأول 1986 | طابع بإطار أزرق، تظهر فيه صورة صدام حسين بخلفية صفراء.        |        | 30 فلسا  |              |
| 40 | 1 تشرين الأول 1986 | طابع بإطار بنفسجي، تظهر فيه صورة صدام حسين بخلفية صفراء.      |        | 50 فلسا  |              |
| 41 | 1 تشرين الأول 1986 | طابع بإطار رمادي، تظهر فيه صورة صدام حسين بخلفية صفراء.       |        | 100 فلس  |              |
| 42 | 1 تشرين الأول 1986 | طابع بإطار أخضر فاتح، تظهر فيه صورة صدام حسين بخلفية صفراء.   |        | 150 فلسا |              |
| 43 | 1 تشرين الأول 1986 | طابع بإطار أخضر غامق، تظهر فيه صورة صدام حسين بخلفية صفراء.   |        | 250 فلسا |              |
| 44 | 1 تشرين الأول 1986 | طابع بإطار بني برتقالي، تظهر فيه صورة صدام حسين بخلفية صفراء. |        | 350 فلسا |              |

أما المجموعة الثانية فبزي عسكري مع بيريه:
| #  | تاريخ الإصدار      | الوصف                                                      | الصورة | القيمة   | كمية الإصدار |
| -- | ------------------ | ---------------------------------------------------------- | ------ | -------- | ------------ |
| 45 | 1 تشرين الأول 1986 | طابع بإطار بني، تظهر فيه صورة صدام حسين بخلفية بنية.       |        | 30 فلسا  |              |
| 46 | 1 تشرين الأول 1986 | طابع بإطار وردي فاتح، تظهر فيه صورة صدام حسين بخلفية بنية. |        | 50 فلسا  |              |
| 47 | 1 تشرين الأول 1986 | طابع بإطار أزرق، تظهر فيه صورة صدام حسين بخلفية بنية.      |        | 100 فلس  |              |
| 48 | 1 تشرين الأول 1986 | طابع بإطار ردي، تظهر فيه صورة صدام حسين بخلفية بنية.       |        | 150 فلسا |              |

### إصدارات السنة الدولية للسلم
أصدرت أربعة طوابع مع بطاقة تذكارية لمناسبة السنة الدولية للسلم:
| #  | تاريخ الإصدار       | الوصف | الصورة | القيمة   | كمية الإصدار |
| -- | ------------------- | --- | ------ | -------- | ------------ |
| 49 | 24 تشرين الأول 1986 | طابع بخلفية زرقاء فيه ثلاثة أشرطة بألوان أحمر وأخضر وأسود وخط أسود يمثل شكل حمامة ورمزا موسيقيا، وفي الأعلى عبارة "السنة الدولية للسلم" مع شعارها، وفي الأسفل شعار منظمة الأمم المتحدة مع عبارة "المهرجان الدولي لأغنية السلام نيسان 1986". |        | 50 فلسا  |              |
| 50 | 24 تشرين الأول 1986 | طابع بخلفية خضراء، وفي الوسط تخطيط للكرة الأرضية وحمامة وعلم العراق، مع صورة يد تمسك بندقية وغصن زيتون، وفي الأعلى شعار منظمة الأمم المتحدة، وفي الأسفل عبارة "السنة الدولية للسلم" مع شعارها.                                              |        | 100 فلس  |              |
| 51 | 24 تشرين الأول 1986 | طابع بخلفية صفراء فيه ثلاثة أشرطة بألوان أحمر وأخضر وأسود وخط أسود يمثل شكل حمامة ورمزا موسيقيا، وفي الأعلى عبارة "السنة الدولية للسلم" مع شعارها، وفي الأسفل شعار منظمة الأمم المتحدة مع عبارة "المهرجان الدولي لأغنية السلام نيسان 1986". |        | 150 فلسا |              |
| 52 | 24 تشرين الأول 1986 | طابع بخلفية برتقالية، وفي الوسط تخطيط للكرة الأرضية وحمامة وعلم العراق، مع صورة يد تمسك بندقية وغصن زيتون، وفي الأعلى شعار منظمة الأمم المتحدة، وفي الأسفل عبارة "السنة الدولية للسلم" مع شعارها.                                           |        | 250 فلسا |              |

أما البطاقة التذكارية:
| #  | تاريخ الإصدار       | الوصف | الصورة | القيمة  | كمية الإصدار |
| -- | ------------------- | --- | ------ | ------- | ------------ |
| 53 | 24 تشرين الأول 1986 | بطاقة بخلفية زرقاء في وسطها علم العراق وفي اليسار شعار السنة الدولية للسلم وفي اليمين دائرة فيها خريطة العراق مع تخطيط قبضة يد وحمامة، وفي الأسفل عبارة "السنة الدولية للسلم". |        | 200 فلس |              |

## إصدارات 1987
بلغ عدد إصدارات سنة 1987 سبعة إصدارات وقد ضمت 28 طابعا.

### إصدارات عيد الجيش (1987)
أصدرت أربعة طوابع في مناسبة عيد الجيش:
| # | تاريخ الإصدار       | الوصف | الصورة | القيمة  | كمية الإصدار |
| - | ------------------- | --- | ------ | ------- | ------------ |
| 1 | 6 كانون الثاني 1987 | طابع بخلفية برتقالية محمرة فيها رقم "6" كبير الحجم فيه صورة الرئيس صدام حسين في نجمة ثمانية وكلمة كانون وورد ورقم "1987"، وفي الأسفل عبارة "الذكرى السادسة والستون لتأسيس الجيش العراقي الباسل". |        | 20 فلسا |              |
| 2 | 6 كانون الثاني 1987 | طابع بإطار أخضر فيه صورة صدام حسين رافعا يده بالتحية مع صورة جنود وطائرات عسكرية ودبابة وسفينة حربية، مع عبارة "6 كانون" وعبارة "الذكرى السادسة والستون لتأسيس الجيش العراقي الباسل".            |        | 40 فلسا |              |
| 3 | 6 كانون الثاني 1987 | طابع بخلفية زرقاء فيها رقم "6" كبير الحجم فيه صورة الرئيس صدام حسين في نجمة ثمانية وكلمة كانون وورد ورقم "1987"، وفي الأسفل عبارة "الذكرى السادسة والستون لتأسيس الجيش العراقي الباسل".          |        | 90 فلسا |              |
| 4 | 6 كانون الثاني 1987 | طابع بإطار برتقالي فيه صورة صدام حسين رافعا يده بالتحية مع صورة جنود وطائرات عسكرية ودبابة وسفينة حربية، مع عبارة "6 كانون" وعبارة "الذكرى السادسة والستون لتأسيس الجيش العراقي الباسل".         |        | 100 فلس |              |

### إصدارات ذكرى تأسيس حزب البعث
أصدرت أربعة طوابع في مناسبة ذكرى تأسيس حزب البعث:
| # | تاريخ الإصدار | الوصف | الصورة | القيمة  | كمية الإصدار |
| - | ------------- | --- | ------ | ------- | ------------ |
| 5 | 7 نيسان 1987  | طابع بإطار وردي فيه رقم "7" عبارة عن علم فلسطين (ذاته علم حزب البعث) مع كلمة "نيسان" ومشغل وخريطة الوطن العربي، وكلمات "وحدة حرية اشتراكية"، وسنبلتين، وعبارة "الذكرى الأربعون لميلاد حزب البعث العربي الاشتراكي 7 نيسان 1987".       |        | 20 فلسا |              |
| 6 | 7 نيسان 1987  | طابع بإطار وردي وخلفية بنفسجية، فيها صورة صدام حسين في نجمة ثمانية، ورقم "7" مكون من علم فلسطين (ذاته علم حزب البعث) ومن علم العراق، مع كلمة "نيسان" وخريطة الوطن العربي، أما العبارة المتعلقة بمناسبة الإصدار فهي باللغة الأنجليزية. |        | 40 فلسا |              |
| 7 | 7 نيسان 1987  | طابع بإطار أخضر فيه رقم "7" عبارة عن علم فلسطين (ذاته علم حزب البعث) مع كلمة "نيسان" ومشغل وخريطة الوطن العربي، وكلمات "وحدة حرية اشتراكية"، وسنبلتين، وعبارة "الذكرى الأربعون لميلاد حزب البعث العربي الاشتراكي 7 نيسان 1987".       |        | 90 فلسا |              |
| 8 | 7 نيسان 1987  | طابع بإطار بني وخلفية بنفسجية، فيها صورة صدام حسين في نجمة ثمانية، ورقم "7" مكون من علم فلسطين (ذاته علم حزب البعث) ومن علم العراق، مع كلمة "نيسان" وخريطة الوطن العربي، أما العبارة المتعلقة بمناسبة الإصدار فهي باللغة الأنجليزية.  |        | 100 فلس |              |

### إصدارات ذكرى تأسيس شركة الملاحة العربية المتحدة
أصدرت أربعة طوابع وبطاقة تذكارية واحدة لمناسبة مرور عشر سنوات على تأسيس شركة الملاحة العربية المتحدة، وهي شركة مساهمة خليجة اشتركت في تأسيسها دول الكويت والسعودية والعراق والبحرين وقطر والإمارات العربية المتحدة بتاريخ 11 شباط 1976.
| #  | تاريخ الإصدار | الوصف | الصورة | القيمة   | كمية الإصدار |
| -- | ------------- | --- | ------ | -------- | ------------ |
| 9  | 24 نيسان 1987 | طابع ملون تظهر فيه صورة لسفينة الشحن "العلوة" وشعار شركة الملاحة العربية المتحدة، مع عبارة "مرور خمس سنوات على تأسيس شركة الملاحة العربية المتحدة (ش.م.خ.)".         |        | 50 فلسا  |              |
| 10 | 24 نيسان 1987 | طابع ملون تظهر فيه صورة لسفينة الشحن "خالد بن الوليد" وشعار شركة الملاحة العربية المتحدة، مع عبارة "مرور خمس سنوات على تأسيس شركة الملاحة العربية المتحدة (ش.م.خ.)". |        | 100 فلس  |              |
| 11 | 24 نيسان 1987 | طابع ملون تظهر فيه صورة لسفينة الشحن "العلوة" وشعار شركة الملاحة العربية المتحدة، مع عبارة "مرور خمس سنوات على تأسيس شركة الملاحة العربية المتحدة (ش.م.خ.)".         |        | 150 فلسا |              |
| 12 | 24 نيسان 1987 | طابع ملون تظهر فيه صورة لسفينة الشحن "خالد بن الوليد" وشعار شركة الملاحة العربية المتحدة، مع عبارة "مرور خمس سنوات على تأسيس شركة الملاحة العربية المتحدة (ش.م.خ.)". |        | 250 فلسا |              |

أما البطاقة التذكارية:
| # | تاريخ الإصدار | الوصف | الصورة | القيمة  | كمية الإصدار |
| - | ------------- | --- | ------ | ------- | ------------ |
| - | 24 نيسان 1987 | بطاقة ملونة تظهر فيها صورة سفينة شحن حاويات مع صورة رصيف ميناء يحتوي حاويات شحن ورافعة مع شعار شركة الملاحة العربية المتحدة، مع عبارة "مرور خمس سنوات على تأسيس شركة الملاحة العربية المتحدة (ش.م.خ.)". |        | 200 فلس |              |

### إصدارات ميلاد صدام حسين (1987)
أصدرت أربعة طوابع لمناسبة ذكرى ميلاد الرئيس صدام حسين:
| #  | تاريخ الإصدار | الوصف | الصورة | القيمة  | كمية الإصدار |
| -- | ------------- | --- | ------ | ------- | ------------ |
| 13 | 28 نيسان 1987 | طابع بخلفية بيضاء، في يمينه نجمة ثمانية ذات رؤوس أرجوانية اللون وفيها صورة الرئيس صدام حسين، وفي يساره عبارة "صدام حسين حفظه الله" بخط ديواني مع نقوش بلون أزرق وفي الوسط هلال أحمر، وفي الأسفل عبارة "الذكرى الخمسون لميلاد الرئيس القائد صدام حسين".  |        | 20 فلسا |              |
| 14 | 28 نيسان 1987 | طابع بإطار بنفسجي وخلفية بنية مصفرة في يمينه صورة الرئيس صدام حسين بزي عسكري مع أنواط وعبارة "الذكرى الخمسون لميلاد الرئيس القائد صدام حسين"، وفي اليسار نجمة ثمانية محاطة بنقوش وورد وفيها عبارة "28 نيسان 1937 - 1987".                               |        | 40 فلسا |              |
| 15 | 28 نيسان 1987 | طابع بخلفية بيضاء، في يمينه نجمة ثمانية ذات رؤوس بنية مصفرةاللون وفيها صورة الرئيس صدام حسين، وفي يساره عبارة "صدام حسين حفظه الله" بخط ديواني مع نقوش بلون أزرق وفي الوسط هلال أحمر، وفي الأسفل عبارة "الذكرى الخمسون لميلاد الرئيس القائد صدام حسين". |        | 90 فلسا |              |
| 16 | 28 نيسان 1987 | طابع بإطار بني وخلفية بنية مصفرة في يمينه صورة الرئيس صدام حسين بزي عسكري مع أنواط وعبارة "الذكرى الخمسون لميلاد الرئيس القائد صدام حسين"، وفي اليسار نجمة ثمانية محاطة بنقوش وورد وفيها عبارة "28 نيسان 1937 - 1987".                                  |        | 100 فلس |              |

### إصدارات أعياد تموز (1987)
| #  | تاريخ الإصدار | الوصف | الصورة | القيمة  | كمية الإصدار |
| -- | ------------- | --- | ------ | ------- | ------------ |
| 17 | 17 تموز 1987  | طابع بخلفية بيضاء فيه نجمة ثمانية برؤوس برتقالية فيها صورة الرئيس صدام حسين وفي الخلفية شريط متموج من أربعة ألوان من الأعلى للأسفل الأحمر ثم الأبيض ثم الأخضر ثم الأسود، وعليه عبارة "أعياد تموز"، وفي الأسفل عبارة "ذكرى أعياد تموز وتسلم السيد الرئيس القائد صدام حسين للموقع الأول في قيادة الحزب والثورة".                                                  |        | 20 قلسا |              |
| 18 | 17 تموز 1987  | طابع في أعلاه عبارة "ذكرى أعياد تموز وتسلم السيد الرئيس القائد صدام حسين للموقع الأول في قيادة الحزب والثورة"، مع صورة صدام حسين وعبارة "17 - 30 تموز 1987" وصورة مواطنين مدنيين وعسكريين يرفعون لافتة مكتوب فيها "نعم نعم صدام"، وأحدهم يرفع علم العراق، وجندي شهبد مدفون يخرج يده من تحت الأرض حاملا وردة، ويمتاز الطابع بأن النصوص في محيط الطابع بلون وردي. |        | 40 فلسا |              |
| 19 | 17 تموز 1987  | طابع بخلفية بيضاء فيه نجمة ثمانية برؤوس زرقاء فيها صورة الرئيس صدام حسين وفي الخلفية شريط متموج من أربعة ألوان من الأعلى للأسفل الأحمر ثم الأبيض ثم الأخضر ثم الأسود، وعليه عبارة "أعياد تموز"، وفي الأسفل عبارة "ذكرى أعياد تموز وتسلم السيد الرئيس القائد صدام حسين للموقع الأول في قيادة الحزب والثورة".                                                     |        | 90 فلسا |              |
| 20 | 17 تموز 1987  | طابع في أعلاه عبارة "ذكرى أعياد تموز وتسلم السيد الرئيس القائد صدام حسين للموقع الأول في قيادة الحزب والثورة"، مع صورة صدام حسين وعبارة "17 - 30 تموز 1987" وصورة مواطنين مدنيين وعسكريين يرفعون لافتة مكتوب فيها "نعم نعم صدام"، وأحدهم يرفع علم العراق، وجندي شهبد مدفون يخرج يده من تحت الأرض حاملا وردة، ويمتاز الطابع بأن النصوص في محيط الطابع بلون أسود. |        | 100 فلس |              |

### إصدارات التعداد العام للسكان
| #  | تاريخ الإصدار       | الوصف | الصورة | القيمة  | كمية الإصدار |
| -- | ------------------- | --- | ------ | ------- | ------------ |
| 21 | 17 تشرين الأول 1987 | طابع يفلب عليه اللون البرتقالي مع رسم مخطط بياني ورسم تعبيري لثلاثة أشخاص بألوان مختلفة مع عبارة "التعداد العام للسكان 17 - 10 - 1987" |        | 20 فلسا |              |
| 22 | 17 تشرين الأول 1987 | طابع يفلب عليه اللون الرمادي مع رسم مخطط بياني ورسم تعبيري لستة أشخاص بألوان مختلفة مع عبارة "التعداد العام للسكان 17 - 10 - 1987"     |        | 30 فلسا |              |
| 23 | 17 تشرين الأول 1987 | طابع يفلب عليه اللون الأخضر مع رسم مخطط بياني ورسم تعبيري لستة أشخاص بألوان مختلفة مع عبارة "التعداد العام للسكان 17 - 10 - 1987"      |        | 50 فلسا |              |
| 24 | 17 تشرين الأول 1987 | طابع يفلب عليه اللون الأزرق مع رسم مخطط بياني ورسم تعبيري لثلاثة أشخاص بألوان مختلفة مع عبارة "التعداد العام للسكان 17 - 10 - 1987"    |        | 500 فلس |              |

### إصدارات ذكرى تأسيس اليونسيف
| #  | تاريخ الإصدار      | الوصف | الصورة | القيمة  | كمية الإصدار |
| -- | ------------------ | --- | ------ | ------- | ------------ |
| 25 | 6 كانون الأول 1987 | طابع بخلفية زرقاء وصورة شجرة في وسطها شعار منظمة اليونسيف محاطة بخمسة دوائر تحتوي على صور مختلفة، والجزء الأسفل من الطابع بلون برتقالي مع عبارة "ذكرى مرور 40 سنة على تأسيس منظمة اليونسيف 1947 - 1987".                    |        | 20 فلسا |              |
| 26 | 6 كانون الأول 1987 | طابع بخلفية برتقالية محمرة فيه صورة حمائم وفي الوسط أربعة خطوط مختلفة الألوان ورقم "40" في الرقم "0" يتوسطه شعار منظمة اليونسيف والرقم "4" منقوش، وفي الأسفل عبارة "ذكرى مرور 40 سنة على تأسيس منظمة اليونسيف 1947 - 1987". |        | 40 فلسا |              |
| 27 | 6 كانون الأول 1987 | طابع بخلفية زرقاء وصورة شجرة في وسطها شعار منظمة اليونسيف محاطة بخمسة دوائر تحتوي على صور مختلفة، والجزء الأسفل من الطابع بلون أخضر مع عبارة "ذكرى مرور 40 سنة على تأسيس منظمة اليونسيف 1947 - 1987".                       |        | 90 فلسا |              |
| 28 | 6 كانون الأول 1987 | طابع بخلفية زرقاء فيه صورة حمائم وفي الوسط أربعة خطوط مختلفة الألوان ورقم "40" في الرقم "0" يتوسطه شعار منظمة اليونسيف والرقم "4" منقوش، وفي الأسفل عبارة "ذكرى مرور 40 سنة على تأسيس منظمة اليونسيف 1947 - 1987".          |        | 100 فلس |              |

## إصدارات 1988
بلغ عدد إصدارات سنة 1988 واحد وعشرين إصدارا وقد ضمت 66 طابعا.

### إصدارات عيد الجيش (1988)
أصدرت أربعة طوابع لمناسبة عيد الجيش:
| # | تاريخ الإصدار       | الوصف | الصورة | القيمة   | كمية الإصدار |
| - | ------------------- | --- | ------ | -------- | ------------ |
| 1 | 6 كانون الثاني 1988 | طابع بخلفية صفراء وفي الأعلى صفراء داكنة، فيها رقم "6" بخط كبير أخضر وداخل الرقم صورة صدام حسين، وتحته صورة جمع من الجنود مع كلمة "كانون"، وعلى جانبي الرقم "6" أرقام السنتين "1921" و"1988"، وتوجد عبارة "6 JANUUARY ARMY DAY" باللغة الإنجليزية.     |        | 20 فلسا  |              |
| 2 | 6 كانون الثاني 1988 | طابع بخلفية زرقاء تظهر فيه صورة جندي يرتدي خوذة ويحمل سلاحا وراء ظهره، وبجانبه صورة نوط على شكل نجمة ثمانية مكتوب فيها "6 كانون" وشريطه علم العراق، كما توجد أرقام السنتين "1921" و"1988"، وتوجد عبارة "ARMY DAY" باللغة الإنجليزية.                   |        | 30 فلسا  |              |
| 3 | 6 كانون الثاني 1988 | طابع بخلفية بنفسجية وفي الأعلى بنفسجية داكنة، فيها رقم "6" بخط كبير أخضر وداخل الرقم صورة صدام حسين، وتحته صورة جمع من الجنود مع كلمة "كانون"، وعلى جانبي الرقم "6" أرقام السنتين "1921" و"1988"، وتوجد عبارة "6 JANUUARY ARMY DAY" باللغة الإنجليزية. |        | 50 فلسا  |              |
| 4 | 6 كانون الثاني 1988 | طابع بخلفية وردية تظهر فيه صورة جندي يرتدي خوذة ويحمل سلاحا وراء ظهره، وبجانبه صورة نوط على شكل نجمة ثمانية مكتوب فيها "6 كانون" وشريطه علم العراق، كما توجد أرقام السنتين "1921" و"1988"، وتوجد عبارة "ARMY DAY" باللغة الإنجليزية.                   |        | 150 فلسا |              |

### إصدارات يوم الفن
أصدرت أربعة طوابع لمناسبة يوم الفن:
| # | تاريخ الإصدار       | الوصف | الصورة | القيمة  | كمية الإصدار |
| - | ------------------- | --- | ------ | ------- | ------------ |
| 5 | 8 كانون الثاني 1988 | طابع بخلفية وردية باهتة، يظهر فيه علم العراق بشكل حرف "V" مع صورة نصب الجندي المجهول وشعار يوم الفن وعبارة "يوم الفن" والقيثارة السومرية.                                                                         |        | 20 فلسا |              |
| 6 | 8 كانون الثاني 1988 | طابع بخلفية رمادية، تظهر في أعلاه صورة صدام حسين بخلفية بنية، وفي الوسط شريط برتقالي تظهر فيه صورة نوتة موسيقية وحمامة مع خطوط متموجة بألوان الطيف السبعة تنبعث من فوهة بندقية في أسفل الطابع، مع عبارة يوم الفن. |        | 30 فلسا |              |
| 7 | 8 كانون الثاني 1988 | طابع بخلفية زرقاء باهتة، يظهر فيه علم العراق بشكل حرف "V" مع صورة نصب الجندي المجهول وشعار يوم الفن وعبارة "يوم الفن" والقيثارة السومرية.                                                                         |        | 50 فلسا |              |
| 8 | 8 كانون الثاني 1988 | طابع بخلفية خضراء، تظهر في أعلاه صورة صدام حسين بخلفية بنية، وفي الوسط شريط برتقالي تظهر فيه صورة نوتة موسيقية وحمامة مع خطوط متموجة بألوان الطيف السبعة تنبعث من فوهة بندقية في أسفل الطابع، مع عبارة يوم الفن.  |        | 100 فلس |              |

كما أصدرت ورقة تذكارية:
| # | تاريخ الإصدار       | الوصف                                                                         | الصورة | القيمة   | كمية الإصدار |
| - | ------------------- | ----------------------------------------------------------------------------- | ------ | -------- | ------------ |
| - | 8 كانون الثاني 1988 | بطاقة بخلفية زرقاء، تظهر فيها صورة عود ومفاتيح بيانو ونقوش مع عبارة يوم الفن. |        | 150 فلسا |              |

### إصدارات الجيش الشعبي وثورة 8 شباط
أصدرت أربعة طوابع منها طابعين لمناسبة ذكرى ثورة 8 شباط وطابعين لمناسبة ذكرى تأسيس الجيش الشعبي.
| #  | تاريخ الإصدار | الوصف | الصورة | القيمة  | كمية الإصدار |
| -- | ------------- | --- | ------ | ------- | ------------ |
| 9  | 8 شباط 1988   | طابع بخلفية وردية متدرجة وشريط أسفل تركوازي اللون في عبارة "8 شباط ذكرى تأسيس الجيش الشعبي"، وتظهر في الطابع صورة الرئيس صدام حسين والرقم "8" بحجم كبير تظهر فيه صورتين لجنود متطوعين في الجيش الشعبي، علما أن الصورة العليا لجنديات إناث، وفي محيط الرقم "8" رقمي السنتين "1970" و"1988".                     |        | 20 فلسا |              |
| 10 | 8 شباط 1988   | طابع بخلفية برتقالية في جانبيه علمي العراق وفلسطين وفيه الرقم "8" كبير الحجم تظهر فيه أعلاه صورة صدام حسين وأرقام السنتين "1963" و"1988" وفي الوسط كلمة "شباط"، وفوق أسفل الرقم صورة طير جارح مصور على شكل خريطة الوطن العربي ومكتوب عليه "أمة عربية واحدة ذات رسالة خالدة" وعبارة "ذكرى 8 شباط ثورة المجيدة". |        | 30 فلسا |              |
| 11 | 8 شباط 1988   | طابع بخلفية زرقاء متدرجة وشريط أسفل أخضر اللون في عبارة "8 شباط ذكرى تأسيس الجيش الشعبي"، وتظهر في الطابع صورة الرئيس صدام حسين والرقم "8" بحجم كبير تظهر فيه صورتين لجنود متطوعين في الجيش الشعبي، علما أن الصورة العليا لجنديات إناث، وفي محيط الرقم "8" رقمي السنتين "1970" و"1988".                        |        | 50 فلسا |              |
| 12 | 8 شباط 1988   | طابع بخلفية زرقاء في جانبيه علمي العراق وفلسطين وفيه الرقم "8" كبير الحجم تظهر فيه أعلاه صورة صدام حسين وأرقام السنتين "1963" و"1988" وفي الوسط كلمة "شباط"، وفوق أسفل الرقم صورة طير جارح مصور على شكل خريطة الوطن العربي ومكتوب عليه "أمة عربية واحدة ذات رسالة خالدة" وعبارة "ذكرى 8 شباط ثورة المجيدة".    |        | 100 فلس |              |

### إصدارات منظمة الصحة العالمية
أصدرت أربعة طوابع لمناسبة الذكرى الأربعين تأسيس منظمة الصحة العالمية:
| #  | تاريخ الإصدار | الوصف | الصورة | القيمة  | كمية الإصدار |
| -- | ------------- | --- | ------ | ------- | ------------ |
| 13 | 7 نيسان 1988  | طابع بخلفية زرقاء، تظهر فيه أرقام السنتين "1948" و"1988" في مستطيلين أصفرين ورقم "40" وقد كتب صفرها بشكل شعار منظمة الصحة العالمية، مع عبارة "منظمة الصحة العالمية" وعبارة "الصحة للجميع عام 2000".                                                        |        | 20 فلسا |              |
| 14 | 7 نيسان 1988  | طابع بخلفية خضراء وفي أعلاه شريط أصفر تظهر فيه صورة شعار مرور أربعين سنة على تأسيس منظمة الصحة العالمية، مع صورة هلال أحمر مقلوب وصورة رسم لجمع من المواطنين تتقدمهم أم تحمل طفلها مع عبارة "الحملة الوطنية لزيادة الإنجاب" وعبارة "منظمة الصحة العالمية". |        | 40 فلسا |              |
| 15 | 7 نيسان 1988  | طابع بخلفية وردية، تظهر فيه أرقام السنتين "1948" و"1988" في مستطيلين أصفرين ورقم "40" وقد كتب صفرها بشكل شعار منظمة الصحة العالمية، مع عبارة "منظمة الصحة العالمية" وعبارة "الصحة للجميع عام 2000".                                                        |        | 90 فلسا |              |
| 16 | 7 نيسان 1988  | طابع بخلفية خضراء وفي أعلاه شريط أزرق تظهر فيه صورة شعار مرور أربعين سنة على تأسيس منظمة الصحة العالمية، مع صورة هلال أحمر مقلوب وصورة رسم لجمع من المواطنين تتقدمهم أم تحمل طفلها مع عبارة "الحملة الوطنية لزيادة الإنجاب" وعبارة "منظمة الصحة العالمية". |        | 100 فلس |              |

### إصدارات ذكرى تأسيس حزب البعث (1988)
أصدرت أربعة طوابع لمناسبة ذكرى تأسيس حزب البعث العربي الاشتراكي.
| #  | تاريخ الإصدار | الوصف | الصورة | القيمة   | كمية الإصدار |
| -- | ------------- | --- | ------ | -------- | ------------ |
| 17 | 7 نيسان 1988  | طابع ملون على شكل علم فلسطين، وهو نفسه علم حزب البعث العربي الاشتراكي، الجزء الأسود الأعلى منقوش بشكل جموع من المتظاهرين، وفي الوسط الجزء الأبيض فيه عبارة "ذكرى تأسيس حزب البعث العربي الاشتراكي"، وفي الجزء الأسفل الأخضر كلمة "نيسان" بلون أصفر، وتوجد سنبلتان على شكل "V" أو الرقم 7. |        | 20 فلسا  |              |
| 18 | 7 نيسان 1988  | طابع بخلفية خضراء، فيه دائرة غير مكتملة وسطها بنفسجي ثم أحمر فبرتقالي فأصفر، مكتوب في الجزء الأصفر "1947-1988 نيسان" والرقم "7" يقتطع جزءا من الدائرة وتكمل ثلاثة وردات مختلفة الألوان استدارة الدائرة، وفي الأسفل عبارة "ذكرى تأسيس حزب البعث العربي الاشتراكي".                         |        | 30 فلسا  |              |
| 19 | 7 نيسان 1988  | طابع ملون على شكل علم فلسطين، وهو نفسه علم حزب البعث العربي الاشتراكي، الجزء الأسود الأعلى منقوش بشكل جموع من المتظاهرين، وفي الوسط الجزء الأبيض فيه عبارة "ذكرى تأسيس حزب البعث العربي الاشتراكي"، وفي الجزء الأسفل الأخضر كلمة "نيسان" بلون أزرق، وتوجد سنبلتان على شكل "V" أو الرقم 7. |        | 50 فلسا  |              |
| 20 | 7 نيسان 1988  | طابع بخلفية زرقاء، فيه دائرة غير مكتملة وسطها بنفسجي ثم أحمر فبرتقالي فأصفر، مكتوب في الجزء الأصفر "1947-1988 نيسان" والرقم "7" يقتطع جزءا من الدائرة وتكمل ثلاثة وردات مختلفة الألوان استدارة الدائرة، وفي الأسفل عبارة "ذكرى تأسيس حزب البعث العربي الاشتراكي".                         |        | 150 فلسا |              |

### إصدارات يوم البيئة البحرية الإقليمي
أصدرت أربعة طوابع لمناسبة يوم البيئة البحرية الإقليمي، وقد حملت هذه الطوابع الأربعة شعار المنظمة الإقليمية لحماية البيئة البحرية، وهي منظمة تهدف إلى حماية البيئة البحرية في المنطقة البحرية للدول الثمانية المطلة على الخليج العربي من التلوث بالزيت والمواد الضارة السامة الناشئة من النشاطات البشرية في البر والبحر. والدول المشاركة هي العراق والبحرين والكويت وعمان وقطر والمملكة العربية السعودية والإمارات العربية المتحدة وإيران.
| #  | تاريخ الإصدار | الوصف | الصورة | القيمة  | كمية الإصدار |
| -- | ------------- | --- | ------ | ------- | ------------ |
| 21 | 24 نيسان 1988 | طابع خلفيته في الأعلى صفراء وفي الأسفل زرقاء، يظهر فيه شعار المنظمة الإقليمية لحماية البيئة البحرية وخريطة العراق الملونة بعلم العراق وعبارة "يوم البيئة البحرية الإقليمي 24 نيسان 1988".                                          |        | 20 فلسا |              |
| 22 | 24 نيسان 1988 | طابع جزؤه الأعلى بلون أزرق تظهر فيه صورة ثلاث سمكات على سظح الماء مع عبارة "أنقذونا من التلوث" وشعار المنظمة الإقليمية لحماية البيئة البحرية وخريطة العراق الملونة بعلم العراق وعبارة "يوم البيئة البحرية الإقليمي 24 نيسان 1988". |        | 40 فلسا |              |
| 23 | 24 نيسان 1988 | طابع خلفيته في الأعلى وردية وفي الأسفل زرقاء، يظهر فيه شعار المنظمة الإقليمية لحماية البيئة البحرية وخريطة العراق الملونة بعلم العراق وعبارة "يوم البيئة البحرية الإقليمي 24 نيسان 1988".                                          |        | 90 فلسا |              |
| 24 | 24 نيسان 1988 | طابع جزؤه الأعلى بلون وردي تظهر فيه صورة ثلاث سمكات على سظح الماء مع عبارة "أنقذونا من التلوث" وشعار المنظمة الإقليمية لحماية البيئة البحرية وخريطة العراق الملونة بعلم العراق وعبارة "يوم البيئة البحرية الإقليمي 24 نيسان 1988". |        | 100 فلس |              |

### إصدارات ميلاد الرئيس صدام حسين (1988)
أصدرت أربعة طوابع لمناسبة ذكرى ميلاد الرئيس صدام حسين:
| #  | تاريخ الإصدار | الوصف | الصورة | القيمة  | كمية الإصدار |
| -- | ------------- | --- | ------ | ------- | ------------ |
| 25 | 28 نيسان 1988 | طابع بخلفية أرجوانية والجزء الأسفل بلون أخضر تظهر فيه نجمة ثمانية تتوسطها صورة صدام حسين مع عبارة "ذكرى ميلاد السيد الرئيس القائد صدام حسين 1988"، وفي الأسفل مكتوب "28 نيسان". |        | 20 فلسا |              |
| 26 | 28 نيسان 1988 | طابع بخلفية بيضاء في صورة صدام حسين محاظة بخطوط زرقاء وتحتها ثلاثة أياد تحمل ورودا مع عبارة "ذكرى ميلاد السيد الرئيس القائد صدام حسين 1988".                                    |        | 30 فلسا |              |
| 27 | 28 نيسان 1988 | طابع بخلفية زرقاء والجزء الأسفل بلون أخضر تظهر فيه نجمة ثمانية تتوسطها صورة صدام حسين مع عبارة "ذكرى ميلاد السيد الرئيس القائد صدام حسين 1988"، وفي الأسفل مكتوب "28 نيسان".    |        | 50 فلسا |              |
| 28 | 28 نيسان 1988 | طابع بخلفية بيضاء في صورة صدام حسين محاظة بخطوط صفراء وتحتها ثلاثة أياد تحمل ورودا مع عبارة "ذكرى ميلاد السيد الرئيس القائد صدام حسين 1988".                                    |        | 100 فلس |              |

كما أصدرت بطاقة تذكارية:
| # | تاريخ الإصدار | الوصف | الصورة | القيمة   | كمية الإصدار |
| - | ------------- | --- | ------ | -------- | ------------ |
| - | 28 نيسان 1988 | بظاقة تذكارية بخلفية بيضاء في صورة صدام حسين وراءها شمس مع باقة ورد محاظة بعلمي العراق وفلسطين على شكل قلب حب، مع عبارة "ذكرى ميلاد السيد الرئيس القائد صدام حسين 1988". |        | 150 فلسا |              |

### إصدارات مدرسة بلاط الشهداء
أصدرت أربعة طوابع مع بطاقة تذكارية تضم طابعا تخلد قصف مدرسة بلاط الشهداء في 13 تشرين الأول 1987:
| #  | تاريخ الإصدار  | الوصف | الصورة | القيمة  | كمية الإصدار |
| -- | -------------- | --- | ------ | ------- | ------------ |
| 29 | 25 حزيران 1988 | طابع بخلفية رمادية، تظهر فيه صورة صاروخ أسود مكتوب في طرفه "خميني" باللغة الإنجليزية وفي وسط الطابع عبارة "No!" مع صورة كتاب مفتوح في إحدى صفحتيه الظاهر طوق ورد وعبارة "مدرسة بلاط الشهداء" و"13 \ 10 \ 1987"، وفي الصفحة الأخرى صورة مبنى مدرسة محظم وطفل مصاب.      |        | 20 فلسا |              |
| 30 | 25 حزيران 1988 | طابع بإطار وردي يظهر حادث الانفجار وفزع طفلة منه وبجانبها علم العراق مع تحطم لافتة مدرسة بلاط الشهداء مع صورة حقيبة مدرسية وفي الأسفل عبارة "مدرسة بلاط الشهداء". |        | 40 فلسا |              |
| 31 | 25 حزيران 1988 | طابع بخلفية وردية باهتة، تظهر فيه صورة صاروخ أسود مكتوب في طرفه "خميني" باللغة الإنجليزية وفي وسط الطابع عبارة "No!" مع صورة كتاب مفتوح في إحدى صفحتيه الظاهر طوق ورد وعبارة "مدرسة بلاط الشهداء" و"13 \ 10 \ 1987"، وفي الصفحة الأخرى صورة مبنى مدرسة محظم وطفل مصاب. |        | 90 فلسا |              |
| 32 | 25 حزيران 1988 | طابع بإطار بني يظهر حادث الانفجار وفزع طفلة منه وبجانبها علم العراق مع تحطم لافتة مدرسة بلاط الشهداء مع صورة حقيبة مدرسية وفي الأسفل عبارة "مدرسة بلاط الشهداء". |        | 100 فلس |              |

أما البطاقة التي تضم الطابع:
| #  | تاريخ الإصدار  | الوصف | الصورة | القيمة   | كمية الإصدار |
| -- | -------------- | --- | ------ | -------- | ------------ |
| 33 | 25 حزيران 1988 | بطاقة بطابع واحد، حاشية البطاقة بيضاء، والطابع بإطار أحمر وخلفية رمادية اللون، تظهر صورة يد مشعرة بإظافر طويلة تحمل رأس طفل نازف مع صورة علم إيران في طرف اليد، مع عبارة "مدرسة بلاط الشهداء" وتاريخ "13.10.1988". |        | 150 فلسا |              |

### إصدارات أعياد تموز (1988)
أصدرت أربعة طوابع بمناسبة أعياد تموز مع بطاقة:
| #  | تاريخ الإصدار | الوصف | الصورة | القيمة   | كمية الإصدار |
| -- | ------------- | --- | ------ | -------- | ------------ |
| 34 | 17 تموز 1988  | طابع بخلفية خضراء تظهر فيها صورة يد تمسك برسم يرمز إلى البرق وبجانبه كلمة "تموز" وفي أسفل اليد علم العراق وفي الأعلى عبارة "ذكرى أعياد تموز وتسلم السيد الرئيس القائد صدام حسين الموقع الأول في قيادة الحزب والدولة".                              |        | 50 فلسا  |              |
| 35 | 17 تموز 1988  | طابع في الأعلى أصفر اللون في وفي الأسفل كثبان رملية وصورة الرئيس صدام حسين وبجانبه خريطة العراق بلون أصفر مكتوب فيها "17-30 تموز" وفي الأعلى عبارة "ذكرى أعياد تموز وتسلم السيد الرئيس القائد صدام حسين الموقع الأول في قيادة الحزب والدولة".      |        | 90 فلسا  |              |
| 36 | 17 تموز 1988  | طابع بخلفية زرقاء تظهر فيها صورة يد تمسك برسم يرمز إلى البرق وبجانبه كلمة "تموز" وفي أسفل اليد علم العراق وفي الأعلى عبارة "ذكرى أعياد تموز وتسلم السيد الرئيس القائد صدام حسين الموقع الأول في قيادة الحزب والدولة".                              |        | 100 فلس  |              |
| 37 | 17 تموز 1988  | طابع في الأعلى أخضر مصفر اللون في وفي الأسفل كثبان رملية وصورة الرئيس صدام حسين وبجانبه خريطة العراق بلون أصفر مكتوب فيها "17-30 تموز" وفي الأعلى عبارة "ذكرى أعياد تموز وتسلم السيد الرئيس القائد صدام حسين الموقع الأول في قيادة الحزب والدولة". |        | 150 فلسا |              |

أما البطاقة التذكارية:
| # | تاريخ الإصدار | الوصف | الصورة | القيمة   | كمية الإصدار |
| - | ------------- | --- | ------ | -------- | ------------ |
| - | 17 تموز 1988  | بطاقة بلون بنفسجي تظهر فيها صورة صدام حسين وشعار العراق وعلم العراق وعبارة "17-30 تموز 1988" مع عبارة "ذكرى أعياد تموز وتسلم السيد الرئيس القائد صدام حسين الموقع الأول في قيادة الحزب والدولة". |        | 250 فلسا |              |

### إصدارات الحج (1988)
أصدرت ثلاثة طوابع لمناسبة موسم الحج عام 1988:
| #  | تاريخ الإصدار | الوصف | الصورة | القيمة   | كمية الإصدار |
| -- | ------------- | --- | ------ | -------- | ------------ |
| 38 | 24 تموز 1988  | طابع بخلفية صفراء تظهر في أعلاه صورة صدام حسين يستلم الحجر الأسود، والصورة السفلى لمسجد مع حجاج محرمين وغير محرمين مع كلمة "الحج". |        | 90 فلسا  |              |
| 39 | 24 تموز 1988  | طابع بخلفية وردية تظهر في أعلاه صورة صدام حسين يستلم الحجر الأسود، والصورة السفلى لمسجد مع حجاج محرمين وغير محرمين مع كلمة "الحج". |        | 100 فلس  |              |
| 40 | 24 تموز 1988  | طابع بخلفية زرقاء تظهر في أعلاه صورة صدام حسين يستلم الحجر الأسود، والصورة السفلى لمسجد مع حجاج محرمين وغير محرمين مع كلمة "الحج". |        | 150 فلسا |              |

### إصدارات مدن العراق
أصدرت ثلاثة طوابع، كل منها يعبر عن مدينة عراقية:
| #  | تاريخ الإصدار | الوصف | الصورة | القيمة   | كمية الإصدار |
| -- | ------------- | --- | ------ | -------- | ------------ |
| 41 | 31 تموز 1988  | طابع "الموصل" تظهر فيه احدى معالم مدينة الموصل التاريخية مع كلمة "نينوى".                                   |        | 50 فلسا  |              |
| 42 | 31 تموز 1988  | طابع "البصرة" تظهر فيه صورة تعبر عن البصرة وشناشيلها وفوهة بندقية وجذع نخلة، مع عبارة "البصرة مدينة المدن". |        | 100 فلس  |              |
| 43 | 31 تموز 1988  | طابع "بغداد" فيه صورة أسطرلاب وصورة تعبر عن معالم بغداد.                                                    |        | 150 فلسا |              |

### إصدارات الرئيس صدام حسين الموشحة
وشحت بعض طوابع إصدارات الرئيس صدام حسين بعبارة "انتصر العراق" وتاريخ "8 \ 8 \ 1988".
| #  | تاريخ الإصدار | الوصف | الصورة | القيمة   | كمية الإصدار |
| -- | ------------- | --- | ------ | -------- | ------------ |
| 44 | 8 آب 1988     | طابع بإطار أخضر غامق، تظهر فيه صورة صدام حسين بخلفية صفراء، مع توشبح بعبارة "انتصر العراق" وتاريخ "8 \ 8 \ 1988".   |        | 250 فلسا |              |
| 45 | 8 آب 1988     | طابع بإطار بني برتقالي، تظهر فيه صورة صدام حسين بخلفية صفراء، مع توشبح بعبارة "انتصر العراق" وتاريخ "8 \ 8 \ 1988". |        | 350 فلسا |              |

### إصدارات "انتصر العراق"
أصدرت ثلاثة طوابع بمناسبة انتهاء حرب الخليج الأولى:
| #  | تاريخ الإصدار | الوصف | الصورة | القيمة   | كمية الإصدار |
| -- | ------------- | --- | ------ | -------- | ------------ |
| 46 | 8 آب 1988     | طابع تظهر فيه صورة صدام حسين وخريطة الوطن العربي بلون أخضر، وفي الخلفية تخطيط تعبيري لرايات وجنود معاصرين وتاريخيين بلون بنفسجي، مع عبارة "انتصر العراق" وتاريخ "8 \ 8 \ 1988". |        | 50 فلسا  |              |
| 47 | 8 آب 1988     | طابع تظهر فيه صورة صدام حسين وخريطة الوطن العربي بلون أخضر، وفي الخلفية تخطيط تعبيري لرايات وجنود معاصرين وتاريخيين بلون وردي، مع عبارة "انتصر العراق" وتاريخ "8 \ 8 \ 1988".   |        | 100 فلس  |              |
| 48 | 8 آب 1988     | طابع تظهر فيه صورة صدام حسين وخريطة الوطن العربي بلون أخضر، وفي الخلفية تخطيط تعبيري لرايات وجنود معاصرين وتاريخيين بلون رمادي، مع عبارة "انتصر العراق" وتاريخ "8 \ 8 \ 1988".  |        | 150 فلسا |              |

### إصدارات القوة البحرية العراقية
أصدرت أربعة طوابع بمناسبة يوم القوة البحرية العراقية:
| #  | تاريخ الإصدار | الوصف | الصورة | القيمة  | كمية الإصدار |
| -- | ------------- | --- | ------ | ------- | ------------ |
| 49 | 12 آب 1988    | طابع بخلفية رمادية يظهر فيه شعار القوة البحرية العراقية مع عبارة "يوم القوة البحرية العراقية 1988" في أعلى الطابع.                                                                                                 |        | 50 فلسا |              |
| 50 | 12 آب 1988    | طابع بإطار بني مصفر، تظهر فيه خريطة الخليج العربي مع صورة آليات عسكرية بحرية تابعة للقوة البحرية العراقية، وفي أعلى الطابع يظهر فيه شعار القوة البحرية العراقية مع عبارة "ذكرى تأسيس القوة البحرية العراقية 1988". |        | 90 فلسا |              |
| 51 | 12 آب 1988    | طابع بخلفية وردية يظهر فيه شعار القوة البحرية العراقية مع عبارة "يوم القوة البحرية العراقية 1988" في أعلى الطابع.                                                                                                  |        | 100 فلس |              |
| 52 | 12 آب 1988    | طابع بإطار رمادي، تظهر فيه خريطة الخليج العربي مع صورة آليات عسكرية بحرية تابعة للقوة البحرية العراقية، وفي أعلى الطابع يظهر فيه شعار القوة البحرية العراقية مع عبارة "ذكرى تأسيس القوة البحرية العراقية 1988".    |        | 150 فلس |              |

كما أصدرت بطاقة تذكارية:
| # | تاريخ الإصدار | الوصف | الصورة | القيمة   | كمية الإصدار |
| - | ------------- | --- | ------ | -------- | ------------ |
| - | 12 آب 1988    | بطاقة تذكارية بخلفية زرقاء داكنة، تظهر فيها صورة الرئيس صدام حسين يمنح أنواطا لثلاثة من ضباط القوة البحرية العراقية، مع شعار القوة البحرية العراقية وعبارة "يوم القوة البحرية العراقية 1988". |        | 250 فلسا |              |

### إصدارات تحرير الفاو
أصدر طابعان لمناسبة تحرير الفاو التي استعادها العراق من الاحتلال الإيراني بعد معركة تحريرها في 17 نيسان 1988:
| #  | تاريخ الإصدار | الوصف | الصورة | القيمة   | كمية الإصدار |
| -- | ------------- | --- | ------ | -------- | ------------ |
| 53 | 1 أيلول 1988  | طابع بإطار بني وخريطة الوطن العربي بلون أخضر محاطة بلون أزرق غامق عليها خريطة العراق وخريطة فلسين بلون أصفر تخرج منهما يدان تمسكان بسارية علم العراق، مع عبارة "تحرير الفاو".   |        | 100 فلس  |              |
| 54 | 1 أيلول 1988  | طابع بإطار رمادي وخريطة الوطن العربي بلون أخضر محاطة بلون أزرق غامق عليها خريطة العراق وخريطة فلسين بلون أصفر تخرج منهما يدان تمسكان بسارية علم العراق، مع عبارة "تحرير الفاو". |        | 150 فلسا |              |

مع بطاقة
| # | تاريخ الإصدار | الوصف | الصورة | القيمة  | كمية الإصدار |
| - | ------------- | --- | ------ | ------- | ------------ |
| - | 1 أيلول 1988  | بطاقة تذكارية بإطار أزرق غامق، في خلفيتها صورة الرئيس صدام حسين وعليها النص الكامل لبيان (3147) الصادر من القيادة العامة للقوات المسلحة في 18 نيسان 1988 بمناسبة تحرير الفاو، وفي الزاوية اليمنى السفلى علم العراق وعبارة "تحرير الفاو". |        | 500 فلس |              |

### إصدارات صاروخ الحسين
أصدر طابعان تحتفي بصاروخ الحسين:
| #  | تاريخ الإصدار | الوصف | الصورة | القيمة  | كمية الإصدار |
| -- | ------------- | --- | ------ | ------- | ------------ |
| 55 | 10 أيلول 1988 | طابع بخلفية زرقاء غامقة وفي الأسفل شريط أزرق فاتح اللون، تظهر في الطابع خريطة العراق بلون أخضر ينطق منها صاروخ مكتوب تحته "صاروخ الحسين"، مع جناحان إلى جانب خريطة العراق. |        | 100 فلس |              |
| 56 | 10 أيلول 1988 | طابع بخلفية زرقاء وفي الأسفل شريط أزرق فاتح اللون، تظهر في الطابع خريطة العراق بلون أخضر ينطق منها صاروخ مكتوب تحته "صاروخ الحسين"، مع جناحان إلى جانب خريطة العراق.       |        | 150 فلس |              |

كما أصدرت بطاقة تذكارية:
| # | تاريخ الإصدار | الوصف | الصورة | القيمة  | كمية الإصدار |
| - | ------------- | --- | ------ | ------- | ------------ |
| - | 10 أيلول 1988 | بطاقة تذكارية بحاشية سوداء، تظهر فيها خريطة العراق تتوسطها صورة صدام حسين وينطلق منها صاروخان أحدهما مكتوب عليه "الحسين" والآخر مكتوب عليه "العباس"، مع عبارة "صاروخ الحسين" في أسفل البطاقة. |        | 500 فلس |              |

### إصدارات دورة الألعاب الأولمبية (1988)
أصدر طابعان لمناسبة دورة الألعاب الأولمبية الصيفية في سيئول عام 1988.
| #  | تاريخ الإصدار | الوصف | الصورة | القيمة   | كمية الإصدار |
| -- | ------------- | --- | ------ | -------- | ------------ |
| 57 | 19 أيلول 1988 | طابع ملون بألوان الطيف، تظهر فيه صورة ملاكم وشعار دورة الألعاب الأولمبية وصورة صورة الببر "هودوري" (تميمة البطولة) مع عبارة "سيئول 1988". |        | 100 فلس  |              |
| 58 | 19 أيلول 1988 | طابع بخلفية خضراء يظهر فيه علم العراق وشعار دورة الألعاب الأولمبية والحلقات الأولمبية مع عبارة "سيئول 1988".                              |        | 150 فلسا |              |

كذلك أصدرت بطاقة تذكارية:
| # | تاريخ الإصدار | الوصف | الصورة | القيمة  | كمية الإصدار |
| - | ------------- | --- | ------ | ------- | ------------ |
| - | 19 أيلول 1988 | بطاقة تذكارية بخلفية بنية فيها صورة بخفية صفراء يظهر فيها عدي صدام حسين بسلم كأس بطولة إلى صدام حسين وفي يمين البطاقة علم العراق وفي الزاوية صورة الببر "هودوري" وأسفل البطاقة خمس كرات ملونة مع عبارة "سيئول 1988" وفي أعلى اليسار شعار بالدورة الأولمبية. |        | 500 فلس |              |

### إصدارات مهرجان بابل
أصدر طابعان لمناسبة انعقاد مهرجان بابل الدولي الثاني:
| #  | تاريخ الإصدار | الوصف | الصورة | القيمة   | كمية الإصدار |
| -- | ------------- | --- | ------ | -------- | ------------ |
| 59 | 30 أيلول 1988 | طابع بخلفية وردية تظهر فيه صورة ثلاث نساء يؤدين عرضا فنيا مع صورة رأس الثور الموجود في القيثارة السومرية وعبارة "مهرجان بلبل الدولي الثاني 1988". |        | 100 فلس  |              |
| 60 | 30 أيلول 1988 | طابع بخلفية زرقاء تظهر فيه صورة ثلاث نساء يؤدين عرضا فنيا مع صورة رأس الثور الموجود في القيثارة السومرية وعبارة "مهرجان بلبل الدولي الثاني 1988". |        | 150 فلسا |              |

كما أصدرت بطاقة تذكارية:
| # | تاريخ الإصدار | الوصف | الصورة | القيمة  | كمية الإصدار |
| - | ------------- | --- | ------ | ------- | ------------ |
| - | 30 أيلول 1988 | بطاقة بخلفية زرقاء، تظهر فيها صورة شعار مهرجان بابل ورموز مسمارية، مع عبارة "مهرجان بابل الدولي الثاني 1988" في دائرة ذهبية. |        | 500 فلس |              |

### إصدارات المولد النبوي
أصدرت ثلاثة طوابع لمناسبة ذكرى المولد النبوي:
| #  | تاريخ الإصدار       | الوصف | الصورة | القيمة     | كمية الإصدار |
| -- | ------------------- | --- | ------ | ---------- | ------------ |
| 61 | 12 تشرين الأول 1988 | طابع متعدد الألوان فيه صورة هلال وعبارة "محمد رسول الله" ومنظر غروب تظهر فيه جمال ونخيل، وفي الأسفل شريط أصفر مع عبارة "عيد المولد النبوي الشريف". |        | 100 فلس    |              |
| 62 | 12 تشرين الأول 1988 | طابع متعدد الألوان فيه صورة هلال وعبارة "محمد رسول الله" ومنظر غروب تظهر فيه جمال ونخيل، وفي الأسفل شريط أزرق مع عبارة "عيد المولد النبوي الشريف". |        | 150 فلسا   |              |
| 63 | 12 تشرين الأول 1988 | طابع متعدد الألوان فيه صورة هلال وعبارة "محمد رسول الله" ومنظر غروب تظهر فيه جمال ونخيل، وفي الأسفل شريط اخضر مع عبارة "عيد المولد النبوي الشريف". |        | دينار واحد |              |

### إصدارات يوم الشهيد (1988)
| #  | تاريخ الإصدار      | الوصف | الصورة | القيمة   | كمية الإصدار |
| -- | ------------------ | --- | ------ | -------- | ------------ |
| 64 | 1 كانون الأول 1988 | طابع تظهر فيه صورة يد ملونة بالعلم العراقي تحمل شمعة فوقها عبارة "الشهداء أكرم منا جميعا"، والخلفية متعددة الألوان، فحول الشمعة خلفية بيضاء، وحولها لون أزرق ثم أزرق فاتح ، وجانبي الطابع بلون أخضر، وفي أسفل الطابع عبارة "يوم الشهيد 1-12-988".  |        | 100 فلس  |              |
| 65 | 1 كانون الأول 1988 | طابع تظهر فيه صورة يد ملونة بالعلم العراقي تحمل شمعة فوقها عبارة "الشهداء أكرم منا جميعا"، والخلفية متعددة الألوان، فحول الشمعة خلفية بيضاء، وحولها لون أزرق ثم أزرق فاتح ، وجانبي الطابع بلون رمادي، وفي أسفل الطابع عبارة "يوم الشهيد 1-12-988". |        | 150 فلسا |              |
| 66 | 1 كانون الأول 1988 | طابع تظهر فيه صورة يد ملونة بالعلم العراقي تحمل شمعة فوقها عبارة "الشهداء أكرم منا جميعا"، والخلفية متعددة الألوان، فحول الشمعة خلفية بيضاء، وحولها لون أزرق ثم أزرق فاتح ، وجانبي الطابع بلون بني، وفي أسفل الطابع عبارة "يوم الشهيد 1-12-988".   |        | 500 فلس  |              |

## إصدارات 1989
بلغ عدد إصدارات سنة 1989 واحد وعشرين إصدارا وقد ضمت 63 طابعا.

### إصدارات عيد الشرطة (1989)
أصدرت ثلاثة طوابع في ذكرى عيد الشرطة أو عيد قوى الأمن الداخلي:
| # | تاريخ الإصدار       | الوصف | الصورة | القيمة   | كمية الإصدار |
| - | ------------------- | --- | ------ | -------- | ------------ |
| 1 | 9 كانون الثاني 1989 | طابع ملون يظهر مشهدا لعبور مرأة وطفلين الشارع من خطوط العبور وهم محاطون بيدين مع وجود مركبة حمراء متوقفة، مع عبارة "رب اجعل هذا البلد آمنا" وعبارة "عيد قوى الأمن الداخلي 1989"، ويحيط بالطابع خط أسود.         |        | 50 فلسا  |              |
| 2 | 9 كانون الثاني 1989 | طابع ملون يظهر مشهدا لعبور مرأة وطفلين الشارع من خطوط العبور وهم محاطون بيدين مع وجود مركبة حمراء متوقفة، مع عبارة "رب اجعل هذا البلد آمنا" وعبارة "عيد قوى الأمن الداخلي 1989"، ويحيط بالطابع خط رمادي.        |        | 100 فلس  |              |
| 3 | 9 كانون الثاني 1989 | طابع ملون يظهر مشهدا لعبور مرأة وطفلين الشارع من خطوط العبور وهم محاطون بيدين مع وجود مركبة حمراء متوقفة، مع عبارة "رب اجعل هذا البلد آمنا" وعبارة "عيد قوى الأمن الداخلي 1989"، ويحيط بالطابع خط زيتوني اللون. |        | 150 فلسا |              |

### إصدارات التوفير المدرسي
أصدرت ثلاثة طوابع تختص بالتوفير المدرسي:
| # | تاريخ الإصدار        | الوصف | الصورة | القيمة   | كمية الإصدار |
| - | -------------------- | --- | ------ | -------- | ------------ |
| 4 | 28 كانون الثاني 1989 | طابع بخلفية بيضاء وإطار أزرق تظهر في وسطها صورة أربعة من الأطفال وصور عملات نقدية عراقية وقاصة وصورة مدخنتي مصانع، وهذا الطابع الوحيد ضمن مجموعته يحتوي على كلمة "بريد". |        | 50 فلسا  |              |
| 5 | 28 كانون الثاني 1989 | طابع بخلفية بيضاء تظهر في وسطها صورة أربعة من الأطفال وصور عملات نقدية عراقية وقاصة وصورة مدخنتي مصانع، ولا توجد على الطابع كلمة "بريد".                                 |        | 100 فلسا |              |
| 6 | 28 كانون الثاني 1989 | طابع بخلفية زرقاء تظهر في وسطها صورة أربعة من الأطفال وصور عملات نقدية عراقية وقاصة وصورة مدخنتي مصانع، ولا توجد على الطابع كلمة "بريد".                                 |        | 150 فلسا |              |

### إصدارات مجلس التعاون العربي
أصدر طابعان تحتفي بمجلس التعاون العربي:
| # | تاريخ الإصدار | الوصف | الصورة | القيمة   | كمية الإصدار |
| - | ------------- | --- | ------ | -------- | ------------ |
| 7 | 16 شباط 1989  | طابع يظهر أعلام وحكام الدول الأربع الأعضاء في مجلس التعاون العربي رافعين أيديهم، وهم من اليمين حسني مبارك رئيس مصر وصدام حسين رئيس العراق والحسين بن طلال ملك الأردن وعلي عبد الله صالح رئيس اليمن الشمالي مع شعار المجلس وعبارة "مجلس العاون العربي".      |        | 100 فلس  |              |
| 8 | 16 شباط 1989  | طابع يظهر أعلام وحكام الدول الأربع الأعضاء في مجلس التعاون العربي لابسين أوشحة حمراء، وهم من اليمين حسني مبارك رئيس مصر وصدام حسين رئيس العراق والحسين بن طلال ملك الأردن وعلي عبد الله صالح رئيس اليمن الشمالي مع شعار المجلس وعبارة "مجلس العاون العربي". |        | 150 فلسا |              |

### إصدارات ذكرى تحرير الفاو
أصدر طابعان لمناسبة الذكرى الأولى لتحرير الفاو:
| #  | تاريخ الإصدار | الوصف | الصورة | القيمة   | كمية الإصدار |
| -- | ------------- | --- | ------ | -------- | ------------ |
| 9  | 17 نيسان 1989 | طابع بخلفية زرقاء وفي الأسفل زرقاء داكنة فيه عبارة "تحرير الفاو 1988-1989" مع كلمة "فاو" مكتوبة على الرقم "598" الذي يعبر عن قرار مجلس الأمن التابع للأمم المتحدة رقم 598. |        | 100 فلس  |              |
| 10 | 17 نيسان 1989 | طابع بخلفية وردية وفي الأسفل وردية داكنة فيه عبارة "تحرير الفاو 1988-1989" مع كلمة "فاو" مكتوبة على الرقم "598" الذي يعبر عن قرار مجلس الأمن التابع للأمم المتحدة رقم 598. |        | 150 فلسا |              |

كما أصدرت بطاقة تذكارية:
| # | تاريخ الإصدار | الوصف | الصورة | القيمة   | كمية الإصدار |
| - | ------------- | --- | ------ | -------- | ------------ |
| - | 17 نيسان 1989 | بطاقة تذكارية بحاشية صفراء وخلفية زرقاء مع صورة تقويم تنتزع الورقة الأمامية منه والتي تحمل تاريخ "18 نيسان 1988" وتظهر تحتها ورقة تحمل تاريخ "1989" مع عبارة "الذكرى السنوية الأولى لتحرير الفاو". |        | 250 فلسا |              |

### إصدارات ميلاد الرئيس صدام حسين (1989)
أصدر طابعان لمناسبة ذكرى ميلاد الرئيس صدام حسين:
| #  | تاريخ الإصدار | الوصف | الصورة | القيمة   | كمية الإصدار |
| -- | ------------- | --- | ------ | -------- | ------------ |
| 11 | 28 نيسان 1989 | طابع بخلفية تركوازية منقوشة تظهر فيها صورة صدام حسين وفي أسفلها ورود، مع تاريخ "28 نيسان 1937 - 1989"، وفي اليسار شكل أصفر فيه عبارة "ذكرى ميلاد السيد الرئيس صدام حسين". |        | 100 فلس  |              |
| 12 | 28 نيسان 1989 | طابع بخلفية بنية منقوشة تظهر فيها صورة صدام حسين وفي أسفلها ورود، مع تاريخ "28 نيسان 1937 - 1989"، وفي اليسار شكل أصفر فيه عبارة "ذكرى ميلاد السيد الرئيس صدام حسين".     |        | 150 فلسا |              |

كما أصدرت بطاقة تذكارية:
| # | تاريخ الإصدار | الوصف | الصورة | القيمة   | كمية الإصدار |
| - | ------------- | --- | ------ | -------- | ------------ |
| - | 28 نيسان 1989 | بطاقة بخلفية رمادية فيها صورة صدام حسين محاطة بسعفتين وتحته عبارة "28 نيسان 1989 ذكرى ميلاد السيد الرئيس صدام حسين". |        | 250 فلسا |              |

### إصدارات عدنان خير الله
أصدرت ثلاثة طوابع في ذكرى وزير الدفاع عدنان خير الله:
| #  | تاريخ الإصدار | الوصف | الصورة | القيمة   | كمية الإصدار |
| -- | ------------- | --- | ------ | -------- | ------------ |
| 13 | 6 أيار 1989   | طابع بإطار بني تظهر فيه صورة عدنان خير الله مع عبارة "ذكرى المغفور له الفريق الأول الركن عدنان خير الله نائب القائد العام للقوات المسلحة وزير الدفاع"      |        | 50 فلسا  |              |
| 14 | 6 أيار 1989   | طابع بإطار بني محمر تظهر فيه صورة عدنان خير الله مع عبارة "ذكرى المغفور له الفريق الأول الركن عدنان خير الله نائب القائد العام للقوات المسلحة وزير الدفاع" |        | 100 فلس  |              |
| 15 | 6 أيار 1989   | طابع بإطار رصاصي تظهر فيه صورة عدنان خير الله مع عبارة "ذكرى المغفور له الفريق الأول الركن عدنان خير الله نائب القائد العام للقوات المسلحة وزير الدفاع"    |        | 150 فلسا |              |

### إصدارات إعادة إعمار البصرة
أصدر طابعان يحتفيان بحملة إعادة إعمار البصرة:
| #  | تاريخ الإصدار  | الوصف | الصورة | القيمة   | كمية الإصدار |
| -- | -------------- | --- | ------ | -------- | ------------ |
| 16 | 14 حزيران 1989 | طابع بشريط أعلى تركوازي اللون، يظهر صورة تعبر عن معالم البصرة وصورة الرئيس صدام حسين يحمل مسحاة مع عبارة "الإنتهاء من الحملة الكبرى لإعادة إعمار البصرة مدينة المدن 14 \ 6 \ 1989". |        | 100 فلس  |              |
| 17 | 14 حزيران 1989 | طابع بشريط أعلى أزرق اللون، يظهر صورة تعبر عن معالم البصرة وصورة الرئيس صدام حسين يحمل مسحاة مع عبارة "الإنتهاء من الحملة الكبرى لإعادة إعمار البصرة مدينة المدن 14 \ 6 \ 1989".    |        | 150 فلسا |              |

### إصدارات إعادة إعمار الفاو
أصدر طابعان يحتفيان بحملة إعادة إعمار الفاو:
| #  | تاريخ الإصدار  | الوصف | الصورة | القيمة   | كمية الإصدار |
| -- | -------------- | --- | ------ | -------- | ------------ |
| 18 | 25 حزيران 1989 | طابع بشريطين علوي وسفلي بلون بنفسجي مع صورة تعبر عن حملة إعادة إعمار مدينة الفاو وعبارة "بدء إعادة إعمار الفاو مدينة الفداء وبوابة النصر العظيم 25 \ 6 \ 1989".       |        | 100 فلس  |              |
| 19 | 25 حزيران 1989 | طابع بشريطين علوي وسفلي بلون برتقالي مصفر مع صورة تعبر عن حملة إعادة إعمار مدينة الفاو وعبارة "بدء إعادة إعمار الفاو مدينة الفداء وبوابة النصر العظيم 25 \ 6 \ 1989". |        | 150 فلسا |              |

### إصدارات لوحة المرأة
أصدرت أربعة طوابع تظهر عليه لوحة الفنان نزار سليم، حيث تظهر فيها صورة رجل يرتقي النخلة ويجني التمر بينما تحمل مرأتان التمر واحدة فوق رأسها والأخرى بين يديها.
| #  | تاريخ الإصدار  | الوصف | الصورة | القيمة     | كمية الإصدار |
| -- | -------------- | --- | ------ | ---------- | ------------ |
| 20 | 25 حزيران 1989 | طابع بإطار أصفر تتوسطه لوحة الفنان نزار سليم.                                                              |        | 100 فلس    |              |
| 21 | 25 حزيران 1989 | طابع بإطار بنفسجي تتوسطه لوحة الفنان نزار سليم.                                                            |        | 150 فلسا   |              |
| 22 | 25 حزيران 1989 | طابع بإطار أزرق تتوسطه لوحة الفنان نزار سليم.                                                              |        | دينار واحد |              |
| 23 | 25 حزيران 1989 | طابع بإطار أبيض تتوسطه لوحة الفنان نزار سليم. ويوجد إصدار منه بخطأ لم تطبع فيه قيمة الطابع باللغة العربية. |        | 5 دنانير   |              |

### إصدارات أعياد تموز (1989)
أصدرت ثلاثة طوابع في مناسبة أعياد تموز:
| #  | تاريخ الإصدار | الوصف | الصورة | القيمة   | كمية الإصدار |
| -- | ------------- | --- | ------ | -------- | ------------ |
| 24 | 17 تموز 1989  | طابع ملون يغلب عليه اللون الأزرق في صورة الرئيس صدام حسين وكلمة "تموز" ورقمي "17-30" ورقم "1989" مع عبارة "ذكرى أعياد تموز وتسلم السيد الرئيس القائد صدام حسين الموقع الأول في قيادة الحزب والدولة". |        | 50 فلسا  |              |
| 25 | 17 تموز 1989  | طابع ملون يغلب عليه اللون الأصفر في صورة الرئيس صدام حسين وكلمة "تموز" ورقمي "17-30" ورقم "1989" مع عبارة "ذكرى أعياد تموز وتسلم السيد الرئيس القائد صدام حسين الموقع الأول في قيادة الحزب والدولة". |        | 100 فلس  |              |
| 26 | 17 تموز 1989  | طابع ملون يغلب عليه اللون الأخضر في صورة الرئيس صدام حسين وكلمة "تموز" ورقمي "17-30" ورقم "1989" مع عبارة "ذكرى أعياد تموز وتسلم السيد الرئيس القائد صدام حسين الموقع الأول في قيادة الحزب والدولة". |        | 150 فلسا |              |

### إصدارات يوم النصر
أصدر طابعان في مناسبة الذكرى الأولى لانتهاء حرب الخليج الأولى أو يوم النصر:
| #  | تاريخ الإصدار | الوصف | الصورة | القيمة   | كمية الإصدار |
| -- | ------------- | --- | ------ | -------- | ------------ |
| 27 | 8 آب 1989     | طابع بإطار أخضر مع عبارة "يوم النصر 8 آب 1989" مع صورة أياد مختلفة الألوان تفع علامة النصر وعلم العراق على شكل الرقم "1" محاط بألوان مختلفة.    |        | 100 فلس  |              |
| 28 | 8 آب 1989     | طابع بإطار برتقالي مع عبارة "يوم النصر 8 آب 1989" مع صورة أياد مختلفة الألوان تفع علامة النصر وعلم العراق على شكل الرقم "1" محاط بألوان مختلفة. |        | 150 فلسا |              |

كما أصدرت بطاقة تذكارية:
| # | تاريخ الإصدار | الوصف | الصورة | القيمة   | كمية الإصدار |
| - | ------------- | --- | ------ | -------- | ------------ |
| - | 8 آب 1989     | بطاقة تذكارية تظهر فيها صورة الرئيس صدام حسين في جمة ثمانية وعلم العراق على شكل قوس، وصورة طائرة من طائرات الخطوط الجوية العراقية، وسفينة، مع عبارة "يوم النصر 8 آب 1989". |        | 250 فلسا |              |

### إصدارات الأسرة العراقية
أصدرت ثلاثة طوابع تحتفي بالأسرة العراقية:
| #  | تاريخ الإصدار | الوصف | الصورة | القيمة   | كمية الإصدار |
| -- | ------------- | --- | ------ | -------- | ------------ |
| 29 | 1 أيلول 1989  | طابع بإطار أخضر مزرق، تظهر فيه صورة قلب حب وصورة مرأة ترتدي بدلة عرس، وصورة طفلين، مع عبارة "نعم للزواج الميسر لا للمغالاة في المهور" وعبارة "الأسرة العراقية". |        | 50 فلسا  |              |
| 30 | 1 أيلول 1989  | طابع بإطار ماروني، تظهر فيه صورة قلب حب وصورة مرأة ترتدي بدلة عرس، وصورة طفلين، مع عبارة "نعم للزواج الميسر لا للمغالاة في المهور" وعبارة "الأسرة العراقية".    |        | 100 فلس  |              |
| 31 | 1 أيلول 1989  | طابع بإطار أزرق، تظهر فيه صورة قلب حب وصورة مرأة ترتدي بدلة عرس، وصورة طفلين، مع عبارة "نعم للزواج الميسر لا للمغالاة في المهور" وعبارة "الأسرة العراقية".      |        | 150 فلسا |              |

### إصدارات المعالم السياحية
اصدرت ثلاثة طوابع تحتفي ببعض المعالم السياحية في العراق:
| #  | تاريخ الإصدار       | الوصف                                                                                                 | الصورة | القيمة  | كمية الإصدار |
| -- | ------------------- | --- | ------ | ------- | ------------ |
| 32 | 15 تشرين الأول 1989 | طابع بإطار برونزي، تظهر فيه صورة قلعة أربيل وصورة لنساء كرديات يرتدين زيا تقليديا ويمارسن الدبكة.     |        | 100 فلس |              |
| 33 | 15 تشرين الأول 1989 | طابع بإطار برونزي، تظهر فيه صورة زقورة أور وصورة لرجل يركب مشحوفا في الأهوار.                         |        | 100 فلس |              |
| 34 | 15 تشرين الأول 1989 | طابع بإطار برونزي، تظهر فيه صورة العتبة الحسينية في كربلاء وصورة لجدار منقوش في خارج العتبة الحسينية. |        | 100 فلس |              |

### إصدارات مجلس وزراء النقل العرب
أصدرت ثلاثة طوابع لمناسبة انعقاد الدورة الخامسة لمجلس ورزاء النفل العرب:
| #  | تاريخ الإصدار       | الوصف | الصورة | القيمة   | كمية الإصدار |
| -- | ------------------- | --- | ------ | -------- | ------------ |
| 35 | 21 تشرين الأول 1989 | طابع ملون نصفه الأعلى بخلفية زرقاء، تظهر فيه صور وسائل نقل مختلفة مع خريطة الوطن العربي بلون أصفر، وعبارة "مجلس وزراء النقل العرب 21 تشرين الأول 1989". |        | 50 فلسا  |              |
| 36 | 21 تشرين الأول 1989 | طابع ملون بخلفية زرقاء، تظهر فيه صور وسائل نقل مختلفة مع خريطة الوطن العربي بلون أخضر، وعبارة "مجلس وزراء النقل العرب 21 تشرين الأول 1989".             |        | 100 فلس  |              |
| 37 | 21 تشرين الأول 1989 | طابع بخلفية بيضاء، تظهر فيه صور وسائل نقل مختلفة مع أعلام الدول العربية، مع عبارة "مجلس ورزاء النفل العرب الدورة الخامسة 21 تشرين الأول 1989".          |        | 150 فلسا |              |

### إصدارات حملة إعمار الفاو
أصدر طابعان يحتفيان بحملة إعمار الفاو:
| #  | تاريخ الإصدار       | الوصف | الصورة | القيمة   | كمية الإصدار |
| -- | ------------------- | --- | ------ | -------- | ------------ |
| 38 | 25 تشرين الأول 1989 | طابع ملون بإطار بنفسجي باهت، تظهر فيه صورة صدام حسين يحمل حجرا وصورة تعبر عن معالم مدينة الفاو، مع عبارة "الانتهاء من حملة إعمار الفاو مدينة الفداء وبوابة النصر العظيم 25 \ 10 \ 1989". |        | 100 فلس  |              |
| 39 | 25 تشرين الأول 1989 | طابع ملون بإطار اخضر باهت، تظهر فيه صورة صدام حسين يحمل حجرا وصورة تعبر عن معالم مدينة الفاو، مع عبارة "الانتهاء من حملة إعمار الفاو مدينة الفداء وبوابة النصر العظيم 25 \ 10 \ 1989".   |        | 150 فلسا |              |

### إصدارات وكالة الأنباء العراقية
أصدرت ثلاثة طوابع لمناسبة الذكرى الثلاثين لتأسيس وكالة الأنباء العراقية:
| #  | تاريخ الإصدار       | الوصف | الصورة | القيمة   | كمية الإصدار |
| -- | ------------------- | --- | ------ | -------- | ------------ |
| 40 | 9 تشرين الثاني 1989 | طابع بخلفية زرقاء وخطين علوي وسفلي بلون أسود، يظهر فيه الرقم "30" ورمز وكالة الأنباء العراقية "واع" وخريطة العراق عليه رمز برق، مع عبارة "الذكرى الثلاثون لتأسيس وكالة الأنباء العراقية". |        | 50 فلسا  |              |
| 41 | 9 تشرين الثاني 1989 | طابع بخلفية زرقاء وخطين علوي وسفلي بلون أحمر، يظهر فيه الرقم "30" ورمز وكالة الأنباء العراقية "واع" وخريطة العراق عليه رمز برق، مع عبارة "الذكرى الثلاثون لتأسيس وكالة الأنباء العراقية". |        | 100 فلس  |              |
| 42 | 9 تشرين الثاني 1989 | طابع بخلفية زرقاء وخطين علوي وسفلي بلون أخضر، يظهر فيه الرقم "30" ورمز وكالة الأنباء العراقية "واع" وخريطة العراق عليه رمز برق، مع عبارة "الذكرى الثلاثون لتأسيس وكالة الأنباء العراقية". |        | 150 فلسا |              |

### إصدارات يوم إعلان دولة فلسطين
أصدرت أربعة طوابع بمناسبة إعلان دولة فلسطين والانتفاضة الفلسطينية الأولى:
| #  | تاريخ الإصدار        | الوصف | الصورة | القيمة   | كمية الإصدار |
| -- | -------------------- | --- | ------ | -------- | ------------ |
| 43 | 15 تشرين الثاني 1989 | طابع بإطار أبيض تظهر فيه دائرة برونزية اللون فيها ثمانية أشكال معينة ملونة بألوان العلم الفلسطيني لتشكل نجمة ثمانية، مع عبارة "يوم إعلان دولة فلسطين 15 \ 11\ 1989". |        | 25 فلسا  |              |
| 44 | 15 تشرين الثاني 1989 | طابع بإطار أبيض يظهر رسما لمتظاهرين فلسطينيين أحدهم يرفع علم فلسطين، مع عبارة "الانتفاضة الفلسطينية مستمرة حتى النصر".                                               |        | 50 فلسا  |              |
| 45 | 15 تشرين الثاني 1989 | طابع بإطار أخضر تظهر فيه دائرة برونزية اللون فيها ثمانية أشكال معينة ملونة بألوان العلم الفلسطيني لتشكل نجمة ثمانية، مع عبارة "يوم إعلان دولة فلسطين 15 \ 11\ 1989". |        | 100 فلس  |              |
| 46 | 15 تشرين الثاني 1989 | طابع بإطار أزرق يظهر رسما لمتظاهرين فلسطينيين أحدهم يرفع علم فلسطين، مع عبارة "الانتفاضة الفلسطينية مستمرة حتى النصر".                                               |        | 150 فلسا |              |

### إصدارات الزهور (1989)
أصدرت أربعة طوابع تحمل صور زهور:
| #  | تاريخ الإصدار        | الوصف                                                                                               | الصورة | القيمة   | كمية الإصدار |
| -- | -------------------- | --------------------------------------------------------------------------------------------------- | ------ | -------- | ------------ |
| 47 | 20 تشرين الثاني 1989 | طابع ملون يحمل صورة أزهار البنفسج (Viola sp.) بألوان مختلفة، منها الأصفر والبنفسجي والأبيض والأحمر. |        | 25 فلسا  |              |
| 48 | 20 تشرين الثاني 1989 | طابع ملون يحمل صورة أزهار فم السمكة الشائع (Antirrhinum majus) بألوان متنوعة.                       |        | 50 فلسا  |              |
| 49 | 20 تشرين الثاني 1989 | طابع ملون يحمل صورة أزهار خطمي إفريقي (Hibiscus trionum) بلون أصفر.                                 |        | 100 فلس  |              |
| 50 | 20 تشرين الثاني 1989 | طابع ملون يحمل صورة ازهار من نوع السبيب (Mesembryanthemum sparkles)                                 |        | 150 فلسا |              |

كما أصدرت ورقة طوابع تذكارية تحتوي على الطوابع الأربعة ذاتها من دون حاشية بيضاء وتتصل الطوابع الأربعة مع إطار الورقة التذكارية لتكمل لوحة كاملة للزهور:
| #  | تاريخ الإصدار        | الوصف | الصورة | القيمة                                                                      | كمية الإصدار |
| -- | -------------------- | --- | ------ | --------------------------------------------------------------------------- | ------------ |
| 51 | 20 تشرين الثاني 1989 | ورقة طوابع تذكارية تضم أربعة من الطوابع تحمل صور زهور من أنواع البنفسج (Viola sp.) وفم السمكة الشائع (Antirrhinum majus) وخطمي إفريقي (Hibiscus trionum) والسبيب (Mesembryanthemum sparkles). |        | 500 فلس (الطوابع المنفردة لها أسعارها المنفردة) كما في وصف الطوابع الأربعة. |              |

### إصدارات الاتحاد البرلماني الدولي
أصدرت ثلاثة طوابع لمناسبة مرور مائة عام على تأسيس الاتحاد البرلماني الدولي:
| #  | تاريخ الإصدار        | الوصف | الصورة | القيمة   | كمية الإصدار |
| -- | -------------------- | --- | ------ | -------- | ------------ |
| 52 | 25 تشرين الثاني 1989 | طابع بإطار وردي تظهر فيه خريطة العالم وشعار الاتحاد البرلماني الدولي مع عبارة "مرور مائة عام على تأسيس الاتحاد البرلماني الدولي 1989". |        | 25 فلسا  |              |
| 53 | 25 تشرين الثاني 1989 | طابع بإطار أبيض تظهر فيه خريطة العالم وشعار الاتحاد البرلماني الدولي مع عبارة "مرور مائة عام على تأسيس الاتحاد البرلماني الدولي 1989". |        | 100 فلس  |              |
| 54 | 25 تشرين الثاني 1989 | طابع بإطار أزرق تظهر فيه خريطة العالم وشعار الاتحاد البرلماني الدولي مع عبارة "مرور مائة عام على تأسيس الاتحاد البرلماني الدولي 1989". |        | 150 فلسا |              |

### إصدارات يوم الشهيد (1989)
أصدرت ثلاثة طوابع لمناسبة يوم الشهيد:
| #  | تاريخ الإصدار      | الوصف | الصورة | القيمة   | كمية الإصدار |
| -- | ------------------ | --- | ------ | -------- | ------------ |
| 55 | 1 كانون الأول 1989 | طابع بإطار تركوازي تظهر فيه صورة نصب الشهيد وعلم العراق وثلاثة حمامات وشمس مع عبارة "1 كانون الأول يوم الشهيد 1989". |        | 50 فلسا  |              |
| 56 | 1 كانون الأول 1989 | طابع بإطار أحمر تظهر فيه صورة نصب الشهيد وعلم العراق وثلاثة حمامات وشمس مع عبارة "1 كانون الأول يوم الشهيد 1989".    |        | 100 فلس  |              |
| 57 | 1 كانون الأول 1989 | طابع بإطار أصفر تظهر فيه صورة نصب الشهيد وعلم العراق وثلاثة حمامات وشمس مع عبارة "1 كانون الأول يوم الشهيد 1989".    |        | 150 فلسا |              |

### إصدارات الهلال الأحمر العراقي
أصدرت ثلاثة طوابع تحتفي بجمعية الهلال الأحمر العراقية:
| #  | تاريخ الإصدار       | الوصف | الصورة | القيمة   | كمية الإصدار |
| -- | ------------------- | --- | ------ | -------- | ------------ |
| 58 | 10 كانون الأول 1989 | طابع بخلفية أرجوانية متدرجة فيها صورة صدام حسين بزي عربي وهلال أحمر وصورة خمس حمامات مع عبارة "جمعية الهلال الأحمر العراقية".      |        | 100 فلس  |              |
| 59 | 10 كانون الأول 1989 | طابع بخلفية خضراء زيتونية متدرجة فيها صورة صدام حسين بزي عربي وهلال أحمر وصورة خمس حمامات مع عبارة "جمعية الهلال الأحمر العراقية". |        | 150 فلسا |              |
| 60 | 10 كانون الأول 1989 | طابع بخلفية زرقاء متدرجة فيها صورة صدام حسين بزي عربي وهلال أحمر وصورة خمس حمامات مع عبارة "جمعية الهلال الأحمر العراقية".         |        | 500 فلس  |              |

## إصدارات 1990
بلغ عدد إصدارات سنة 1990 ثلاثة إصدارات وقد ضمت 6 طوابع.

### إصدارات مجلس التعاون العربي
أصدر طابعان لمناسبة الذكرى الأولى لتأسيس مجلس التعاون العربي:
| # | تاريخ الإصدار | الوصف | الصورة | القيمة  | كمية الإصدار |
| - | ------------- | --- | ------ | ------- | ------------ |
| 1 | 16 شباط 1990  | طابع بخلفية صفراء تظهر فيه خريطة الوطن العربي داخل دائرة مع أعلام الدول الأربعة الأعضاء في مجلس التعاون العربي وهي العراق والأردن ومصر واليمن، مع عبارة "الذكرى الأولى لانبثاق مجلس التعاون العربي 16 شباط 1989-1990".    |        | 50 فلسا |              |
| 2 | 16 شباط 1990  | طابع بخلفية برتقالية تظهر فيه خريطة الوطن العربي داخل دائرة مع أعلام الدول الأربعة الأعضاء في مجلس التعاون العربي وهي العراق والأردن ومصر واليمن، مع عبارة "الذكرى الأولى لانبثاق مجلس التعاون العربي 16 شباط 1989-1990". |        | 100 فلس |              |

كما أصدرت بطاقة تذكارية:
| # | تاريخ الإصدار       | الوصف | الصورة | القيمة   | كمية الإصدار |
| - | ------------------- | --- | ------ | -------- | ------------ |
| - | 9 كانون الثاني 1989 | بطاقة بإطار فضي مع عبارة "الذكرى الأولى لانبثاق مجلس التعاون العربي 16 شباط 1989-1990" في الإعلى، وفي وسط البطاقة مستطيل أزرق تظهر فيه خريطة الوطن العربي داخل دائرة مع أعلام الدول الأربعة الأعضاء في مجلس التعاون العربي وهي العراق والأردن ومصر واليمن، مع عبارة "الذكرى الأولى لانبثاق مجلس التعاون العربي 16 شباط 1989-1990". |        | 250 فلسا |              |

### إصدارات مؤتمر القمة العربية
وشحت مجموعة من طوابع إصدارات الزهور لعام 1989 بتوشيح لمناسبة انعقاد مؤتمر القمة العربية في بغداد:
| # | تاريخ الإصدار | الوصف | الصورة | القيمة   | كمية الإصدار |
| - | ------------- | --- | ------ | -------- | ------------ |
| 3 | 28 أيار 1990  | طابع ملون يحمل صورة أزهار فم السمكة الشائع (Antirrhinum majus) بألوان متنوعة. وشح الطابع بعبارة "مؤتمر القمة العربي الاستثنائي - بغداد 28 \ 5 \ 1990". |        | 50 فلسا  |              |
| 4 | 28 أيار 1990  | طابع ملون يحمل صورة ازهار من نوع السبيب (Mesembryanthemum sparkles). وشح الطابع بعبارة "مؤتمر القمة العربي الاستثنائي - بغداد 28 \ 5 \ 1990".          |        | 150 فلسا |              |

### إصدارات عيد التحرير
أصدر طابعان لمناسبة الذكرى الثانية لتحرير الفاو:
| # | تاريخ الإصدار | الوصف | الصورة | القيمة  | كمية الإصدار |
| - | ------------- | --- | ------ | ------- | ------------ |
| 5 | 30 آب 1990    | طابع ملون يلغب في أعلاه اللون البنفسجي، تظهر فيه صورة مشعل يعلوه علم العراق مع كلمة "الفاو" وتاريخ "17-4-88 \ 1990" وعبارة "عيد التحرير". |        | 50 فلسا |              |
| 6 | 30 آب 1990    | طابع ملون يلغب في أعلاه اللون الأزرق، تظهر فيه صورة مشعل يعلوه علم العراق مع كلمة "الفاو" وتاريخ "17-4-88 \ 1990" وعبارة "عيد التحرير".   |        | 100 فلس |              |

كما أصدرت بطاقة تذكارية:
| # | تاريخ الإصدار | الوصف | الصورة | القيمة   | كمية الإصدار |
| - | ------------- | --- | ------ | -------- | ------------ |
| - | 30 آب 1990    | بطاقة تذكارية تظهر فيه صورة صدام حسين رافعا يده بالتحية، مع صورة حمامة ومشعل يعلوه علم العراق مع كلمة "الفاو" وتاريخ "17-4-88 \ 1990" وعبارة "عيد التحرير"، وفي الخلفية أقواس يبدو أنها من معالم مدينة الفاو. |        | 250 فلسا |              |

### إصدارات أخرى
كما أصدرت عدة إصدارات لكنها لم تعد رسمية لعدم اعتمادها، فقد طبعت خارج العراق لكن أزمة حرب الكويت منعت وصولها إلى العراق مثل إصدارات الطوابع التي طبعت في مصر بمناسبة كأس العالم في إيطاليا ذلك العام وشملت أربعة طوابع بقيمة 50 فلسا و100 فلس و150 فلسا و250 فلسا، وكذلك بطاقة كأس العالم بقيمة 500 فلس.